# Bataille du golfe de Leyte
Seconde Guerre mondiale
Batailles
Campagne des Philippines
- Formose
- Leyte
- Golfe de Leyte
- Baie d'Ormoc
- Mindoro
- Maguindanao
- Golfe de Lingayen
- Luçon
- Col de Bessang
- Raid de Cabanatuan
- Bataan (1945)
- Manille (1945)
- Corregidor (1945)
- Baguio (1945)
- Raid de Los Baños
- Visayas
- Palawan
- Mindanao
- Jolo
- Davao
- Raid en mer de Chine méridionale

La bataille du golfe de Leyte est une opération militaire majeure de la guerre du Pacifique. Elle a lieu au début de la reconquête des Philippines, lors du débarquement des troupes américaines du général Douglas MacArthur sur l'île de Leyte, au centre de l'archipel philippin. Cette opération est considérée comme « la plus grande bataille navale de l'histoire »,,, opposant dans le golfe de Leyte deux flottes américaines déplaçant plus de 1 316 000 tonnes, à quatre forces japonaises, déplaçant près de 700 000 tonnes (soit 2 014 890 tonnes à Leyte contre 1 661 983 tonnes à la bataille du Jutland en 1916).
Les 24 et 25 octobre 1944, des combats acharnés se déroulèrent sur une surface vaste comme le tiers de l'Europe ; à leur issue, la Flotte impériale japonaise lourdement battue avait cessé d’être une force offensive capable d'influer sur le cours de la guerre. Ces combats eurent lieu au cours de quatre engagements principaux situés en mer de Sibuyan, dans le détroit de Surigao, au cap Engaño et au large de Samar. Le Corps spécial d'attaque japonais, plus connu sous le nom de « kamikaze », y fut engagé pour la première fois à grande échelle le 25 octobre,.

## Forces en présence – contexte général et préparatifs

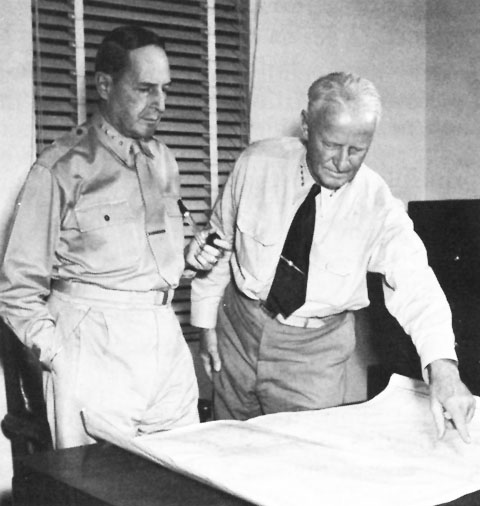
Le général Douglas MacArthur en discussion avec l'amiral Chester Nimitz

La stratégie américaine au cours de la guerre du Pacifique s'est caractérisée par une rivalité, en termes de priorité stratégique et d'attribution de moyens, entre le général MacArthur, commandant en chef des Forces armées des États-Unis en Extrême-Orient, soutenu par le général Marshall, chef d'état-major de l'Armée, et l'amiral Nimitz, commandant en chef de la Flotte du Pacifique, sous l'autorité de l'amiral King, commandant en chef de la Flotte des États-Unis et chef des Opérations navales. Les zones d'opérations étaient différentes, mais connexes : la zone du Pacifique Sud-Ouest pour MacArthur, les Zones de l'Océan Pacifique pour Nimitz. En 1943, les offensives américaines dans les deux zones se développèrent parallèlement de part et d'autre de la mer des Salomon (campagne des îles Salomon et opération Cartwheel). Mais l'amiral King obtint l'accord de la réunion des chefs d'état-major pour engager une offensive en direction du Japon dans le Pacifique central. Entre les mois de novembre 1943 et d'août 1944, cela aboutit à la conquête des îles Mariannes qui allait fournir les bases d'où les B-29 Superfortresses pourraient bombarder l'archipel japonais. Pendant ce temps, les forces de MacArthur avaient continué de progresser vers l'ouest sur la côte nord de la Nouvelle-Guinée.

### Le choix américain d'attaquer les Philippines
Les discussions d'état-major furent ardues pour déterminer le prochain objectif stratégique. L'U.S. Navy proposait d'aller attaquer Formose pour mettre en place un blocus du Japon ; le général MacArthur quant à lui tenait essentiellement à débarquer aux Philippines pour tenir sa promesse de 1942 « I shall return » (en français : « Je reviendrai »).

#### Le général MacArthur impose ses vues à l'amiral Nimitz

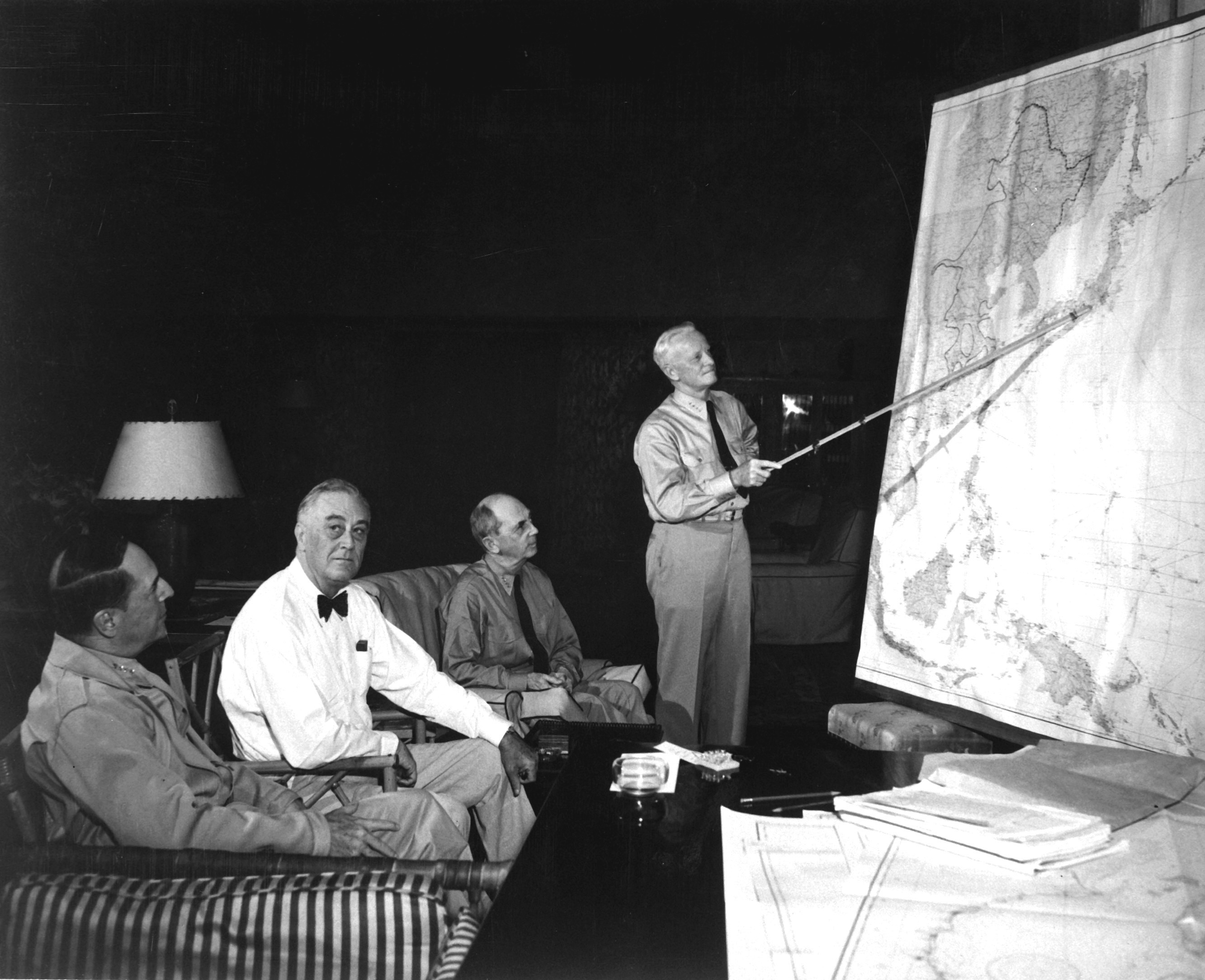
L'amiral Nimitz, en conférence à Hawaii, le 28 juillet 1944 guerre mondiale, devant (de gauche à droite) le général MacArthur, le président Roosevelt et l'amiral Leahy.

L'attaque de Formose demandait un nombre de divisions qui excédait les capacités alliées du moment mais l'attaque des Philippines était hors de portée d'une aviation basée à terre. MacArthur obtint que l'affaire fût portée devant le président Roosevelt. La décision fut finalement d'attaquer les Philippines  sous les ordres du général MacArthur. La couverture aérienne de l'opération serait confiée à la flotte du Pacifique, et en particulier aux forces navales du Pacifique central, c'est-à-dire la IIIe Flotte, commandée après la fin août par l'amiral Halsey, qui restait sous l'autorité de l'amiral Nimitz,.
L'amiral Nimitz accepta le plan du général MacArthur mais à la condition de couper les lignes arrière japonaises. Les forces amphibies débarquèrent dans les Palaos pour attaquer Peleliu et Angaur le 15 septembre. Mais en raison de fortifications bien installées et de la forte résistance japonaise, les combats durèrent plus de deux mois au lieu des quatre jours prévus pour sécuriser Peleliu, avec des pertes très importantes, qui conduisirent à mettre en doute l'intérêt stratégique de cette opération. Le 21 septembre, Ulithi dans les Carolines occidentales fut occupée sans opposition, et l'amiral Nimitz y fit rapidement transférer la base avancée de soutien de la flotte qui se trouvait à Eniwetok, située à environ 1 600 km plus à l'est. Les forces de MacArthur débarquèrent à Morotai dans les Moluques. La suite des opérations était de débarquer à Yap, à la fin du mois de septembre, à Mindanao en novembre et dans la zone de Leyte-Surigao, en décembre.

#### Coup d'accélérateur de l'amiral Halsey

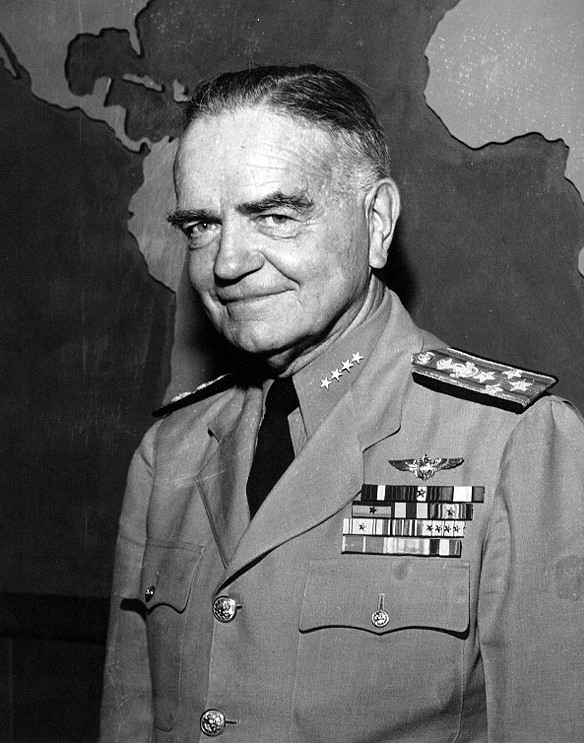
L'amiral Halsey a commandé les forces navales du Pacifique central, désignées comme la IIIe Flotte, de la fin août 1944 guerre mondiale à la fin janvier 1945 guerre mondiale. les décorations qu'il porte permettent de dater cette photo de cette période.

À la suite des bombardements sur l'île de Mindanao et dans les Visayas , à partir de renseignements d'aviateurs abattus au-dessus des zones occupées et récupérés par des partisans philippins, l'amiral Halsey était convaincu de la faiblesse des réactions japonaises. Fidèle à son comportement habituel, fonceur et changeant, l'amiral proposa alors le 13 septembre d'avancer le débarquement sur Leyte. Soumise au Comité des chefs d'État-Major au cours de la seconde conférence inter-alliée de Québec, cette proposition est adoptée et les plans américains modifiés en conséquence. La date du débarquement sur Leyte est fixée au 20 octobre et les troupes devant débarquer à Yap rallient celles de MacArthur.

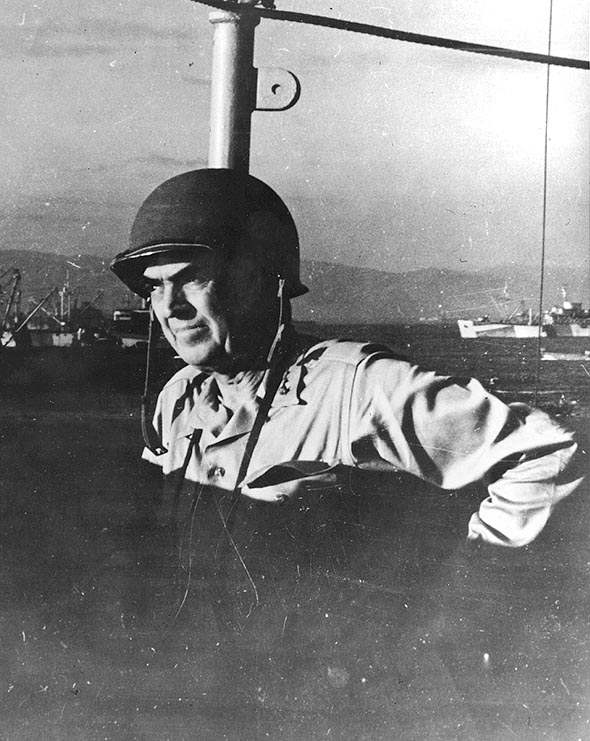
Le vice-amiral Kinkaid, commandant en chef de la VIIe flotte, sur son navire de commandement, l'USS Wasatsh (AGC-9), ici en janvier 1945.

Il apparut alors nécessaire de renforcer la VIIe flotte (« la Marine de MacArthur ») que commandait le vice-amiral Kinkaid, du moins en ce qui concernait les forces amphibies et la couverture rapprochée. Le IIIe Corps Amphibie du vice-amiral Wilkinson, les cuirassés anciens et les croiseurs du groupe d'appui-feu et de bombardement du contre-amiral Oldendorf, ainsi que les porte-avions d'escorte du groupe d'appui aérien du contre-amiral Thomas L. Sprague furent tous transférés à la VIIe flotte, ne laissant à la IIIe flotte que la Task Force de Porte-avions rapides (TF 38). Cette dernière était constituée de huit porte-avions d'escadre (sept de la classe Essex et l'USS Enterprise), huit porte-avions légers, six cuirassés modernes, quinze croiseurs, leurs destroyers d'escorte et leur train d'escadre.
Cette organisation avait un inconvénient : compte tenu de la structure du commandement, elle plaçait les forces navales de l'opération King Two (nom de code du débarquement aux Philippines) dans deux lignes hiérarchiques distinctes, et dont le commandement supérieur commun se situait à Washington, plus précisément à la réunion des chefs d'état-major. Circonstance aggravante, les ordres écrits étaient assez vagues : « Les mesures nécessaires à une coordination détaillée entre les forces opérationnelles du Pacifique occidental (la IIIe flotte) et les forces du Pacifique sud-ouest (la VIIe flotte) seront arrangées par leurs commandants respectifs ». L'amiral Halsey avait alors demandé à l'amiral Nimitz si sa mission prioritaire était d'assurer la sécurité du débarquement, ou bien la destruction de la flotte de bataille ennemie, et la réponse avait été ambigüe,.

### PlanSho-Go(«victoire»)
Dans le même temps, le haut commandement naval japonais (remanié après la perte des îles Mariannes) devait achever la mise au point du plan Sho-Go, c'est-à-dire la riposte contre la prochaine attaque américaine selon qu'elle viserait les Philippines, Formose et le Nansei Shotō dont fait partie Okinawa, Honshū-Kyūshū et les Bonins dont fait partie Iwo Jima, ou même encore l'île d'Hokkaidō. Le Haut commandement naval n'avait plus d'illusions, il ne s'agissait plus d'obtenir par la victoire quelque résultat correspondant aux buts de guerre de l'Empire, mais d'opposer une résistance acharnée, au prix de pertes pouvant atteindre l'annihilation de la Flotte, pour faire en sorte que les États-Unis acceptent de modifier les conditions mises à l'ouverture de négociations sur l'arrêt des hostilités.

#### Toute la flotte impériale contre les forces amphibies américaines
L'idée de manœuvre était d'engager la totalité des bâtiments encore opérationnels de la Flotte impériale contre les forces d'invasion américaines. Il ne s'agissait plus de livrer une « bataille décisive » comme cela avait été le cas jusqu'à la bataille de la mer des Philippines, mais de s'efforcer de détruire les forces amphibies américaines sur les plages de débarquement.
L'expérience de deux ans de guerre navale dans le Pacifique avait montré que les cuirassés, fussent-ils modernes, n'étaient plus pour le côté américain les « capital ships », alors que, de juin 1942 au début de 1944, les cuirassés japonais les plus puissants avaient été le plus souvent maintenus au mouillage de Truk, en attente de ce combat improbable. Pour autant, ce changement dans la doctrine d'emploi des cuirassés et des grands croiseurs ne faisait pas l'unanimité chez les officiers de marine japonais. Ils considéraient en effet qu'attaquer « des navires de transport auxiliaires et des cargos vides » n'était pas digne d'une flotte de guerre, tout comme le fait d'engager des sous-marins contre les navires de commerce n'était pas conforme à la tradition militaire japonaise.

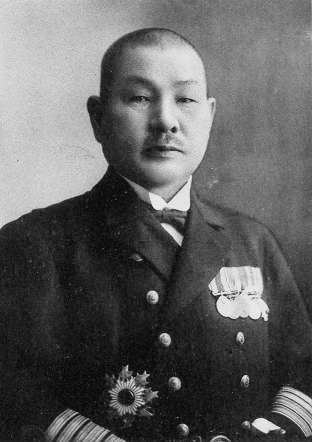
L'amiral Toyoda, commandant en chef de la Flotte Combinée depuis mai 1944 guerre mondiale, ici vice-amiral en novembre 1940 guerre mondiale.

Au printemps 1944, l'organisation de la Flotte combinée avec ses trois flottes, la première (composée de cuirassés directement aux ordres du commandant en chef), la deuxième (rassemblant croiseurs de bataille modernisés en cuirassés rapides et croiseurs lourds en une sorte d'« aile marchante »), ainsi que la troisième (rassemblant les porte-avions) cédèrent la place à une Flotte mobile, dont les composantes réunissaient porte-avions, cuirassés et croiseurs lourds, ressemblant aux Task Forces américaines. Initialement ce schéma est maintenu. La différence entre la Force de frappe (nouvelle désignation de l'ensemble des forces navales) et la Flotte mobile (telle qu'elle a participé à la bataille de la mer des Philippines) est que le nombre des porte-avions a été réduit à quatre, ceci à la suite des pertes subies, notamment les deux grands porte-avions Taihō et Shōkaku et le Hiyō. En revanche, le nombre des navires de ligne a été augmenté par l'incorporation dans les forces engagées de quatre bâtiments anciens : les cuirassés Fusō et Yamashiro ainsi que les deux cuirassés hybrides de porte-avions Ise et Hyūga, constituant pour la forme une 4e division de porte-avions .
Les attaques américaines sur les Palaos et Morotai laissaient peu de doutes sur le fait que les Philippines seraient la prochaine cible. Or l'amiral Toyoda, commandant en chef de la Flotte combinée, était convaincu que la perte des Philippines signifierait la fin de la guerre navale. Les navires basés au Japon seraient coupés de l'approvisionnement en pétrole, ceux basés dans les territoires occupés du Sud-Est asiatique (Malaisie ou Insulinde) n'auraient plus d'approvisionnement en munitions, ni accès à des capacités de réparations. Pour lui, « Sauver la flotte au prix de la perte des Philippines n'aurait aucun sens ». Quel que soit leur scepticisme quant au succès de l'opération, les commandants des principales forces mesuraient le poids de l'enjeu, pensant comme le vice-amiral Ozawa, que celles-ci y seraient détruites en totalité, ou comme le vice-amiral Kurita qu'elles y perdraient au moins la moitié de leurs forces.

#### Extrême faiblesse de l'aviation embarquée japonaise
Le Haut commandement naval japonais avait une claire conscience des pertes de l'aviation embarquée au cours de la bataille de la mer des Philippines, où le plus grave n'avait pas été la destruction de trois porte-avions mais le fait que la Flotte mobile, partie au combat avec 430 avions, était rentrée au Japon avec à peine 35. Cette situation catastrophique aurait plusieurs conséquences.
D'abord, en contradiction avec le principe de concentration des forces, il fallut accepter de disperser la flotte, car si les porte-avions devaient être basés au Japon, en Mer Intérieure pour être réparés et reconstituer leurs groupes aériens, la pénurie de pétrole résultant des attaques des sous-marins américains contre les liaisons maritimes avec les zones pétrolifères de Bornéo conduisit à maintenir les cuirassés et les croiseurs lourds au plus près de ces sources de carburant, au mouillage des îles Lingga, à proximité de Singapour,. Mais le vice-amiral Ozawa avait originellement l'intention de rallier le mouillage des îles Lingga avec les porte-avions, à la mi-novembre. Dans cet esprit de rassemblement des forces, la 5e flotte du vice-amiral Shima, qui devait opérer avec le vice-amiral Ozawa, quitta sa base d'Ōminato, à l'extrême nord d'Honshū, pour rallier Kure.
Ensuite, à titre conservatoire, l'artillerie anti-aérienne des cuirassés et des croiseurs lourds fut renforcée par l'installation de tourelles doubles de canons de 127 mm type 89 lorsque c'était possible, et par de nombreux tubes de 25 mm anti-aériens type 96, jusqu'à en porter 50 à 60 sur les croiseurs lourds et une centaine sur les cuirassés, voire 120 sur le Yamato.

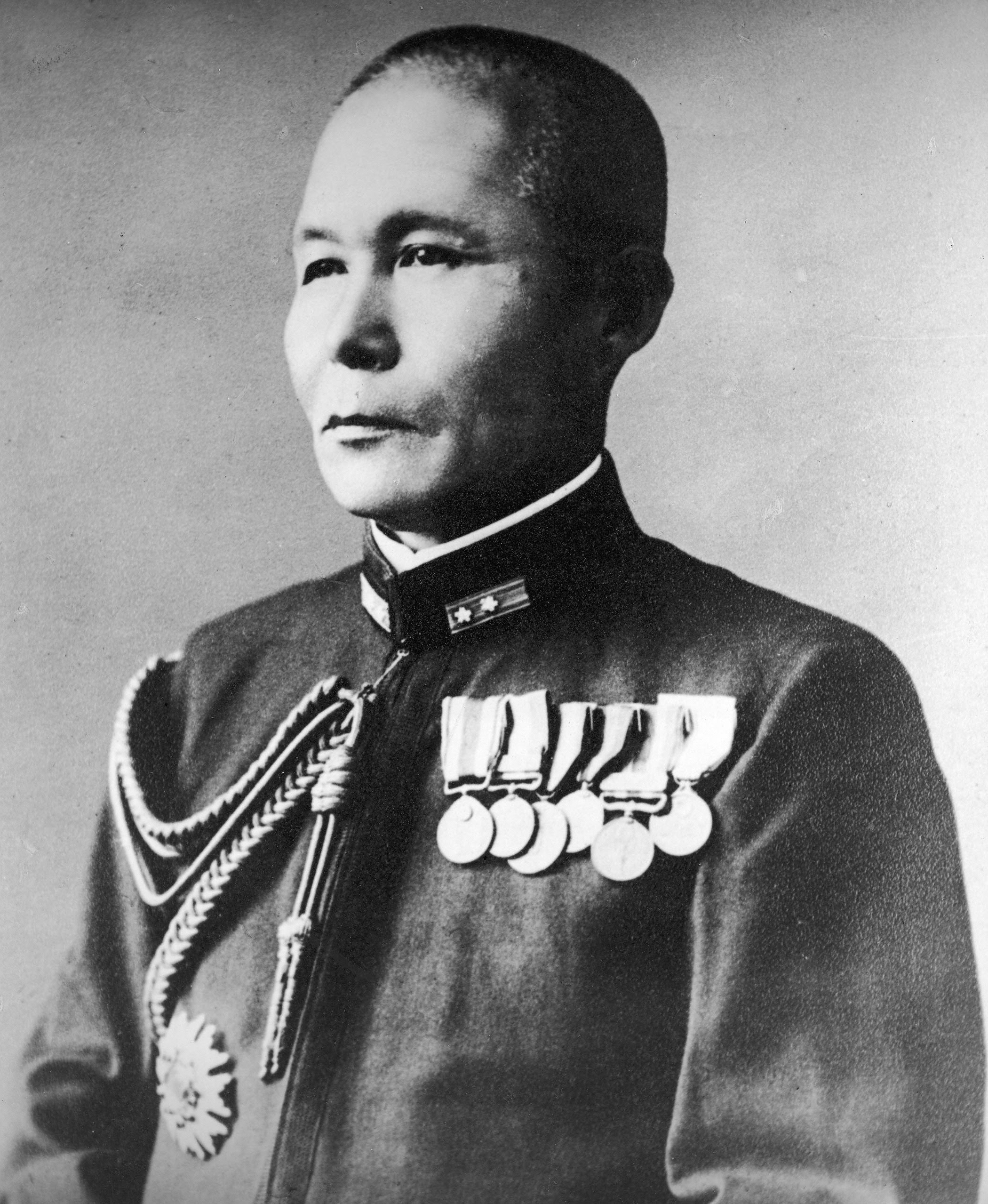
Le vice-amiral Ozawa, commandant en chef de la Force de Frappe, avait sous son autorité directe les quatre porte-avions japonais.

À la fin août, le Haut commandement japonais estimait que la prochaine attaque américaine aurait lieu au plus tôt en novembre et le vice-amiral Ozawa espérait réussir à former suffisamment d'aviateurs navals pour reconstituer les groupes aériens des porte-avions dans ce délai. Mais la formation rapide de pilotes n'était pas un point fort de la Marine impériale. Le vice-amiral Ozawa, qui avait le commandement du Corps principal de la Force de frappe (impliquant donc tous les porte-avions), indiqua début octobre à l'amiral Toyoda, commandant en chef de la Flotte combinée, que les groupes aériens embarqués ne pourraient assurer, à bref délai, la couverture aérienne des sept cuirassés et onze croiseurs lourds de la Force d'attaque de diversion no 1 du vice-amiral Kurita. Il proposa en conséquence de faire opérer les deux forces de façon autonome, ce qui fut accepté par le Commandant en chef.
Le vice-amiral Ozawa reçut alors l'ordre de transférer à terre, à Formose ou aux Philippines, plus de la moitié de ses pilotes qui, sans avoir encore la capacité d'opérer sur porte-avions, pouvaient opérer depuis des bases terrestres. C'est ainsi que les porte-avions japonais du Corps principal se virent assigner le rôle de leurre pour entraîner à leur poursuite les porte-avions rapides américains et permettre aux navires du vice-amiral Kurita d'atteindre plus facilement les plages de débarquement. Le risque était l'annihilation complète du service aérien de la Marine impériale japonaise, ce dont le vice-amiral Ozawa était très conscient,. En attirant les forces américaines de couverture éloignée loin des forces amphibies de débarquement, l'amiral Toyoda n'espérait pas tant épargner aux navires de la ligne de bataille les coups des forces aéronavales de l'US Navy, dotées d'une force de frappe considérable, que leur faciliter la mission de destruction des forces amphibies.
Cette primauté délibérée des navires « porte-canons » par rapport aux porte-avions est la caractéristique fondamentale du plan Sho-Gô, ce qui échappa largement aux amiraux Halsey et Nimitz.

#### Derniers ajustements
La couverture aérienne des forces navales devait donc être assumée par l'aviation basée à terre. Mais si l'aviation navale basée à terre avait une certaine habitude de la coopération avec les forces en mer, c'était beaucoup moins le cas pour les forces aériennes de l'Armée impériale. Par suite d'un souci exagéré du secret, ou parce que les choses s'accélérèrent (les forces d'invasion américaines ayant quitté les îles de l'Amirauté le 12 octobre), cette coopération ne fut pas organisée. Ainsi, le maréchal Terauchi, qui avait autorité sur les forces aériennes devant assurer la couverture des opérations navales, et dont le QG se trouvait à Saïgon, n'eut aucun contact avec l'amiral Toyoda, à Tokyo. Son subordonné, le général Yamashita, commandant les forces de l'Armée japonaise aux Philippines, dont le QG était à Manille, ne fut informé des opérations navales prévues dans les eaux de l'archipel philippin que dans les grandes lignes, et seulement cinq jours avant le début de ces opérations,.
En ce qui concerne l'organisation des forces navales, dès lors que les porte-avions devaient opérer séparément des cuirassés et des croiseurs, la 5e flotte du vice-amiral Shima qui avait appareillé de Kure et se trouvait dans les Pescadores, reçut l'ordre d'opérer avec le vice-amiral Kurita afin d'attaquer les forces américaines dans le golfe de Leyte par le sud. En revanche, les cuirassés hybrides, parce qu'ils constituaient une 4e division de porte-avions, tout en n'ayant aucun appareil embarqué, restèrent attachés au Corps principal du vice-amiral Ozawa. Mais tout ceci se fit dans la précipitation. En effet, le chef d'état-major d'Ozawa dut appeler en urgence le Quartier Général pour régler au téléphone les conditions d'intervention des porte-avions après que la majeure partie de leurs groupes aériens avait été débarquée.
Ayant été prévenu de l'approche des forces américaines par une « indiscrétion » provenant de Moscou (cette information semble avoir été communiquée à l'ambassadeur du Japon par le ministre soviétique des Affaires étrangères Viatcheslav Molotov), le Commandement de la Flotte combinée, en fait le vice-amiral Ryūnosuke Kusaka, chef d'état-major, donna le 17 octobre au vice-amiral Kurita l'ordre d'appareiller, pour appliquer le plan Shō-1. En quelques jours, soixante-quatre bâtiments prirent la mer.

## Déroulement

### Préliminaires
Au cours de la première quinzaine d'octobre, l'aviation embarquée des porte-avions rapides de la IIIe flotte qui avait la charge de bombarder les aérodromes qui pouvaient être utilisés par l'aviation japonaise, multiplia les attaques d'abord contre Okinawa, puis Formose, ensuite Luçon enfin les Visayas.
Au-dessus de Formose, l'aéronautique navale américaine se heurta à environ un millier d'avions engagés par les Japonais. Selon l'amiral Nimitz, « Ce furent les plus lourdes séries d'attaques aériennes jamais lancées par l'ennemi contre nos forces navales ». Dans la confusion, du fait des nombreux sillages de navires, de traînées de feu et de fumée, les aviateurs nippons rapportèrent que 35 navires américains avaient été touchés ! La propagande japonaise n'hésita pas à parler de « défaite aussi terrible que celle de la flotte tsariste, il y a 40 ans ». Comme les USS Canberra et USS Houston furent sérieusement endommagés, les 13 et 14 octobre, les Américains déployèrent beaucoup d'efforts pour ramener à bon port la « division des éclopés » (CripDiv1), en les utilisant comme appât pour attirer des forces navales japonaises. Le vice-amiral Shima sortit d'ailleurs de Kure le 14 octobre avec sa 5e flotte qui comptait deux croiseurs lourds pour achever « les restes avariés de la IIIe flotte », mais les reconnaissances aériennes convainquirent l'état-major nippon de ne pas insister.
Au cours de ces combats aériens violents à l'occasion de ces bombardements préparatoires, plus de 800 appareils japonais furent détruits pour la perte d'une centaine d'appareils abattus et 64 aviateurs américains tués. Du point de vue de la destruction de la puissance aérienne ennemie, entre le 11 et le 16 octobre, ce fut « une des semaines avec le plus de succès, depuis le début de la guerre », toujours selon l'amiral Nimitz. Les amiraux Ozawa et Kurita virent dans ces pertes subies alors par l'aviation japonaise une cause majeure de l'échec des plans du haut commandement japonais.

#### Le débarquement américain sur l'île de Leyte
Partie principalement de Manus en mer de Bismarck le 12 octobre, la VIIe flotte se présenta le 17 devant le golfe de Leyte. Les pilonnages préparatoires de la part des cuirassés anciens et des croiseurs du TG 77.2 du contre-amiral Oldendorf, ainsi que des appareils des porte-avions « à tout faire » du TG 77.4 du contre-amiral Thomas Sprague, commencèrent le 18. Le 19, Tacloban, au fond du golfe de Leyte fut également bombardée et les premières troupes américaines débarquèrent sur l'île de Dinagat au nord-est du détroit de Surigao. Pendant ce temps, l'aviation embarquée de la IIIe flotte continuait le bombardement des aérodromes des forces aériennes basées à terre.

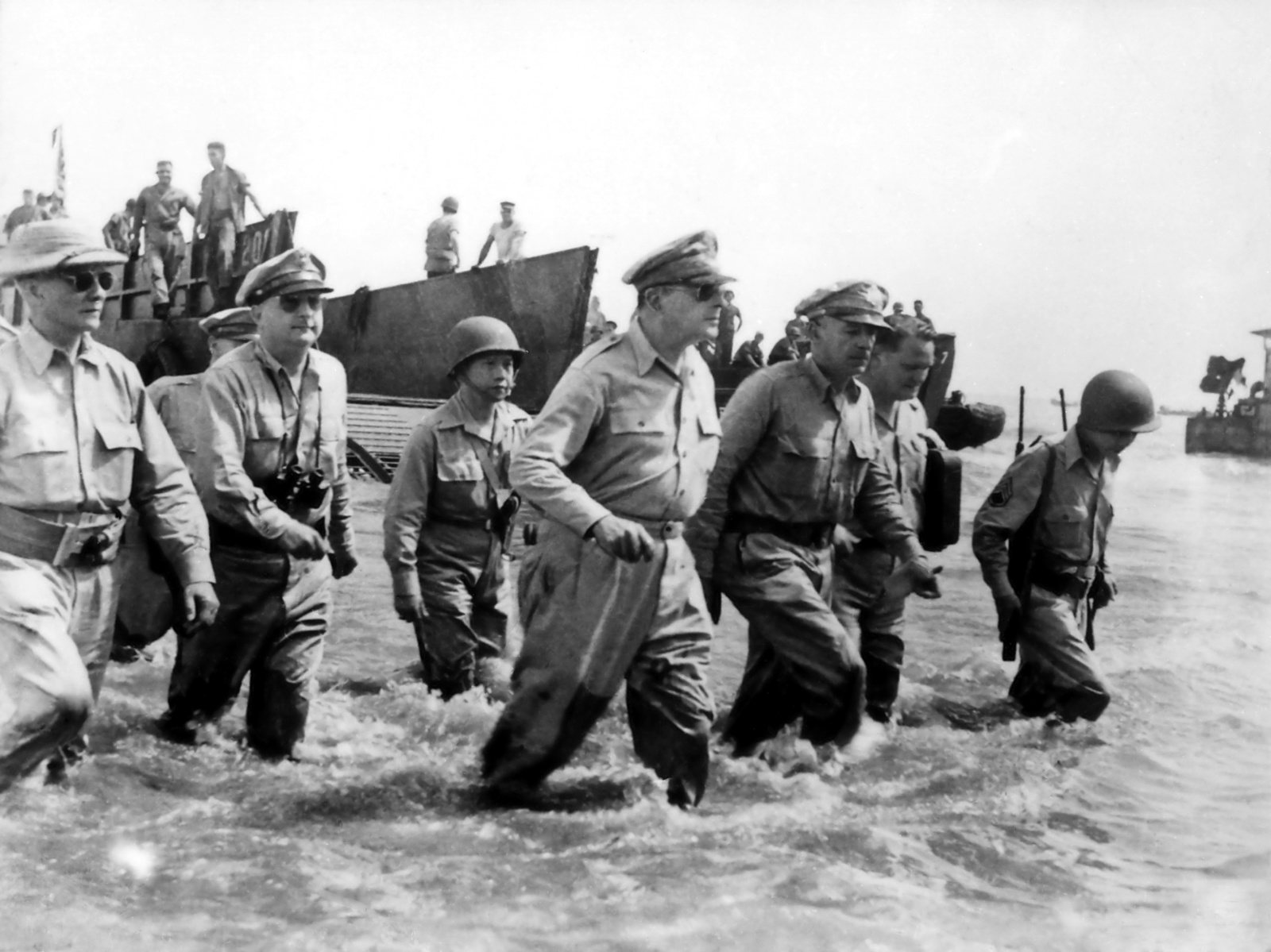
Le général MacArthur débarque le 20 octobre 1944- guerre mondiale sur la plage de Palo.

Le 20 octobre, le débarquement commença sur l'île de Leyte sur les plages de Palo (celle-là même où débarqua MacArthur), Dulag et San Jose. Le débarquement de la VIe armée du lieutenant general Krueger se déroula sans grandes difficultés. Dès le lendemain, 103 000 hommes des XXIVe et Xe corps d'armée avaient débarqué et Tacloban, la ville la plus importante de Leyte, était libérée. Cependant, les QG des troupes à terre restaient très proches des plages, les rendant d'autant plus vulnérables à une attaque de navires japonais entrés dans le golfe.
L'aviation japonaise, qui disposait d'un grand nombre d'aérodromes sur Luçon, ne resta pas inactive. Le 20 octobre, le grand croiseur léger USS Honolulu fut gravement endommagé par une torpille aérienne tandis qu'une bombe touchait l'USS Sangamon,. Le 21, c'est au tour du croiseur lourd HMAS Australia d'être atteint à la passerelle par une attaque suicide d'un bombardier en piqué Val qui tue le commandant et blesse grièvement le commodore Collins qui commandait le Groupe de couverture rapprochée (TG 77.3). Il sera remplacé par le contre-amiral Berkey. Mais pendant trois jours, il n'y a eu aucune indication d'une sortie imminente de la flotte japonaise, excepté une augmentation du trafic des pétroliers et des navires auxiliaires entre le Nord de Bornéo et les parages de Mindoro.
Cependant le temps était mauvais, ce qui retarda la construction de pistes d'aviation sur Leyte, faisant du coup reposer la couverture aérienne rapprochée du débarquement sur les dix-huit porte-avions d'escorte du TG 77.4, le groupe d'appui aérien de la VIIe flotte. Par ailleurs, l'accélération de l'attaque de Leyte n'a été que modérément appréciée par le général MacArthur qui pensait que l'amiral Halsey avait minimisé la capacité de résistance japonaise. Cela a conduit à faire débarquer des troupes initialement prévues pour attaquer Yap, et ne disposant donc que d'approvisionnements pour une opération très brève par rapport à l'attaque de Leyte. Un flux important et continu d'approvisionnement devenait donc impératif et l'irruption de forces navales japonaises dans le golfe de Leyte qui transformerait la zone en champ de bataille, mettrait en grande difficulté les troupes débarquées à terre.
Malgré la météo, quelques appareils japonais étaient parvenus à redécoller et attaquer les têtes de pont. Ils avaient mitraillé les plages et détruit un nombre non négligeable de dépôts de munitions et de carburant. Comme on le verra plus tard, les flottes de Kurita et Nishimura seront attaquées par l'aviation embarquée américaine et les pilotes japonais seront mis à contribution pour la repérer et l'attaquer. Mais les reconnaissances lancées par l'aviation navale japonaise basée à terre ne permettront de localiser que le TG 38.3 au matin du 24 octobre (voir plus loin).

#### Sortie de la Flotte impériale

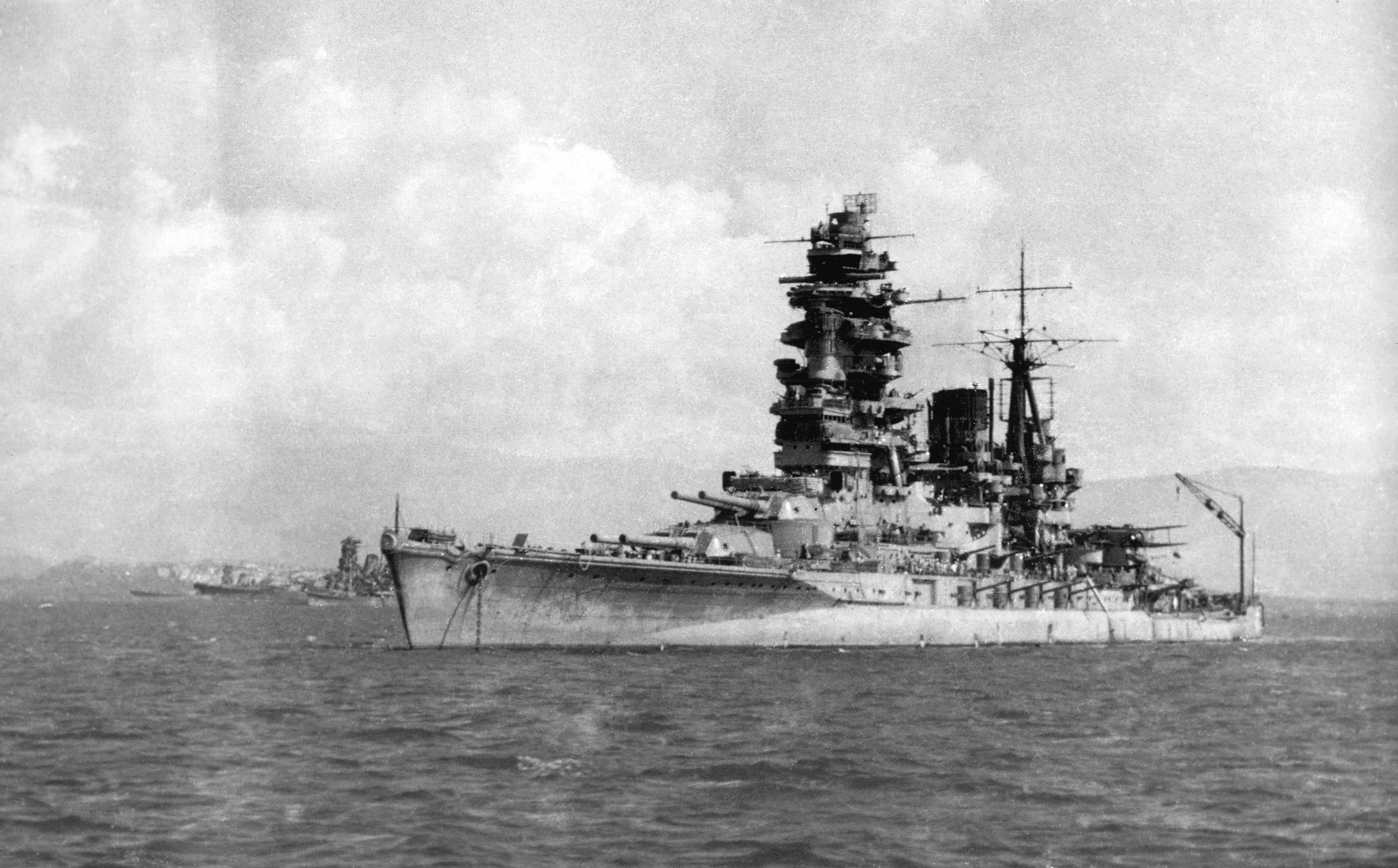
Le, en baie de Brunei, en route vers le golfe de Leyte (20 – 22 octobre 1944). À l'arrière-plan, on distingue le et le.

Le vice-amiral Kurita a appareillé le 18 octobre du mouillage des îles Lingga, avec sept cuirassés, onze croiseurs lourds et deux croiseurs légers, et il est arrivé en baie de Brunei, à Bornéo le 20 en début d'après-midi. Il apprit alors que le débarquement américain avait commencé, le jour même, sur la côte orientale de l'île de Leyte.
Le vice-amiral Ozawa, avec un porte-avions d'escadre, trois porte-avions légers (ne portant au total qu'une centaine d'appareils), les deux cuirassés hybrides (sans aucun appareil embarqué), et trois croiseurs légers, a quitté la mer intérieure le 20 pour aller prendre position au nord-est de Luçon. Sa mission était d'attirer la Task Force 38 et ses porte-avions rapides et cuirassés le plus loin possible du golfe de Leyte,.
Le vice-amiral Shima, qui était sorti de Kure avec deux croiseurs lourds et un croiseur léger le 14, se trouvait dans le détroit de Formose. Il a alors appris que les ordres avaient changé, qu'il ne devait pas rejoindre le Corps principal du vice-amiral Ozawa, mais relâcher en baie de Coron, dans les îles Calamian le 23, et gagner le détroit de Surigao pour coopérer dans le golfe de Leyte avec la Force du vice-amiral Kurita, qui devrait y arriver le 25 au matin. Il n'apprendra qu'un peu plus tard par radio que le vice-amiral Nishimura avait une mission identique, mais en raison de la consigne de silence radio imposée aux forces à la mer, il n'aura aucun moyen d'établir une liaison avec son collègue alors qu'ils ne sont qu'à une cinquantaine de nautiques.

##### Le vice-amiral Kurita scinde en deux la Force d'attaque de diversionno1

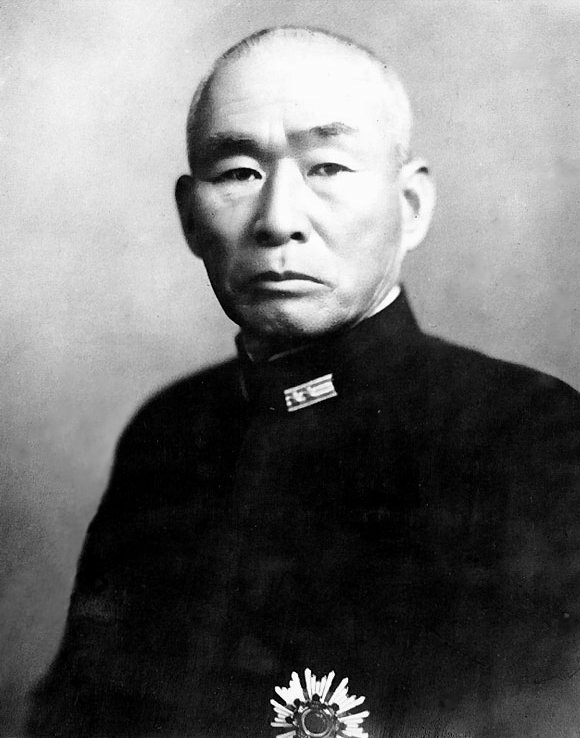
Le vice-amiral Kurita, commandant en chef de la 2e Flotte depuis août 1943 guerre mondiale commande la Force d'attaque de diversion no 1.

À Brunei, le vice-amiral Kurita a fait refaire les pleins de carburant, auprès de pétroliers qui y avaient eu rendez-vous. Il a réuni les commandants des navires, et leur a fait part de son intention de manœuvre qui était une attaque des forces amphibies américaines dans le golfe de Leyte, à la fois par le nord et par le sud. Il comptait conduire la majeure partie de ses forces, soit cinq cuirassés, dix croiseurs lourds, deux croiseurs légers et quinze destroyers, en passant par la mer de Sibuyan puis le détroit de San-Bernardino, contourner l'île de Samar par le nord et l'est pour aller attaquer, le 25 au matin, les forces amphibies américaines jusqu'à Tacloban, au fond du golfe de Leyte. Il a alors indiqué au vice-amiral Nishimura qu'il devrait passer avec ses deux cuirassés (Fuso et Yamashiro), le croiseur Mogami et quatre destroyers par le détroit de Balabac et la mer de Sulu, pour entrer ensuite dans le golfe de Leyte par le sud, c'est-à-dire par le détroit de Surigao, le 25 au matin également. Les deux forces réunies devaient repartir par le détroit de Surigao.

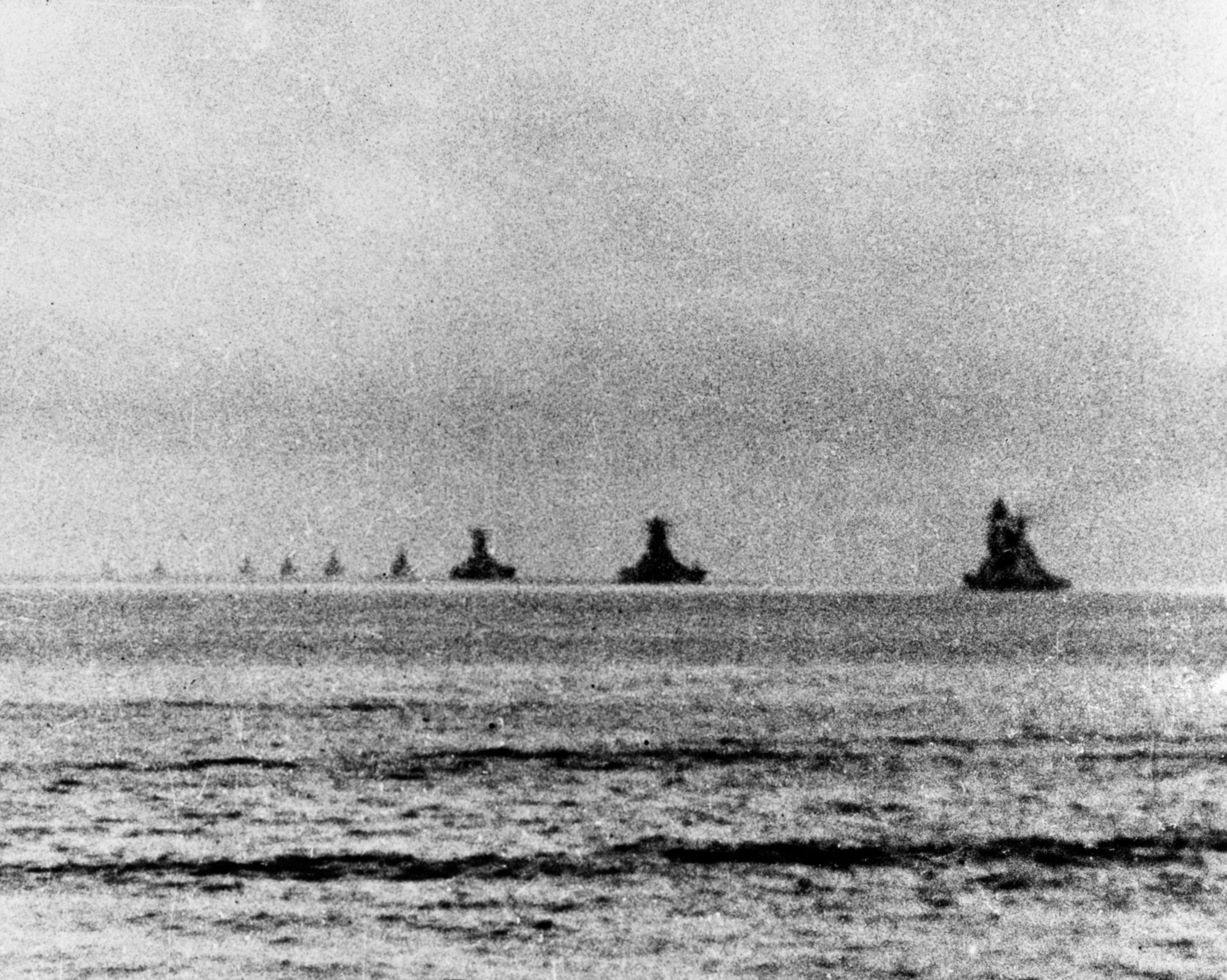
La Force d'attaque de diversion no 1 du vice-amiral Kurita quitte Brunei, le 22 octobre 1944 guerre mondiale.

Tous les bâtiments du vice-amiral Kurita ont quitté Brunei le 22 octobre tôt le matin. Ils étaient menés par le contre-amiral Hashimoto, commandant la 5e division sur le Myōkō, suivi du Haguro. Dans l'ordre suivaient quatre croiseurs de la 4e division, menée par l'Atago portant la marque du vice-amiral Kurita, les deux super-cuirassés Yamato et Musashi, avec leur batterie d'artillerie principale de neuf canons de 460 mm et le cuirassé Nagato, formant la 1re division commandée par le vice-amiral Ugaki, deux cuirassés rapides Kongō et Haruna formant la 3e division commandée par le vice-amiral Yoshio Suzuki, deux croiseurs de la classe Mogami et les deux croiseurs de la classe Tone, formant la 7e division aux ordres du contre-amiral Shirahishi enfin deux croiseurs légers de la classe Agano et les destroyers. Les deux cuirassés anciens de la 2e division du vice-amiral Nishimura appareillèrent peu après flanqués du croiseur lourd Mogami.
Parallèlement, la flotte du vice-amiral Shima descendait au sud-ouest en longeant les côtes occidentales des Philippines afin de rejoindre et grossir celle de Nishimura peu avant l'entrée du détroit de Surigao. Au total donc, quatre flottes japonaises faisaient route vers le golfe de Leyte (Kurita, Nishimura, Shima et les porte-avions d'Ozawa), ce qui pouvait paraitre une force de frappe considérable. Mais à l'état-major de la Flotte Combinée, le chef d'état-major, le vice-amiral Ryūnosuke Kusaka n'y voyait que « la dernière ligne de défense de la métropole ».

##### Les sous-marins américains attaquent dans le passage de Palawan
Des sous-marins de la VIIe Flotte américaine avaient été déployés pour tenter de repérer les forces japonaises qui arriveraient par l'ouest des Philippines. Le 22 octobre vers minuit, alors qu'elle navigue à l'ouest de l’île de Palawan, la Force d'attaque de diversion no 1 du vice-amiral Kurita est repérée par deux sous-marins, les USS Dace et Darter, qui signalent son approche. Malgré l'interception du message des submersibles, l'escadre japonaise tarde à prendre des mesures de lutte anti-sous-marine, en raison de la présence de récifs coralliens dont la localisation est peu précisée sur les cartes. Le 23 octobre à l'aube, les deux sous-marins torpillent et coulent l’Atago et le Maya et avarient gravement le Takao qui est obligé de se replier vers Singapour,, remorqué par les navires ayant secouru les rescapés de l’Atago et du Maya : les destroyers Asashimo et Naganami. Le coup est d'autant plus sévère pour les Japonais que, parmi les pertes ou les rescapés qui vont retourner à Singapour, on compte de nombreux personnels qui, à bord de l'Atago, étaient des spécialistes des transmissions, dont l'absence sera durement ressentie lors des combats des jours suivants,. Pour les États-Unis, le prix à payer est faible : seul le Darter, à la poursuite du Takao qu'il comptait bien achever, s'échoue à 17 nœuds sur un récif, et doit être abandonné le lendemain. Alerté, le Dace réussit à en recueillir l'équipage, juste avant l'arrivée de destroyers japonais qui ne trouvent qu'une épave sabordée.
Le vice-amiral Kurita, qui était à bord de l’Atago, se retrouve à la mer. Il est recueilli par le destroyer Kishinami. Le commandement de l'escadre est alors assuré par le vice-amiral Ugaki à bord du cuirassé Yamato. Dans l'après-midi, Kurita transfère sa marque sur le Yamato et reprend le commandement de la Force d'attaque de diversion. Mais les Américains sont en alerte, la principale force d'attaque japonaise est repérée et suivie à la trace par des sous-marins qui vont la signaler, dans la nuit du 23 au 24 octobre à proximité du détroit de Mindoro, alors que les porte-avions du vice-amiral Ozawa (qui devaient servir de leurre) ne se sont toujours pas fait repérer,.

### Bataille de la mer de Sibuyan
Le 22 octobre au soir, le vice-amiral McCain, qui commandait le Task Group 38.1 (le plus puissamment armé de la TF 38) avait reçu l'ordre de mettre cap à l'est vers Ulithi, à environ 1 000 km, pour y reposer ses équipages et se réapprovisionner en munitions. Une fois connue la présence d'une importante force japonaise se dirigeant vers la mer de Sibuyan, les autres Task Groups de la Task Force 38 ont refait leurs pleins de carburant à la mer le 23 octobre à l'aube, à 450 km au nord-est de Samar. Puis les Task Groups ont reçu ordre de se déployer sur une ligne nord-ouest/sud-est à 200 km les uns des autres, au large de la côte des Philippines. Dans la nuit du 23 au 24, l'aviation japonaise n'a réussi à localiser que le TG 38.3. Le 24, celui-ci se trouvait au large de Luçon, à 100 km à l'est de l'île de Polillo. Le TG 38.2 se situait à 80 km du détroit de San-Bernardino tandis que le TG 38.4 était positionné à hauteur du détroit de Surigao, plus précisément à 100 km de la pointe sud de Samar. Le vice-amiral Mitscher commandait la TF 38 et avait sa marque sur l'USS Lexington dans le TG 38.3. L'amiral Halsey avait la sienne sur l'USS New Jersey au sein du TG 38.2 et se trouvait au centre du dispositif.

#### Porte-avions rapides américains contre cuirassés japonais
La TF 38 lança peu après 6 h des patrouilles aériennes de reconnaissance à peu près « tous azimuts ». Vers 7 h 45, la Force d'attaque de diversion avec ses cinq cuirassés et neuf croiseurs est repérée dans le détroit de Tablas, naviguant à 10 – 12 nœuds, cap au 030, alors qu'elle allait entrer dans les eaux étroites de la mer de Sibuyan, entourées de montagnes atteignant plus de 2 500 m. C'est la première fois que l'on voit en opération les cuirassés géants dont on ne connait pas les caractéristiques exactes, tout en estimant qu'ils surpassent les plus puissants cuirassés américains. Prévenu vers 8 h 20, l'amiral Halsey ordonne au contre-amiral Sherman qui commande le TG 38.3 et au contre-amiral Davison, qui commande le TG 38.4 de rallier au plus vite le TG 38.2. Il n'est pas question de s'aventurer en mer de Sibuyan où des mines ont peut-être été mouillées, où l'on est certain de se trouver à portée de l'aviation japonaise basée à terre, et sans que les porte-avions japonais aient été localisés. La mission de la IIIe flotte est d'arrêter avant la nuit la puissante escadre qui se trouve en mer de Sibuyan.

##### La «force du sud» japonaise est repérée et attaquée en mer de Sulu

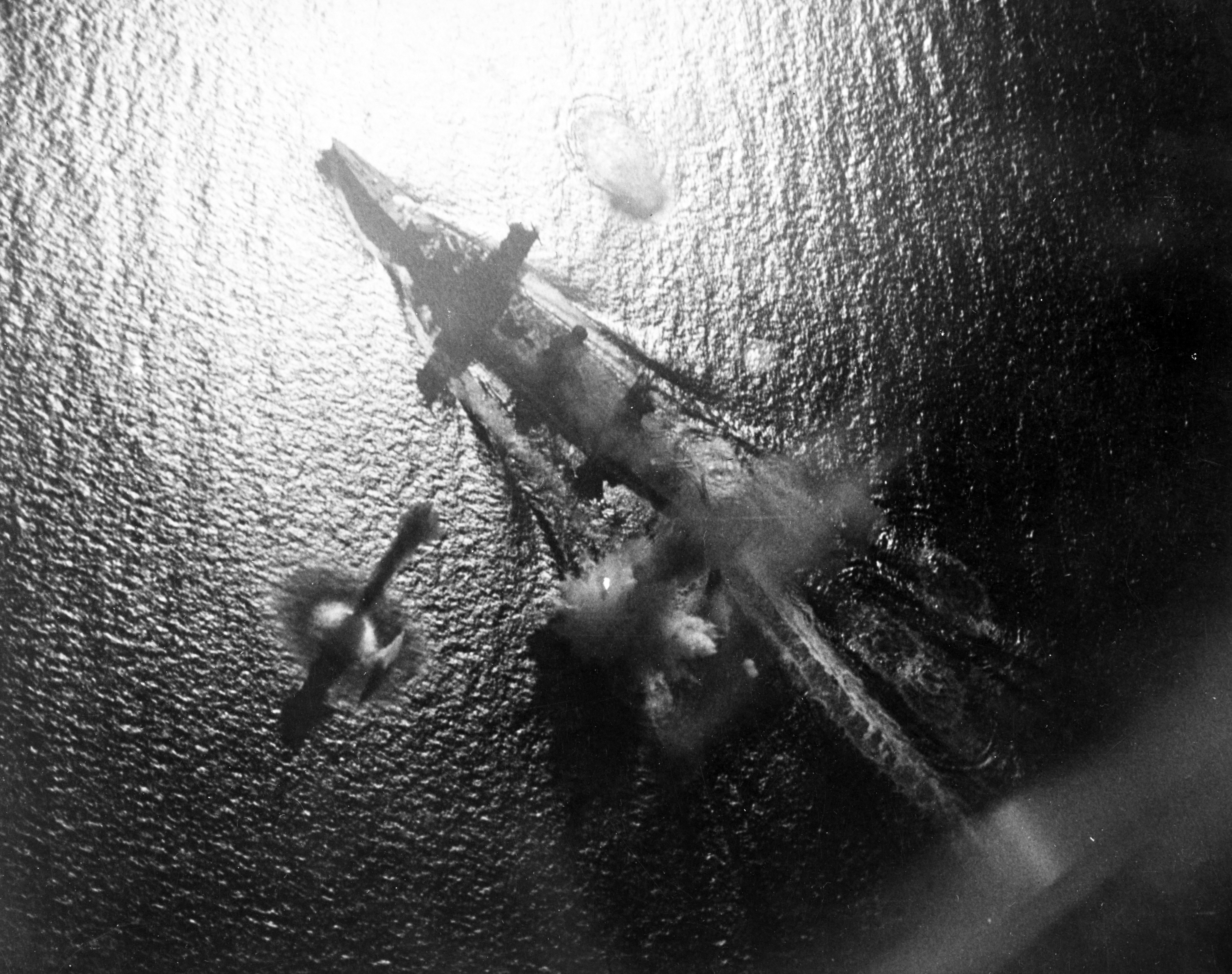
Le ou le Yamashiro sous les bombes de l', le 24 octobre 1944 au matin.

Mais à la même heure, un appareil de l'USS Enterprise qui fait partie du TG 38.4 repère deux cuirassés, un croiseur lourd et quatre destroyers, en mer de Sulu, au sud-ouest de Negros, marchant à 20 nœuds, cap au nord-est. Une attaque aérienne de 24 avions est aussitôt déclenchée, qui ne réussit pas, malgré quelques coups au but, à ralentir les navires du vice-amiral Nishimura, car c'est d'eux dont il s'agit. Chez les Américains, la situation est jugée alarmante. En effet, cela signifie que les Japonais ont l'intention d'attaquer Leyte à la fois par le nord et par le sud. L'amiral Halsey est préoccupé car il y a maintenant deux problèmes à résoudre, tandis que les porte-avions ennemis ne figurent pas parmi les navires repérés. Halsey ne modifie pas ses ordres, il estime nécessaire de concentrer ses forces contre l'escadre la plus puissante qui menace le détroit de San-Bernardino. Le mouvement du TG 38.4 vers le nord va toutefois l'empêcher d'atteindre la « force du sud ». Ce sera donc à la VIIe flotte d'en faire son affaire, et le vice-amiral Kinkaid l'indique aussitôt au contre-amiral Oldendorf qui commande le Task Group de bombardement et d'appui feu (TG 77.2), qui compte six cuirassés anciens.
Peu après dans la matinée, une nouvelle flotte composée de deux croiseurs lourds, un croiseur léger et de destroyers japonais est repérée par un quadrimoteur de la 5e Air force au nord-ouest de celle précédemment attaquée. Les Américains la considèrent alors comme faisant partie de la même force. En réalité, ces bateaux ont le même objectif mais ne relèvent pas du même commandement et opèrent séparément. C'est la 5e flotte de Shima. Elle ne sera pas attaquée et le vice-amiral ne se rendra même pas compte que ses navires ont été repérés par l'ennemi. Mais pour Halsey et ses subordonnés, la situation s'aggrave car la menace japonaise est désormais presque aussi importante au sud qu'au nord.

##### L'USSPrincetonest immobilisé en flammes à l'est de Luçon
Vers 9 h 10, la première vague d'attaque du TG 38.2 du contre-amiral Bogan décollait des USS Intrepid et Cabot pour contrer la force japonaise en mer de Sibuyan. Au nord du dispositif américain en revanche, le contre-amiral Sherman peinait à exécuter les instructions de l'amiral Halsey. Il avait lancé très tôt vingt chasseurs pour attaquer les aérodromes de Manille. Après le départ des avions de reconnaissances à l'aube, la vague d'attaque était préparée pour le décollage en attendant le retour des appareils en vol. Mais il restait à peine assez de chasseurs pour les patrouilles de combat aérien qui devaient couvrir le Task Group.

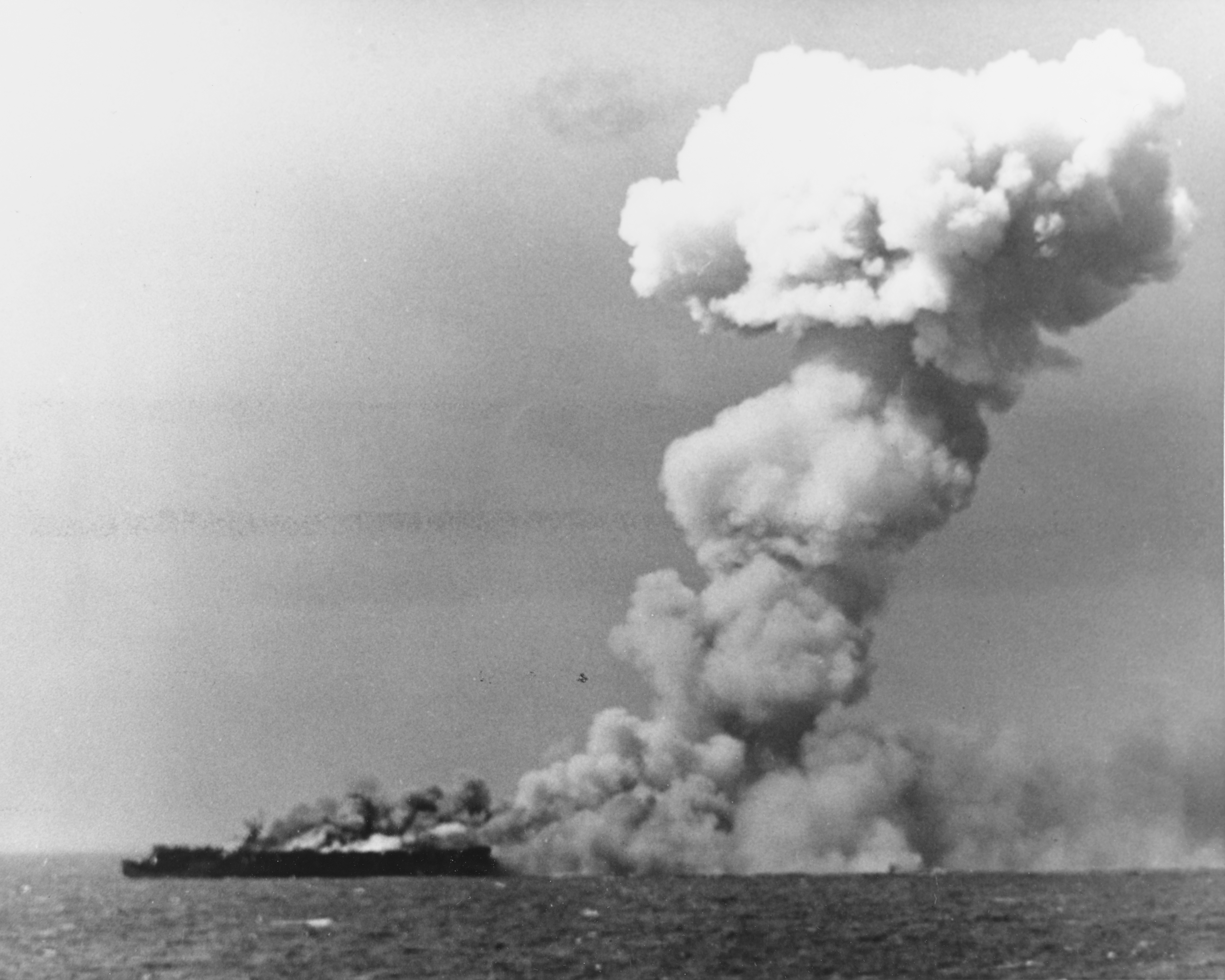
L', touché par un bombardier japonais, le 24 octobre 1944- guerre mondiale, est secoué à par une violente explosion.

Or, le TG 38.3 avait été localisé par les avions de reconnaissance japonais, et trois vagues d'avions de la 1re flotte aérienne du contre-amiral Ōnishi,, sont repérées au radar vers 8 heures, dont une d'au moins 60 appareils, dans l'ouest-sud-ouest.
Sept chasseurs Hellcats de l'USS Essex (VF-15) s'interposent et au terme d'un violent combat aérien d'une heure et demi, le commander McCampbell qui commande le groupe établit le record de neuf victoires en une journée. Seize autres au moins sont à mettre au compte de ses coéquipiers et les assaillants japonais qui n'ont pas été abattus sont dispersés. À peu près au même moment, des Hellcats de USS Lexington interceptent des bimoteurs G4M Betty. Douze  sont abattus et les autres mis en fuite. Une troisième vague japonaise est prise à partie par les chasseurs et la DCA du porte-avions léger USS Princeton et c'est un nouveau carnage parmi les aviateurs japonais, pour la plupart inexpérimentés.
Mais à 9 h 38, jailli d'un nuage, un bombardier Judy (il sera abattu peu après par deux Hellcats) place une bombe de 250 kg sur l'USS Princeton. L'impact provoque un incendie qui fait exploser dans le hangar des avions aux réservoirs de carburant pleins et prêts à être hissés sur le pont d'envol. À 10 h, le porte-avions est secoué par une violente explosion. Les équipes de sécurité vont s'affairer toute la matinée et une partie de l'équipage est évacuée. Croiseurs et destroyers se portent au secours du navire immobilisé, tandis qu'une nouvelle attaque aérienne japonaise est repoussée par la chasse embarquée des USS Essex et Langley. Les pertes de l'aviation japonaise ont été très importantes, le contre-amiral Sherman les a estimées à 120 appareils, mais il n'est plus possible au TG 38.3 de faire mouvement.

##### Cuirassés et croiseurs japonais sous les bombes en mer de Sibuyan

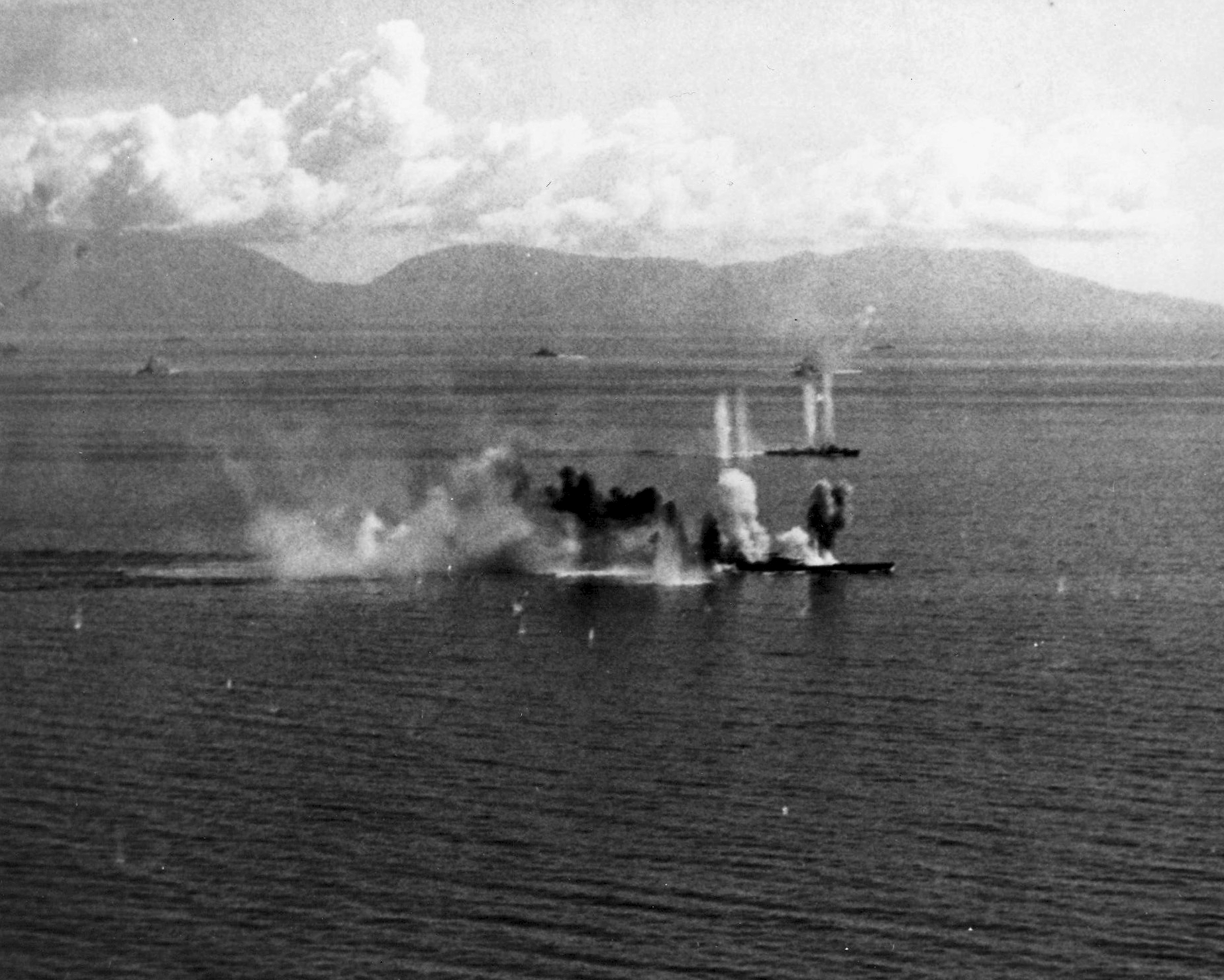
Le attaqué par la TF38 le 24 octobre, dans les eaux resserrées de la mer de Sibuyan.

À 10 h 30, les appareils de la première vague du TG 38.2 (19 chasseurs Hellcats, 12 bombardiers Helldivers et 13 bombardiers torpilleurs Avengers) aperçoivent les navires japonais dans le détroit de Tablas à l'est de Mindoro, sans couverture de chasseurs, mais la DCA est « terrifiante », par la multitude de pièces de 25 mm à 127 mm, mais aussi par les tirs de shrapnel anti-aériens des grosses pièces. Les pilotes de l'USS Intrepid ont rapporté avoir mis deux torpilles sur un cuirassé de la classe Yamato, et une sur un croiseur lourd, une bombe de 450 kg sur un Kongo et probablement une sur un Yamato. À la suite de cette attaque, gravement avarié, le croiseur lourd Myōkō a dû rebrousser chemin pour rentrer à Singapour,, le contre-amiral Hashimoto transférant sa marque sur le Haguro.
La seconde frappe de l'USS Intrepid avec 14 Hellcats, 12 Helldivers et 9 Avengers retrouve les navires japonais vers 12 h-12 h 45 à une cinquantaine de kilomètres plus à l'est, ayant donc marché à 18 nœuds (33 km/h). Un Yamato a encaissé trois torpilles et une bombe de 450 kg et le Nagato une bombe également. Quelques minutes après l'attaque, une forte explosion a été observée sur le cuirassé de la classe Yamato qui venait d'être touché.

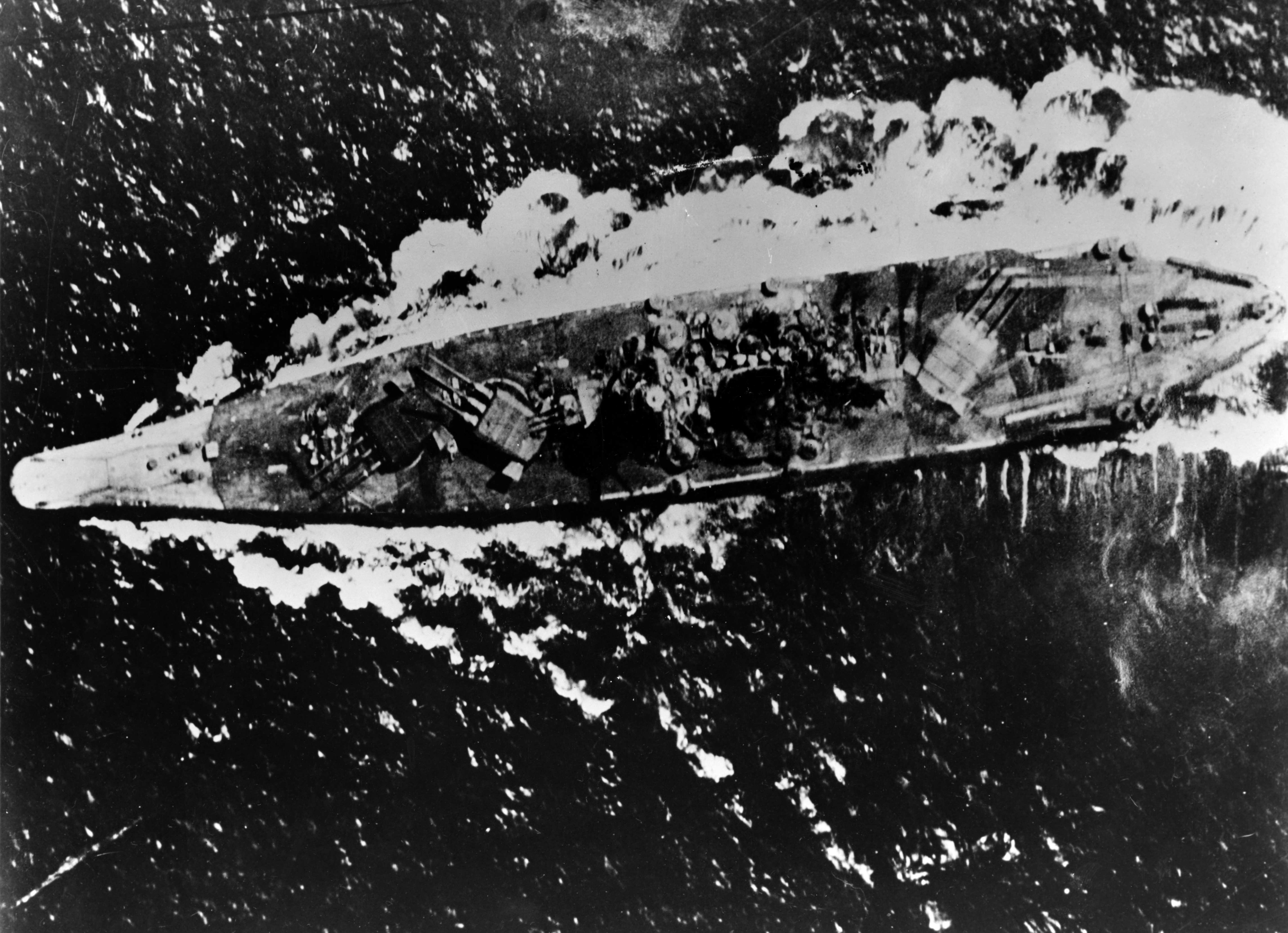
Le, en mer de Sibuyan, dans la journée du 24 octobre 1944.

La troisième attaque est enfin menée par l'aviation embarquée des USS Essex et Lexington du TG 38.3 du contre-amiral Sherman. Avec 16 Hellcats, 20 Helldivers et 33 Avengers, elle atteint la force japonaise vers 13 h 30. Un des cuirassés de la classe Yamato était seul, au sud-est de l'île de Marinduque, dans les eaux où il avait été vu lors de la précédente attaque. Il perdait du mazout, avançait à petite vitesse vers le nord-ouest, l'avant enfoncé. Deux groupes de deux cuirassés avec des croiseurs étaient à 30-40 km à l'est, à mi-parcours du détroit de San-Bernardino en mer de Sibuyan. Les aviateurs américains ont revendiqué plusieurs torpilles et plusieurs bombes sur le cuirassé avarié de classe Yamato, sur l'un des cuirassés rapides de la classe Kongō, et sur des croiseurs lourds. Après l'attaque, ils ont rapporté que le cuirassé de classe Yamato était immobilisé et que d'autres semblaient très endommagés. Mais les pilotes américains étaient unanimes sur un point : l'escadre de Kurita ne s'était pas disloquée pour échapper aux tirs mais manœuvrait au contraire d'un seul bloc sans trop s'écarter de sa route. Cette escadre représentait toujours la force principale. Mais pour l'amiral Halsey et le vice-amiral Mitscher, les porte-avions japonais étaient aussi un grave sujet de préoccupation.

#### Nouvel objectif de laIIIeFlotte: les porte-avions japonais
L'amiral Halsey était convaincu qu'une attaque à tout-va comme celle à laquelle étaient soumises les forces navales américaines devaient comporter une participation des porte-avions nippons. Le vice-amiral Mitscher, qui se trouvait avec le TG 38.3, constatait que les attaques étaient pour une part menées par de l'aviation embarquée (leurs crosses d'appontage en attestaient) sans pourtant avoir la moindre idée de l'endroit où se trouvaient les porte-avions ennemis. En réalité, les Américains ignoraient qu'une partie de l'aviation embarquée avait été basée à terre.
Le vice-amiral Ozawa n'avait pourtant pas ménagé sa peine pour se faire repérer. Il avait notamment rompu le silence radio et envoyé la majeure partie de ce qui restait de son aviation embarquée (réduite à une centaine d'appareils) attaquer le TG 38.3. Mais les Américains n'avaient pas identifié l'origine de cette attaque, qui s'était noyée parmi les attaques venues de Luçon. En effet, les pilotes japonais avaient reçu ordre de ne pas rentrer sur leurs porte-avions, mais d'aller se poser à Luçon, tant les chances de survie de ces bâtiments paraissaient faibles.

##### À la recherche des porte-avions
Le vice-amiral Mitscher avait donc, vers 11 h 55 demandé au contre-amiral Sherman d'envoyer des reconnaissances vers le nord, entre les caps 350 et 040. Mais plusieurs attaques japonaises en fin de matinée ont accaparé la chasse embarquée américaine, au point que le contre-amiral Sherman a dû demander au vice-amiral Mitscher d'envoyer les reconnaissances sans couverture de chasse, ce qui fut fait vers 14 h 5.

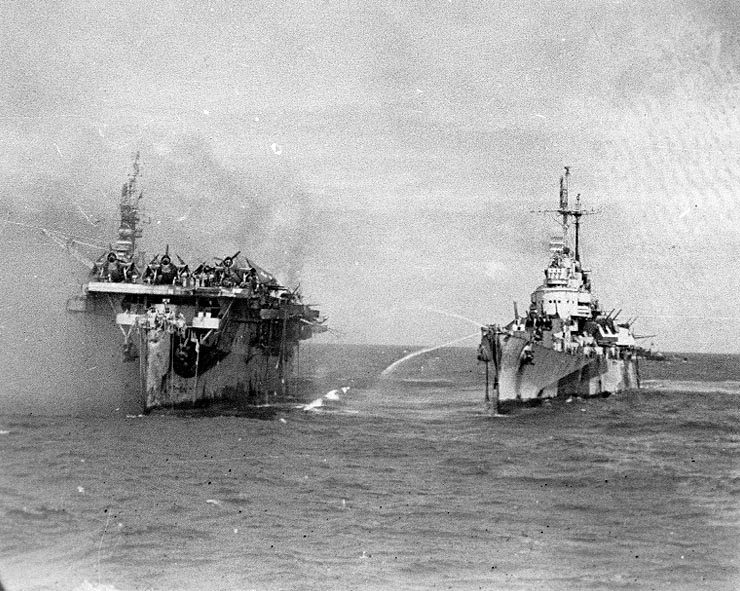
En portant assistance à l', le grand croiseur léger a subi plus de pertes que n'en a eues le porte-avions léger.

Pendant ce temps, les équipes de sécurité de l'USS Princeton et de plusieurs bâtiments du TG 38.3, en particulier du grand croiseur léger USS Birmingham et du croiseur léger anti-aérien USS Reno, s'étaient efforcées de venir à bout des incendies qui ravageaient le porte-avions léger, et paraissaient près d'arriver à leurs fins.
En ce début d'après-midi, la situation était incertaine, aux yeux des principaux commandants à la mer. Les porte-avions japonais n'avaient pas été repérés, ce qui préoccupait le vice-amiral Ozawa parce qu'il n'était pas en situation de jouer le rôle de diversion qui lui était imparti par le plan Sho-Gô, tandis que l'amiral Halsey aurait voulu connaître la position et la force de l'escadre des porte-avions japonais. Quant au vice-amiral Kurita, il n'avait pas subi de perte trop grave du fait des attaques aériennes, mais un de ses grands cuirassés était à la traîne avec une perte de flottabilité, et surtout il ignorait ce qu'il aurait à affronter, s'il parvenait à franchir le détroit de San-Bernardino. 
L'amiral Halsey avait cependant une conviction à défaut de certitude, il lui fallait utiliser ses porte-avions rapides pour les frappes « au delà de l'horizon », mais utiliser ses cuirassés pour achever les navires ennemis endommagés. Peu après 15 h, Halsey avait donc signalé à Nimitz et à MacArthur sa décision de former une Task Force 34 sous le commandement du vice-amiral Lee pour engager l'ennemi au canon, à longue distance, avec les cuirassés USS Iowa, New Jersey, Washington et Alabama, deux croiseurs lourds, trois grands croiseurs légers et deux escadrilles de destroyers, prélevés sur les TG 38.2 et 38.4. Pour l'amiral Halsey, c'était l'annonce d'une intention, mais le vice-amiral Kinkaid, qui a intercepté le message, a cru comprendre que c'était chose faite. Lorsque l'amiral Halsey précise, deux heures plus tard, que la TF 34 sera formée si l'escadre japonaise débouche du détroit de San-Bernardino, le message radio n'est pas intercepté par la VIIe flotte.
La situation tactique (ou du moins l'image que les états-majors en percevaient) a alors beaucoup évolué dans les heures qui ont suivi. À 15 h 25, une énorme explosion dans le magasin de munitions arrière de l'USS Princeton provoqua des pertes considérables (229 tués et 420 blessés) sur les ponts de l'USS Birmingham qui se trouvait alors presque bord à bord avec le porte-avions. Au même moment, l'aviation embarquée du TG 38.3 repoussait une nouvelle attaque aérienne contre l'USS Essex qui en réchappa de peu.
Mais surtout, trois vagues d'attaques aériennes américaines se succèdent, chacune menées par un des trois Task Groups de la TF 38. La première, celle du TG 38.3, a signalé une fois encore qu'un Yamato était immobilisé. Mais le rapport des aviateurs, transmis à l'amiral Halsey après une séance d'évaluation des officiers de l'état-major du vice-amiral Mitscher, a signalé sobrement que deux croiseurs lourds et un cuirassé, au demeurant non identifiés, ont été endommagés. Les deux dernières vagues d'assaut de l'aviation embarquée américaine ont été le fait des Task Groups du contre-amiral Davison (TG 38.4) et du contre-amiral Bogan (TG 38.2). Les rapports des aviateurs se sont dans les deux cas avérés exagérément optimistes quant aux dégâts subis par les grands bâtiments japonais. Ils furent en effet transmis à l'amiral Halsey sans une séance d'évaluation aussi sérieuse que pour ceux du TG 38.3. Un point a cependant particulièrement retenu l'attention : certains grands bâtiments ont été signalés à 20 km à l'ouest de la position où ils avaient été observés précédemment et marchant cap à l'ouest, ce qui faisait penser qu'ils étaient sur une route de retraite. Effectivement, à partir de 16 h 30, le vice-amiral Kurita a fait faire demi-tour à la Force d'attaque et de diversion no 1, pour attendre le résultat des attaques de l'aviation japonaise sur les porte-avions américains, s'est-il justifié auprès de l'amiral Toyoda,.
Vers 16 h 40, sont arrivés les premiers messages signalant une, puis deux forces comprenant des porte-avions à 210 kilomètres à l'est de la côte nord de Luçon. Les observations des reconnaissances étaient les suivantes : un premier groupe repéré composé de quatre cuirassés (dont un doté d'un pont d'envol à l'arrière), cinq ou six croiseurs et six destroyers marchant au 210 à 15 nœuds, puis un second comprenant deux porte-avions de classe Shōkaku, un porte-avions léger, trois croiseurs légers, peut-être un croiseur lourd et au moins trois destroyers, marchant cap à l'ouest à 15 nœuds, le tout signalé à 25 km au nord et 100 km à l'est du groupe précédent. Toutefois, le vice-amiral Mitscher et son état-major ont considéré qu'il y avait sans doute une surestimation de cette « Force du Nord » car, compte tenu des cuirassés ennemis déjà repérés (cinq en mer de Sibuyan et deux dans la Force du sud), il ne pouvait y en avoir que deux dans la Force du Nord, effectivement dotés d'un pont d'envol à l'arrière. Quant aux porte-avions de la classe Shōkaku, deux exemplaires avaient été mis en service, mais on savait que sur cinq porte-avions d'escadre, trois avaient coulé en mer des Philippines sans qu'on sache précisément à quelle classe ils appartenaient. Le vice-amiral Mitscher signala donc à l'amiral Halsey qu'il estimait cette nouvelle flotte à deux groupes : l'un de quatre cuirassés ou croiseurs lourds, cinq croiseurs et six destroyers, l'autre de deux Shōkaku et un porte-avions léger, trois croiseurs légers et trois destroyers, ce qui était encore surestimé.

##### L'amiral Halsey à la poursuite de la «Force du nord»
Le vice-amiral Mitscher et son chef d'état-major, le commodore Burke en ont tiré la conséquence. À 16 h 45, le vice-amiral Mitscher a signalé au contre-amiral Sherman « en vue d'un contact au nord », et pour redonner toute sa capacité d'évolution à son Task Group, de saborder l'USS Princeton ce dont s'est acquitté l'USS Reno. Vers 17 h, estimant qu'il était trop tard pour lancer une attaque aérienne de jour contre les porte-avions japonais, les deux officiers ont échafaudé un plan de manœuvre pour lancer une attaque de nuit, au canon, exécutée par les cuirassés USS Massachusetts et South Dakota avec en soutien deux croiseurs légers et une escadrille de destroyers, le tout prélevé sur le TG 38.3. Ce dernier se trouvait alors à 200 km au sud des porte-avions japonais, et à 150 km au nord des navires censés devoir constituer la Task Force, prévue dans le message de l'amiral Halsey deux heures plus tôt.
Néanmoins, l'amiral Halsey était versatile et fonceur. « Je crois en la violation des règles », avait-il dit une fois, « Nous les violons tous les jours. Nous faisons des choses qu'on n'attend pas. Mais le plus important, quoi que nous fassions jamais, nous le faisons vite. » Il l'a montré à cette occasion, en changeant radicalement de plan de bataille.
Pour l'analyse de la situation générale, Halsey était convaincu que la force en mer de Sibuyan (désignée comme la « Force centrale ») n'était plus une menace. Il se fondait pour cela sur les rapports des aviateurs ayant participé aux dernières attaques : un cuirassé de classe Yamato était désemparé et avait sans doute coulé ; plusieurs autres cuirassés étaient très endommagés, enfin et le plus important, cette Force avait fait demi-tour. En ce qui concerne la nouvelle « Force du Nord », qui n'avait alors fait l'objet d'aucune attaque, il y voyait « une fraiche et puissante menace ». Il avait toujours cru à la puissance de frappe des porte-avions, et près de trois ans de guerre navale dans le Pacifique ne lui permettaient pas d'imaginer un seul instant que l'escadre de porte-avions ne fût pas une composante importante de la force de frappe de la flotte ennemie. En d'autres termes, une fois repérés les porte-avions ennemis, il ne fallait plus les lâcher.
Il avait cependant une incertitude quant à la composition de cette nouvelle flotte nippone et il ne lui paraissait pas raisonnable d'aller l'affronter sans avoir une supériorité assurée. Cela l'amena à ne pas séparer une TF 34 (qui aurait monté la garde devant le détroit de San-Bernardino) de la TF 38 prévue, pour attaquer la flotte de porte-avions japonais, comme le proposaient, à leur façon, Mitscher et Burke. Pour Halsey, la seule solution possible était d'aller attaquer la « Force du Nord » avec toute la Task Force 38, et au demeurant, cela n'était pas en contradiction avec les instructions de l'amiral Nimitz.

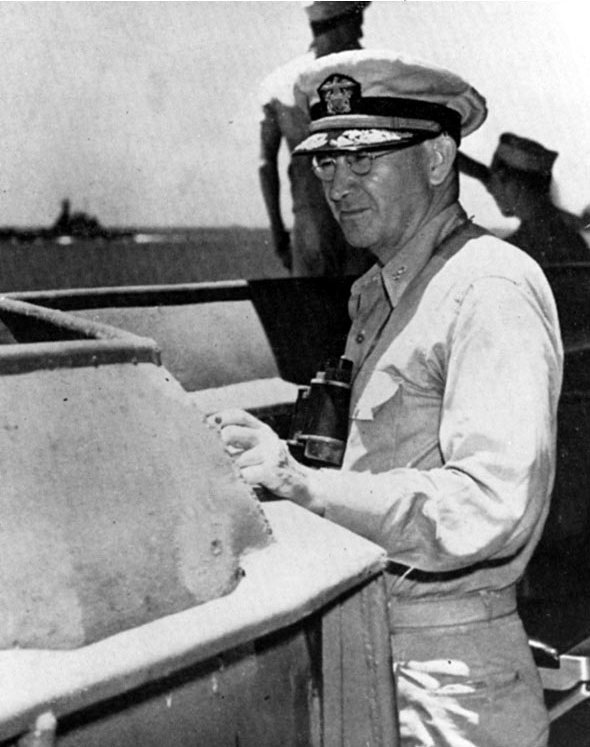
Le vice-amiral Lee, ici contre-amiral en 1942-43, a été le commandant de l'éphémère Task Force 34.

Vers 20 h 20, le plan de l'amiral Halsey est donc mis en œuvre. Les contre-amiraux Bogan et Davison reçoivent l'ordre de mettre cap au nord, à 25 nœuds, avec leurs TG 38.2 et 38.4, pour rallier une heure avant minuit le TG 38.3 et attaquer à l'aube, sous le commandement du vice-amiral Mitscher, la force de porte-avions japonais. Même le TG 38.1 du vice-amiral McCain est mis à contribution, avec ordre de mettre cap au nord, dès qu'il aura ravitaillé. En même temps, un message est adressé au vice-amiral Kinkaid pour lui indiquer que la « Force centrale », très affaiblie, était encore en mer de Sibuyan, et pour l'avertir que l'amiral Halsey faisait mouvement vers le nord avec trois groupes. Cependant, le vice-amiral Kinkaid a interprété ce message en pensant qu'un quatrième groupe (en l'occurrence la TF 34) restait devant le détroit de San-Bernardino.
Un peu après 23 h, les forces légères qui avaient été avariées en participant au soutien de l'USS Princeton ont mis le cap vers Ulithi. Le captain Inglis, commandant de l'USS Birmingham a signalé au contre-amiral Sherman « Essaierons de revenir aussitôt que possible. Au revoir, bonne chance. Frappez-les fort pour nous. »

##### LeMusashiest coulé mais la «Force centrale» japonaise trouve la mer libre
La situation différait toutefois assez sensiblement de celle qu'avait prise en compte l'amiral Halsey. En ce qui concernait la « Force centrale », le cuirassé géant Musashi était effectivement très mal en point en milieu d'après-midi du 24, il perdait de la vitesse et de la flottabilité. Lorsqu'il a fait faire demi-tour à sa flotte, le vice-amiral Kurita a ramené l'escadre à proximité du Musashi. Interrogé après la guerre, il a estimé qu'hormis le Musashi (devenu une épave immobile) et le Nagato dont les installations de transmission avaient été endommagées, il n'y avait « rien d'important à signaler pour les autres navires, . » On sait aussi qu'il estimait que de toute façon, au moins la moitié de ses forces seraient détruites dans la bataille. Après les derniers assauts américains qui frappèrent encore durement le Musashi, Kurita abandonna donc le cuirassé géant à son sort et remit le cap à l'est, vers le détroit de San-Bernardino. Ayant encaissé le nombre considérable de 16 torpilles et de 18 bombes, le Musashi est englouti vers 19 h 30 avec plus de 1 000 hommes sur les 2 400 de l'équipage.
À peu près au même moment, l'amiral Toyada signala de Tokyo « Confiante dans l'aide divine, la force entière attaquera » ce qui signifiait qu'il fallait attaquer et s'en remettre à l'aide divine pour ce qui était des pertes que la flotte aurait à subir.
Le vice-amiral Ozawa avait eu connaissance par une interception radio du repli initial vers l'ouest de la Force centrale. Il en a conclu que le vice-amiral Kurita avait dû renoncer, que sa mission de leurre devenait sans objet et que le plan Sho avait échoué. Il avait donc décidé lui aussi de se replier vers le nord. Mais l'amiral Toyoda ayant par son message grandiloquent rappelé à chacun où était son devoir, comme Nelson à Trafalgar, le vice-amiral Ozawa en conclut qu'il devait chercher le contact avec les forces américaines à tout prix et il détacha les deux cuirassés hybrides Ise, Hyūga et quatre destroyers aux ordres du contre-amiral Matsuda qui mirent cap au sud.
Au sein du TG 38.2 du contre-amiral Bogan, un porte-avions, l'USS Independence avait été aménagé en « porte-avions de nuit ». La Force d'attaque de diversion no 1 du vice-amiral Kurita qui progressait à nouveau en mer de Sibuyan à plus de 20 nœuds n'a pas échappé à ces reconnaissances. Un premier signal est reçu vers 20 h 30, un second vers 23 h, un troisième vers minuit, alors que les navires japonais approchaient du détroit de San-Bernardino.
Mais l'amiral Halsey ne les prit pas en considération, estimant qu'il ne pouvait s'agir que d'une partie des navires attaqués en mer de Sibuyan, ou encore en faisant référence au comportement des marins japonais manifestant un aveuglement « à la Guadalcanal » (en français dans le texte), pour exécuter des ordres inapplicables. Plusieurs amiraux parmi lesquels le vice-amiral Mitscher, et le vice-amiral Lee, ne partageaient pas la vision de l'amiral Halsey, subodorant que la « Force du Nord » était un leurre. Ceux qui essayèrent d'exprimer leur opinion, comme le contre-amiral Bogan ont essuyé une rebuffade de l'état-major de l'amiral Halsey. Le vice-amiral Mitscher, à qui certains demandaient d'insister auprès de l'amiral, a répondu : « S'il le sait et qu'il veut mon avis, il me le demandera » et le vice-amiral Lee : « Si vous dites à l'amiral Halsey de faire quelque chose, c'est la seule chose qu'il ne fera pas. » et de conclure « Ça a été la plus grosse bourde tactique de la guerre. »
Le vice-amiral Kurita pour sa part s'attendait à rencontrer de l'opposition en débouchant en mer des Philippines. Mais après avoir navigué à vue, en ligne de file, dans le détroit de San-Bernardino, il ne vit rien, pas même un destroyer en piquet radar. À 00 h 35, il commença à longer la côte de Samar en route vers le golfe de Leyte.

### Bataille du détroit de Surigao

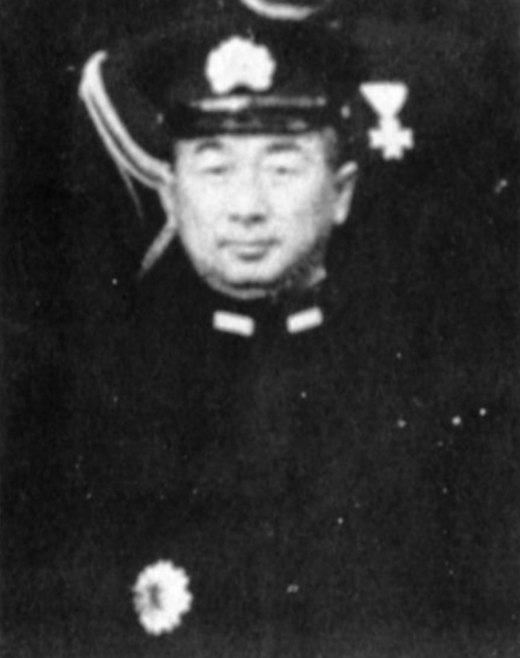
Le vice-amiral Nishimura a commandé les deux cuirassés japonais qui ont été anéantis dans le détroit de Surigao.

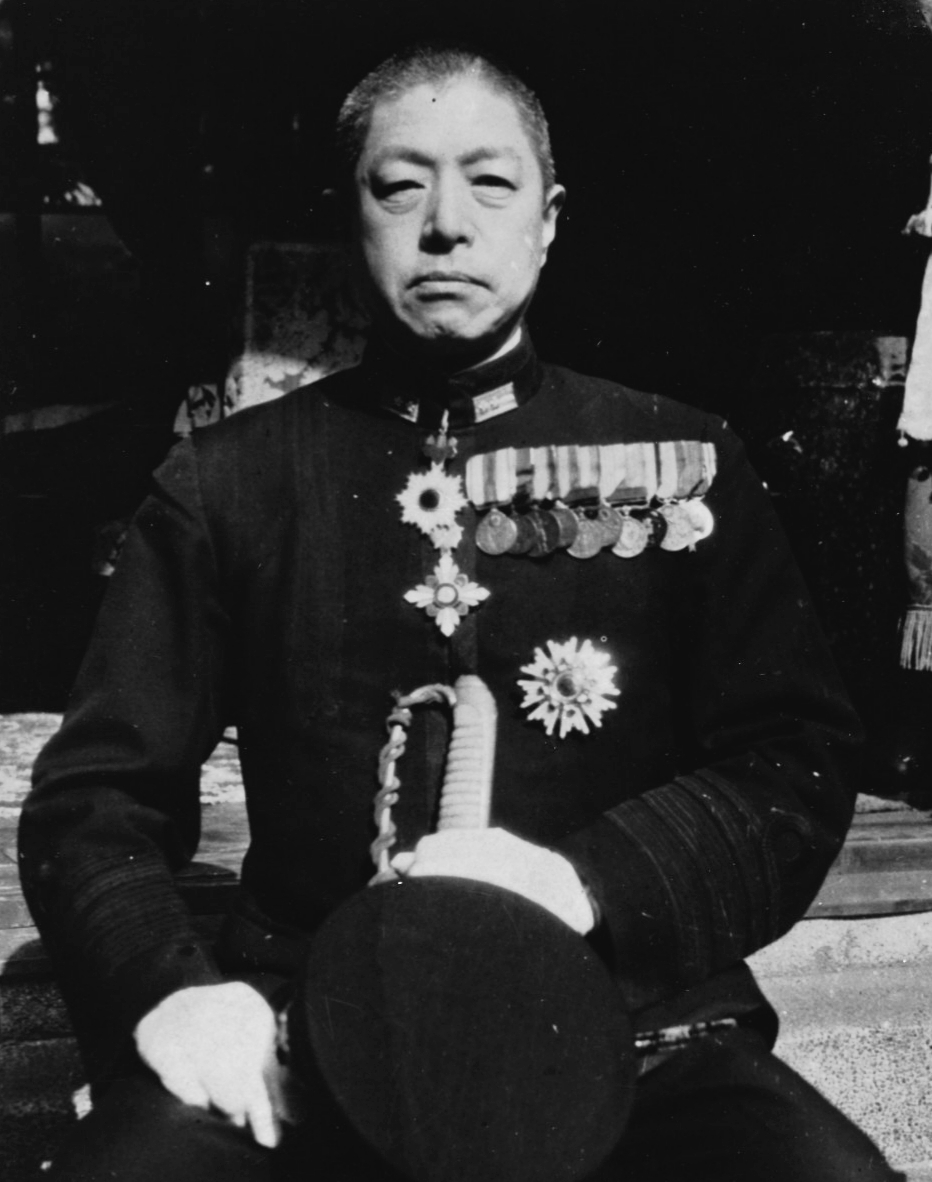
Le vice-amiral Shima devait soutenir l'attaque japonaise dans le détroit de Surigao.

En mer de Sulu, au sud des Philippines, les navires japonais qui devaient attaquer les forces amphibies américaines par le sud dans le golfe de Leyte, ont été repérés le 24 octobre. Les deux cuirassés anciens, le croiseur lourd et les quatre destroyers qui, aux ordres du vice-amiral Nishimura se trouvaient le plus à l'est n'ont subi, dans la matinée, qu'une seule attaque de l'aviation embarquée de la IIIe flotte, avec peu de résultats, ne ralentissant pas la marche des navires. Le groupe du vice-amiral Shima, soit deux croiseurs lourds, un croiseur léger et quatre destroyers, suivait à une soixantaine de kilomètres plus à l'ouest. Également repéré, il ne subit aucune attaque. Ces deux groupes, que les Américains ont désigné comme la « Force japonaise du sud », n'avaient en commun que leur objectif : entrer dans le détroit de Surigao vers 2 h du matin le 25 octobre pour déboucher dans le golfe de Leyte vers 5 h et y retrouver la « Force centrale » que commandait le vice-amiral Kurita, dont on a vu qu'il allait franchir sans encombre le détroit de San-Bernardino vers minuit dans la nuit du 24 au 25. Pour le reste, ils n'ont pas eu la possibilité de se coordonner car ils n'ont eu connaissance de cet objectif commun qu'après leur appareillage, Nishimura des îles Lingga (à côté de Singapour), Shima de Kure au Japon, et ils étaient soumis au silence radio imposé aux forces à la mer.
Le vice-amiral Kurita, retardé par les attaques de l'aviation embarquée américaine en mer de Sibuyan, allait avoir au moins six heures de retard. Le vice-amiral Shima l'avait compris et il a forcé la vitesse pour soutenir le vice-amiral Nishimura, sans pour autant le lui signaler. Celui-ci de son côté, considérait que sa mission était d'attaquer les Américains et d'entrer dans le golfe de Leyte en profitant de l'approche de la « Force centrale », et n'estimait pas qu'il fût de son devoir de ralentir. Cette absence de coordination a peut-être aussi été délibérée de la part du vice-amiral Nishimura qui était un peu plus âgé que le vice-amiral Shima. Ce dernier avait été mieux classé dans leur 39e promotion à l'Académie navale d'Etajima, avait une ancienneté supérieure de quelques mois dans le grade de vice-amiral, et aurait donc été commandant supérieur à la mer s'ils avaient opéré ensemble.

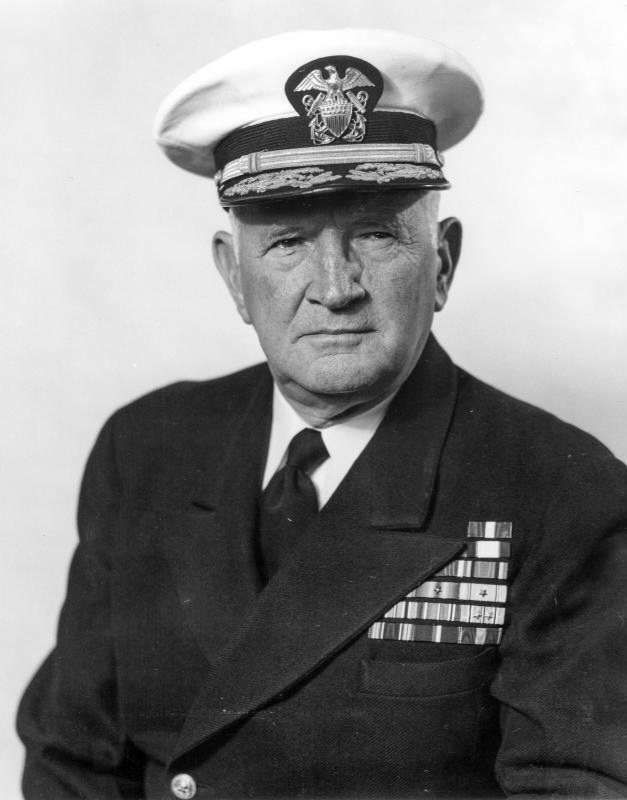
Le contre-amiral Oldendorf, qui s'est illustré dans le détroit de Surigao, a commandé les cuirassés anciens de la Flotte du Pacifique du début de 1944 jusqu'à la fin de la guerre.

Dès que le vice-amiral Kinkaid a donné mission au contre-amiral Oldendorf, commandant du Groupe de bombardement et d'appui feu (TG 77.2) d'arrêter la « Force japonaise du Sud », ordre a été donné aux cuirassés de la 4e division (BatDiv4) USS Maryland, West Virginia et Mississippi de l'Unité d'appui feu nord, aux ordres du contre-amiral George L. Weyler, de rallier les cuirassés de la 2e division (BatDiv2) USS Tennessee, California et Pennsylvania de l'Unité d'appui feu sud, aux ordres du contre-amiral Chandler,. Une Force de bataille a ainsi été constituée, dont la coordination tactique a été confiée au contre-amiral Weyler. Trois croiseurs lourds et deux grands croiseurs légers, vingt destroyers et trente-neuf vedettes lance-torpilles ainsi que deux croiseurs américains, un croiseur australien et six destroyers du Task Groupe 77.3, le Groupe de couverture rapprochée du contre-amiral Berkey complétaient le dispositif. Le contre-amiral Oldendorf, commandant du Task Groupe 77.2, assurait la coordination tactique de l'ensemble, avec sa marque sur son navire-amiral de la 4e division de croiseurs (CruDiv4) l'USS Louisville.

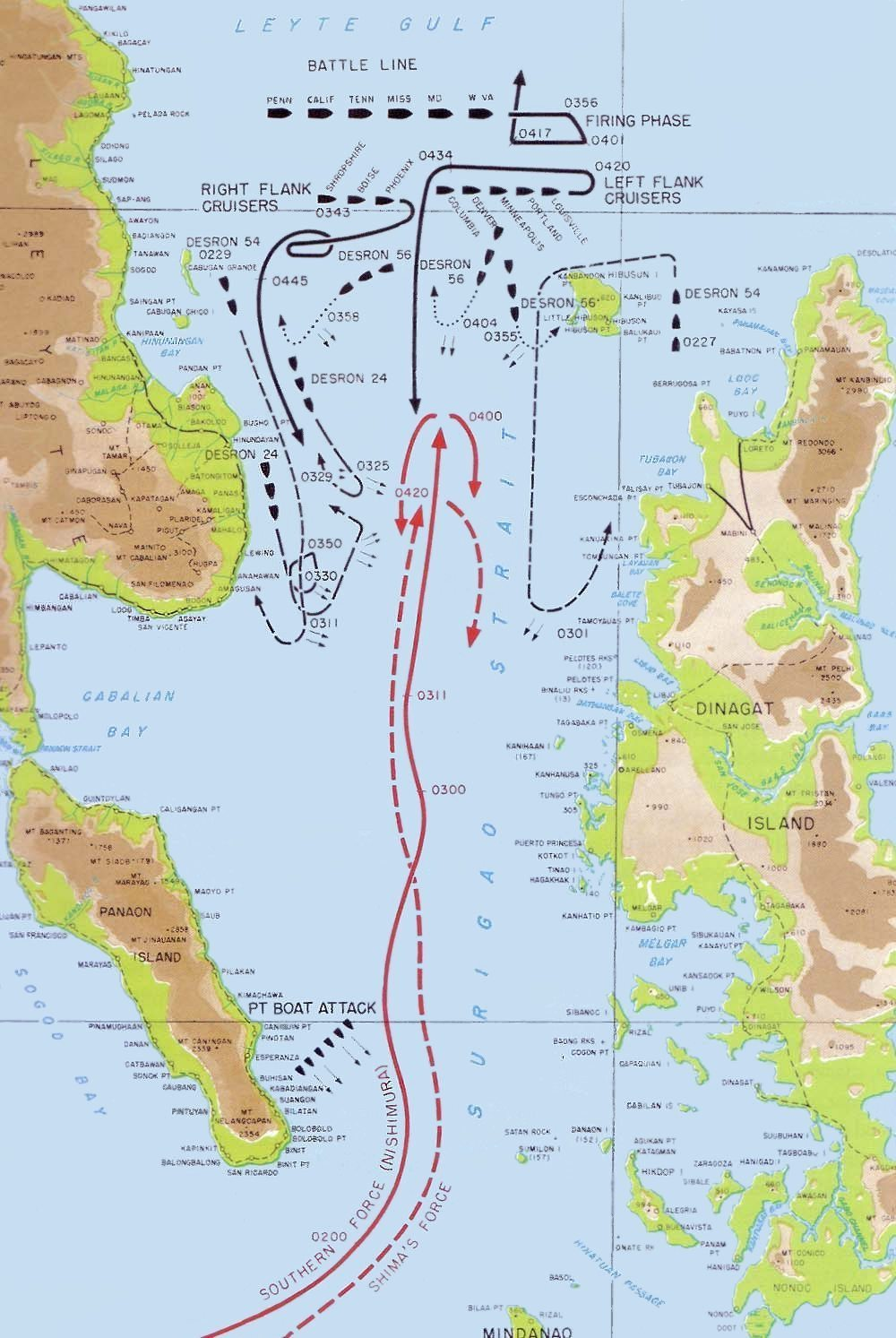
Carte de la bataille dans le détroit de Surigao.

Persuadé que l'intention de manœuvre japonaise était de détruire les navires des forces amphibies américaines devant les plages de débarquement, le contre-amiral Oldendorf résolut de se placer entre les attaquants japonais et les plages et de ne pas se porter à la rencontre de l'ennemi pour l'engager au canon avec les grands bâtiments. En effet, les cuirassés avaient utilisé une proportion importante de leurs munitions lors des bombardements des jours précédents, leurs dotations en obus de perforation, pour un combat entre navires cuirassés étaient faibles et ils n'avaient pas de temps pour se réapprovisionner en munitions. Il fallait donc mettre en œuvre une tactique reposant sur un combat d'artillerie de courte durée. Tout ceci fut exposé par le contre-amiral Oldendorf lors d'une réunion tenue dans la journée du 24, sur l'USS Louisville.
Les forces américaines ont pris position le 24, à la nuit tombée : les cuirassés furent déployés dans la partie nord du détroit, en position de « barrer le T » aux navires venant du sud voulant déboucher dans le golfe de Leyte. Les croiseurs étaient placés en route parallèle aux cuirassés un peu plus au sud, en renforçant le flanc gauche, au cas où la force japonaise passée par le détroit de San-Bernardino aurait réussi à percer le dispositif américain. Les destroyers qui devaient s'efforcer d'affaiblir les assaillants en les attaquant à la torpille ont été déployés dans le détroit, et les PT boats jusqu'en mer de Mindanao.

#### Attaque des vedettes lance-torpilles et des destroyers
Les PT boats ont repéré l'approche de navires japonais à environ cent kilomètres au sud-ouest du détroit de Surigao, en mer de Mindanao, un peu après 22 h. Regroupés en treize groupes sur une large zone pour une surveillance optimale, trente neuf PT boats disponibles au sein de la VIIe Flotte sous les ordres du commander Bowling, étaient à l'affût, par mer calme et nuit nuageuse. À 22 h 35, la vedette PT-131 repéra l'approche des navires japonais à 10 nautiques dans l'ouest-sud ouest. Les PT 130, 131 et 152 se portèrent aussitôt à l'attaque mais furent très vite bousculés par les navires japonais qui ripostèrent vigoureusement. Au fil de la nuit, d'autres PT boats leur succédèrent mais avec des résultats similaires : les vedettes débusquaient les navires japonais (et ce malgré leurs radars brouillés par l'écho des côtes proches) mais les destroyers et l'artillerie secondaire des grands bâtiments les repoussaient continuellement. Ces actions durèrent jusque vers 2 h 25, sans résultats reconnus malgré 34 torpilles tirées, et au prix de la perte d'un PT boat (PT-493) et de dix autres endommagés. Trois marins américains ont été tués et vingt autres blessés. Sur le plan tactique, l'attaque des PT Boats bien que courageuse fut un échec. Mais elle permit de renseigner la VIIe flotte sur la composition et la route suivie par la force du vice-amiral Nishimura.
À 2 h 15, des navires japonais ont été repérés au radar, à 40 km du navire amiral américain. Vers 2 h 30, les destroyers se sont déployés en deux colonnes, la 54e escadrille de destroyers (DesRon54) aux ordres du captain J. G. Coward, sur le flanc gauche, et la 24e escadrille de destroyers (DesRon24) aux ordres du captain K. M. McManes, sur le flanc droit, pour attaquer sur les deux flancs les navires emmenés par le vice-amiral Nishimura. Les attaques ont eu lieu vers 3 h et 3 h 10, sous le feu japonais. Près de cinquante torpilles ont été lancées entre 8 000 et 10 000 mètres. Peu avant 3 h 20 une très importante explosion a été observée sur un des cuirassés. La question de savoir de quel cuirassé il s'agissait (Fusō ou Yamashiro) a fait l'objet de débats entre historiens, depuis la fin de la guerre : en fait, il s'est agi très vraisemblablement du Fusō. Entre 3 h 20 et 3 h 35, le Yamashiro et trois des quatre destroyers japonais ont été torpillés, deux des destroyers ont coulé presque aussitôt, le Yamagumo à 3 h 30, le Michishio à 3 h 55, tandis que l'Asagumo a été achevé par les croiseurs américains dans la matinée du 25. La vitesse du Yamashiro est tombée à moins de 10 nœuds (18,5 km/h) et comme le croiseur Mogami et le destroyer Shigure ralentissaient pour ne pas disloquer ce qui restait de la formation, le vice-amiral Nishimura, pour les inciter à continuer d'avancer à la bataille, a signalé par radio « Nous avons reçu une attaque à la torpille. Vous devez continuer à avancer, et attaquer tous les navires », et la progression vers le nord a repris, la vitesse du cuirassé revenue à 18 nœuds. La détermination du vice-amiral Nishimura a inspiré cette réflexion à un officier américain qui l'observait : « Leur stratégie et leur renseignement semblaient être inversement proportionnels à leur courage ».
Au même moment, un nouvel engagement était en cours, entre les PT boats de la VIIe flotte et les forces japonaises du vice-amiral Shima. Vers 3 h 20, au large de l'extrémité sud de l'île de Panaon, le croiseur léger Abukuma a été torpillé, ralenti et laissé à la traine. Comme la bataille faisait rage entre les navires japonais et les destroyers américains, vers 3 h 45, l'épave du Fuso a été secouée d'une énorme explosion et s'est brisée, les divers tronçons continuant à flotter.

#### Les cuirassés américains «barrent le T» aux cuirassés japonais

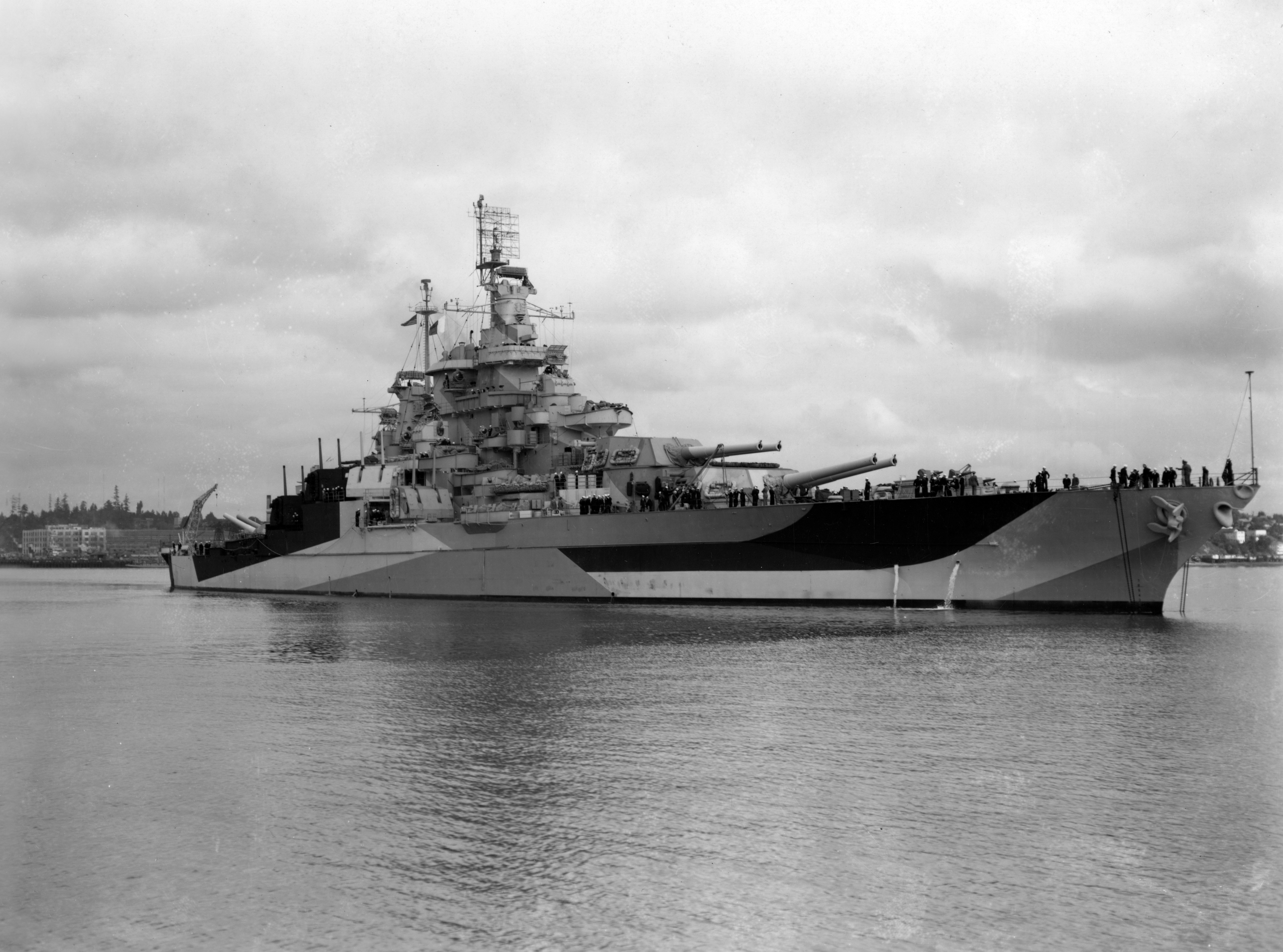
L' avait été pratiquement reconstruit après Pearl Harbor. On le voit ici en juillet 1944.

Les cuirassés américains, quant à eux, effectuaient des allers et retours d'ouest en est et vice versa, à 5 nœuds, dans le détroit, avec l'intention d'ouvrir le feu lorsque les navires japonais seraient à 20 000 yards (soit à peu près 18 300 m). À 3 h 50, alors que la distance était de 21 000 yards (soit 19 200 m) pour les cuirassés et 15 000 yards (soit un peu plus de 13 700 m) pour les croiseurs, le contre-amiral Oldendorf a donné l'ordre d'ouvrir le feu.

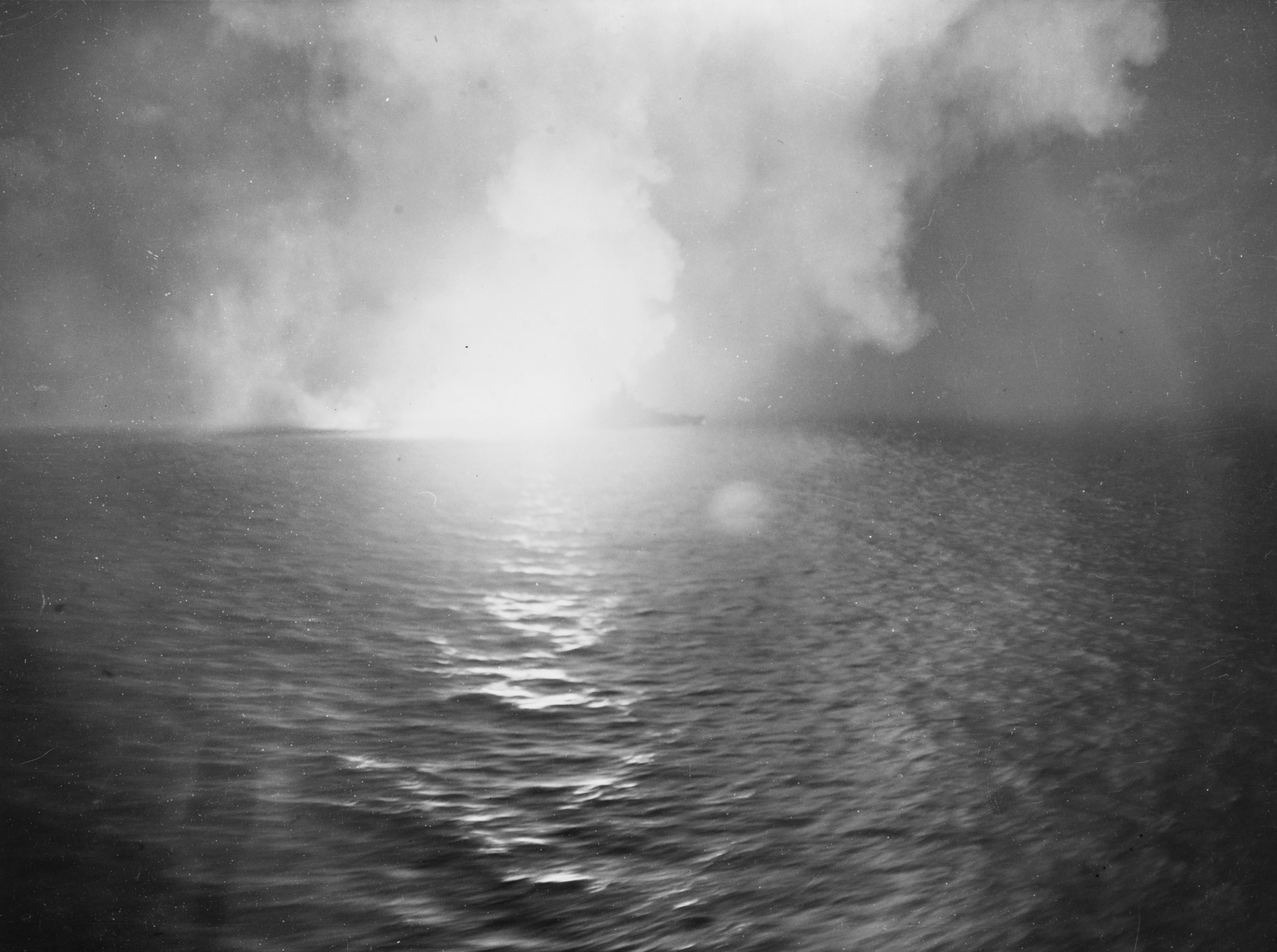
L'USS West Virginia tirant dans le détroit de Surigao, le 25 octobre 1944.

Un déluge de feu s'est abattu sur les navires japonais de sorte qu'il fut à peu près impossible à chacun de savoir quel était le résultat de ses tirs, tandis que la riposte japonaise n'avait pas d'efficacité. À 4 h 1, le contre-amiral Oldendorf a donné ordre aux cuirassés de faire demi-tour et mettre cap à l'ouest pour éviter de tirer par-dessus les croiseurs du flanc gauche. L'exécution de cette évolution, par suite d'une fausse manœuvre de l'USS California a un peu perturbé la formation des cuirassés. Mais surtout une division de destroyers, la 56e escadrille de destroyers (DesRon56) aux ordres du captain Smoot, partie à l'attaque avant l'ouverture générale du feu, s'est retrouvée prise sous des tirs croisés japonais et américains et le contre-amiral Oldendorf a décidé, à 4 h 10, de faire cesser le feu mais finalement un seul destroyer, l'USS Alfred W. Grant (DD-649) a sérieusement souffert recevant sept obus japonais de 120 mm et onze obus américains de 152 mm. Le tir des cuirassés américains a largement dépendu de la performance de leur système de direction de tir, qui avait été modernisé sur certains cuirassés endommagés à Pearl Harbor. L'USS West Virginia a tiré seize salves (93 obus de 16 pouces), l'USS Tennessee treize (69 obus de 14 pouces), l'USS California neuf (63 obus de 14 pouces), l'USS Maryland six (48 obus de 16 pouces), l'USS Mississippi qui portait la marque du contre-amiral Weyler, une, pour vider ses canons, et l'USS Pennsylvania aucune. Lorsque le contre-amiral Oldendorf a ordonné la reprise du feu, à 4 h 19, aucune cible n'était plus visible, le champ de bataille était noyé dans la fumée. Le Yamashiro avait disparu des écrans radar à 4 h 18, le Mogami avait mis cap au sud, comme le dernier destroyer japonais à flot, le Shigure.
Après avoir remonté le détroit de Surigao pendant une heure à 28 nœuds (52 km/h) en se dirigeant d'après les éclairs de la canonnade, le vice-amiral Shima, sur le Nachi, à 4 h 30, n'a repéré aucun navire américain, mais est entré en collision avec le Mogami qui ne gouvernait plus. À 4 h 45, le vice-amiral Shima a décidé de se replier et mit le cap au sud. Ainsi s'est achevée la dernière bataille entre cuirassés de l'histoire.
Le contre-amiral Oldendorf a conduit depuis son croiseur amiral la poursuite des éclopés japonais, aux premières heures du jour. Si les croiseurs lourds du vice-amiral Shima ont réussi à se dérober, le Mogami a coulé dans la matinée du 25 octobre et l'Abukuma a été achevé par les bombardiers des US Army Air Forces le lendemain.
La victoire américaine était écrasante : environ 4 000 marins japonais ont été tués au prix d'une trentaine de marins américains, mais avec ses munitions (obus et torpilles) presque épuisées et son carburant au plus bas, le Task Group du contre-amiral Oldendorf ne pouvait plus prendre aucune part à une bataille au large de Samar.

### Bataille du cap Engaño
Le 24 octobre vers minuit, les trois Task Groups 38.2, 38.3 et 38.4 qui s'étaient rejoints, naviguaient cap au nord-ouest, à 16 nœuds, pour aller affronter dès l'aube, les porte-avions japonais qui se trouvaient en mer des Philippines, au large de Luçon, dont l'extrémité nord-est est le cap Engaño. Même si la manœuvre de l'amiral Halsey, qui laissait sans surveillance les cuirassés et croiseurs japonais de la « Force centrale » japonaise qui avaient été attaqués la veille en mer de Sibuyan, ne faisait pas l'unanimité au sein de la IIIe flotte, son intention de constituer une Task Force autour des cuirassés modernes et des croiseurs pour achever les bâtiments qui auront été endommagés par l'aviation embarquée faisait l'objet d'une adhésion résolue.
Vers 1 h 40, un hydravion de patrouille maritime Mavis est abattu par la chasse de nuit de l'USS Enterprise à 30 km de la Task Force. Un peu après 2 h, une reconnaissance aérienne a signalé un groupe de trois grands bâtiments et trois petits à 130 km au nord, marchant vers le sud-est à 15 nœuds, et une demi-heure plus tard, un grand groupe à 65 km derrière. Le vice-amiral Mitscher a alors proposé à l'amiral Halsey de venir cap au nord et de former la Task Force 34, ce que le vice-amiral Lee a reçu ordre de faire peu avant 3 h. Cette TF a été constituée des sept cuirassés des trois Task Groups, constituant une ligne de bataille aux ordres directs du vice-amiral Lee, de deux croiseurs lourds, de cinq grands croiseurs légers et de dix-huit destroyers, l'amiral Halsey assurant lui-même la coordination tactique de cette Force de Frappe de Surface Lourde.

#### Les porte-avions rapides américains attaquent les porte-avions japonais
Le contact avec la « Force du Nord » a alors été malencontreusement perdu et il n'a pas été possible d'avoir un contact radar avec elle le reste de la nuit. Le vice-amiral Ozawa qui marchait au sud, avait, en effet au cours de la nuit, rappelé le groupe du contre-amiral Matsuda, et la jonction effectuée, était reparti vers le nord pour attirer la IIIe flotte le plus loin possible du détroit de San-Bernardino,.
Peu avant 6 h, les patrouilles de reconnaissance de l'aube ont décollé pour rechercher les porte-avions japonais entre 55 km et 135 km, entre le nord et l'ouest-sud-ouest. La première vague d'attaque (60 chasseurs, 65 bombardiers et 55 avions torpilleurs) a suivi et devait attendre en vol que la cible ait été localisée. La recherche ne donnant pas de résultats, elle a été étendue à l'est du nord et à 7 h 35, la totalité de la « Force du Nord » (le porte-avions d'escadre Zuikaku, trois porte-avions légers, les deux cuirassés hybrides, trois croiseurs légers et huit destroyers) a été repérée marchant au sud à 20 nœuds, à 225 km, à 15° à l'est du nord de la TF 38. À 8 h 10, les avions américains ont aperçu les sillages des navires japonais. Ils ont été surpris du très petit nombre des chasseurs en couverture, et de l'absence d'avions sur les ponts d'envol.

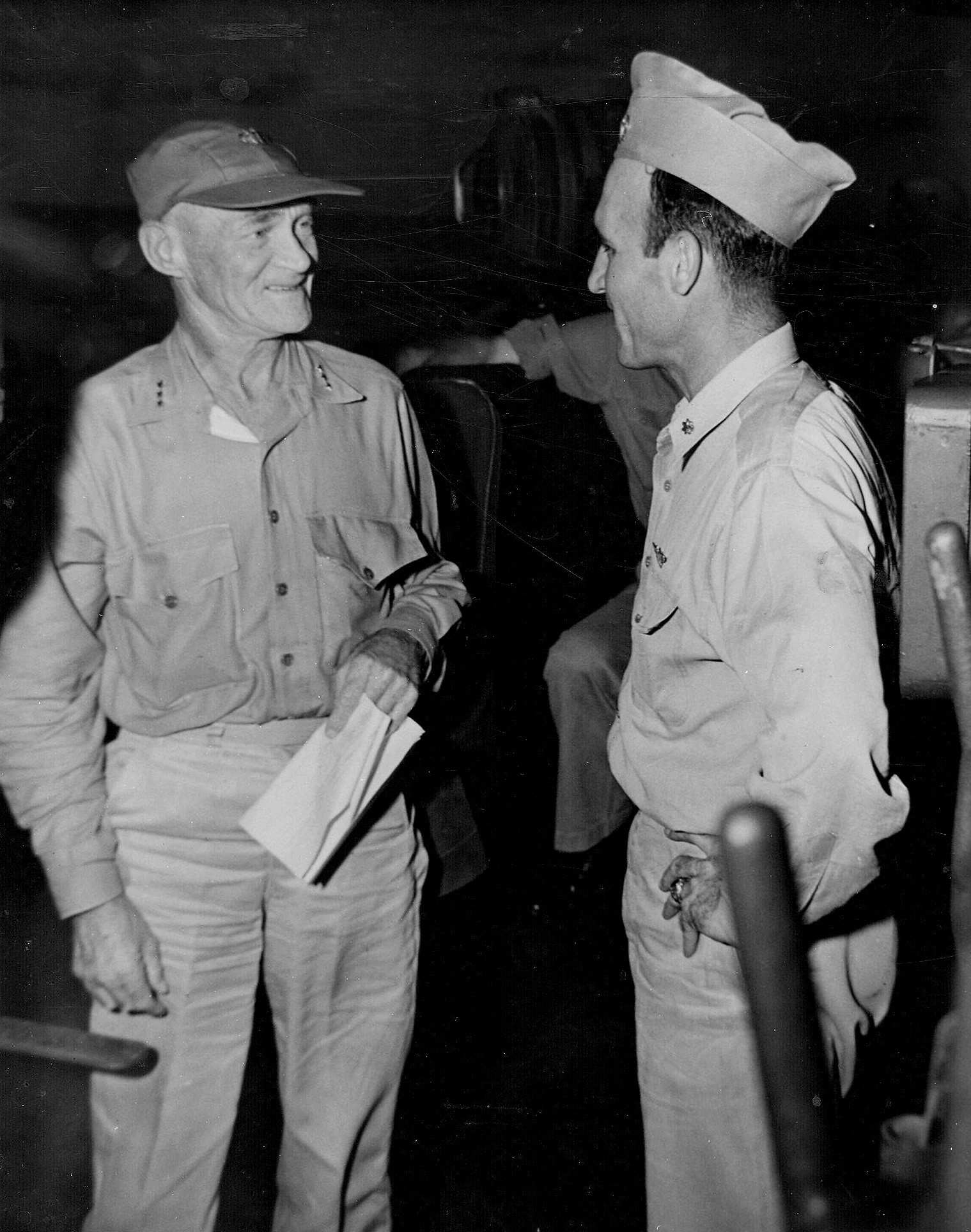
Le vice-amiral Mitscher en conversation avec le commander McCampbell, meilleur « as » de la Navy et commandant du groupe aérien de l'USS Essex.

Quinze à vingt chasseurs japonais ont attaqué les assaillants, mais surclassés par la chasse embarquée américaine, qui a abattu plusieurs d'entre eux, ils se sont repliés et n'ont plus reparu de la journée. Les navires japonais évoluaient en formation resserrée, les cuirassés en appui rapproché, la Défense Contre Avions était précise et intense, dégageant une fumée épaisse comme un cumulus. Au total, dans la journée, une dizaine d'appareils américains auront été détruits par le feu japonais.
Le vice-amiral Mitscher avait confié au commander McCampbell la coordination de l'attaque qui incluait des éléments de tous les Task Groups, y compris celui du contre-amiral Davison, qui a ainsi participé à l'attaque de toutes les forces japonaises. McCampbell a choisi d'attaquer en priorité les porte-avions et a lancé le groupe de bombardement de l'USS Essex (VB-15) sur un porte-avions léger de la classe Chitose, qui a reçu huit bombes de 450 kg et deux torpilles des Avengers du groupe de torpilleurs (VT-15) de l'USS Essex. Attaqué également par des bombardiers de l'USS Lexington, il a ralenti à 14 nœuds, a pris une forte gîte sur bâbord, a explosé et a coulé.

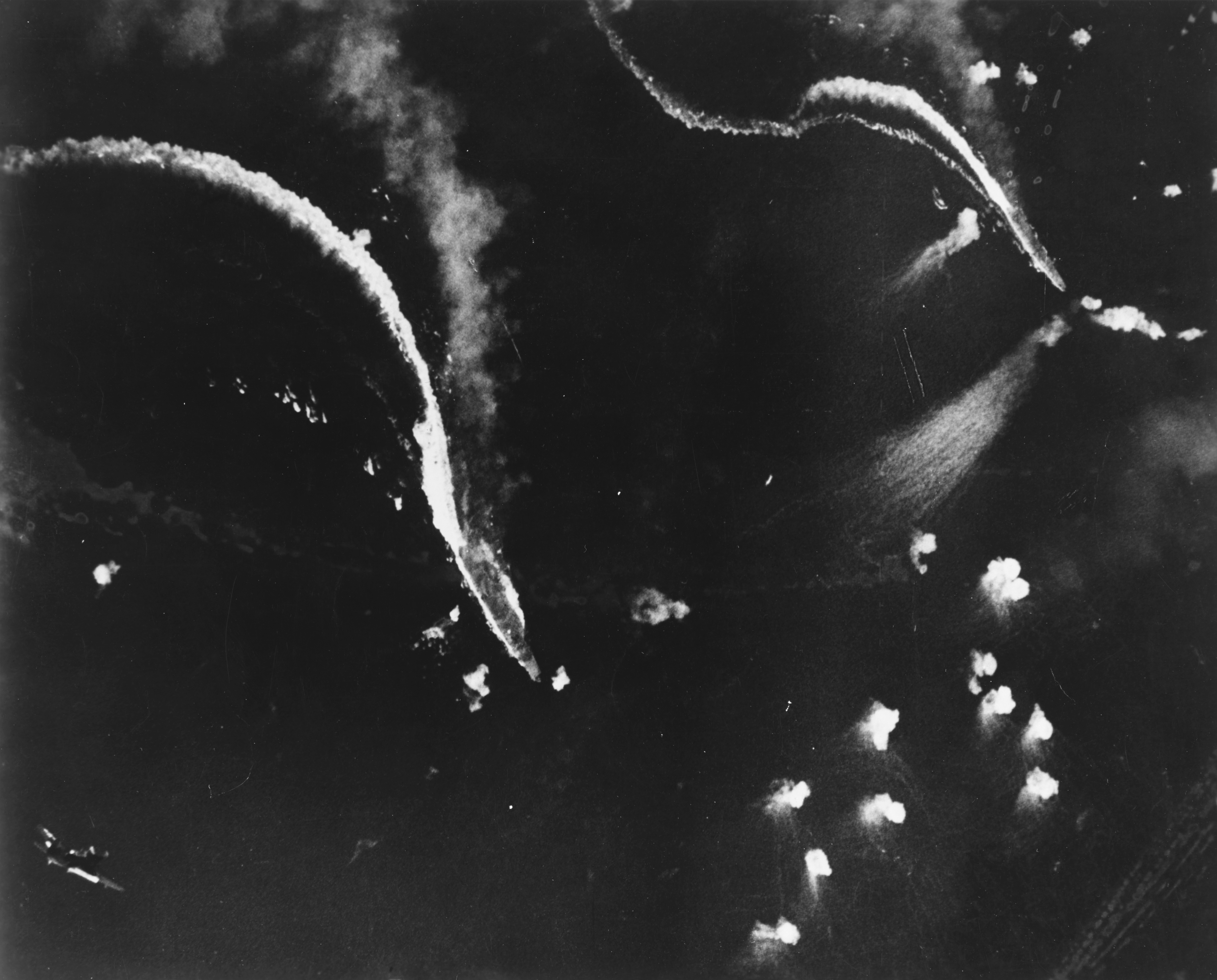
Les porte-avions Zuikaku, navire-amiral du vice-amiral Ozawa, et Zuihō sous les bombes, le 25 octobre au matin, à la bataille du cap Engaño

Le second porte-avions léger de la classe Chitose atteint par plusieurs bombes, s'est retrouvé immobilisé. Un croiseur léger frappé par une torpille a été secoué par une violente explosion. Le porte-avions d'escadre Zuikaku a été endommagé par une torpille et par plusieurs bombes. Le destroyer Akizuki a sombré.
Les Américains apprendront plus tard que le vice-amiral Ozawa a alors décidé de transférer sa marque du porte-avions Zuikaku sur le croiseur Ōyodo. En effet, les dommages subis par les systèmes de transmission du porte-avions ne permettaient pas de faire savoir à l'amiral Toyoda ni au vice-amiral Kurita que la mission fixée aux porte-avions japonais par le Plan Sho était remplie (les porte-avions rapides américains avaient été attirés à 480 km du détroit de San-Bernardino), alors que le croiseur avait des équipements de transmission conçus pour répondre aux besoins d'un état-major de flotte,,.
Cependant, les résultats communiqués au contre-amiral Carney, chef d'état-major de la IIIe Flotte, lui ont fait déplorer les attaques aériennes répétées contre des navires endommagés, alors que l'amiral Halsey souhaitait que ceux-ci soient achevés par l'artillerie navale. Dès que le contact avait été établi avec la « Force japonaise du Nord », l'amiral avait signifié au vice-amiral Lee de se porter avec la TF 34 au contact de l'ennemi à 20 nœuds. Aussitôt les résultats de l'attaque connus, il lui a signalé par radio d'avancer à 25 nœuds. Mais le commandant de la IIIe Flotte commençait à recevoir des messages très alarmistes du vice-amiral Kinkaid, commandant la VIIe Flotte, au sujet du combat qui se déroulait au large de Samar entre les cuirassés et les croiseurs lourds du vice-amiral Kurita et des porte-avions d'escorte de la VIIe Flotte.

#### Dilemme de l'amiral Halsey

##### «Où est la Task Force 34?» demande l'amiral Nimitz
Une série de messages, parfois non chiffrés, vont ainsi être envoyés par le vice-amiral Kinkaid, commandant de la VIIe Flotte, annonçant d'abord que des porte-avions d'escorte sont attaqués par des cuirassés et des croiseurs japonais au nord-est de Samar, puis réclamant l'intervention des cuirassés de la IIIe Flotte, que Kinkaid croit chargés de surveiller le débouché du détroit de San-Bernardino. Le troisième message donne la composition de la force japonaise, quatre cuirassés et huit croiseurs, c'est-à-dire non pas une partie mais la totalité de la « Force Centrale » attaquée en mer de Sibuyan. Le quatrième indique que les cuirassés et les grands croiseurs de la VIIe Flotte sont dans l'incapacité de s'opposer aux grands bâtiments japonais. L'amiral Halsey pense d'abord que la gravité de la situation décrite par le vice-amiral Kinkaid est exagérée, et il va successivement répondre que les cuirassés américains sont avec lui, très au nord de Samar, puis qu'il a rappelé le Task Group 38.1 du vice-amiral McCain, avec cinq porte-avions, et qu'il lui a demandé d'attaquer les navires japonais au large de Samar.
À bord du New Jersey, l'amiral Halsey va pendant plusieurs heures devoir ainsi gérer à la fois l'attaque et la destruction des dernières forces aéronavales japonaises au large du cap Engaño, et les appels au secours de la VIIe Flotte dans le golfe de Leyte. La réalité était que les dégâts subis par la « Force Centrale » japonaise en mer de Sibuyan ont été très surestimés, que ne pas avoir veillé à empêcher cette force de déboucher en mer des Philippines a été une erreur mais que si l'amiral Halsey décidait de faire demi-tour sans délai, il ne pourrait espérer apporter un soutien efficace aux forces américaines dans le golfe de Leyte avant le lendemain matin.
A contrario, face aux porte-avions japonais, la situation se présentait sous les meilleurs auspices, et dans des délais qui se situaient entre une et deux heures, de sorte que l'amiral Halsey n'avait aucune intention de changer ses instructions à court terme, et il a laissé les cuirassés de la TF 34 et les porte-avions de la TF 38 continuer au nord à pleine vitesse. Une deuxième vague d'attaque moins nombreuse, a été lancée et a encore immobilisé plusieurs navires japonais, tandis que quelques autres faisaient des cercles autour des premiers pour les protéger.
Mais, à 10 h, est arrivé un message, cette fois de l'amiral Nimitz : « Où est, je répète, où est la Task Force 34 ? Le monde s'interroge. » L'amiral Halsey a cru y voir un reproche, il en a pleuré de rage, à la pensée de voir lui échapper son « opportunité en or » comme il le dira plus tard, son chef d'état-major a dû le raisonner. En réalité, le message a été mal déchiffré mais le mal est fait. Encore un peu après 11 h, alors que les cuirassés sont à une quarantaine de kilomètres en avant des porte-avions, le contre-amiral Bogan va signaler qu'une reconnaissance aérienne du TG 38.2 a repéré trois porte-avions japonais immobilisés à 65 km des cuirassés du vice-amiral Lee, autrement dit après une heure à 25 nœuds les cuirassés seront à portée de tir. Les équipages des cuirassés scrutent l'horizon pour voir apparaitre les mâtures des porte-avions japonais. Mais à 11 h 15, ordre est donné à la Task Force 34 de virer à 180° pour mettre cap au sud. L'amiral Halsey a alors répondu à la question de l'amiral Nimitz que les cuirassés rapides étaient avec lui et qu'ils naviguaient cap au sud pour aller porter assistance à la VIIe Flotte, mais il a précisé pour le vice-amiral Kinkaid qu'il ne pouvait pas être attendu plus tôt qu'à 8 h le lendemain.
Mais cette intervention du Commandant-en-Chef de la Flotte du Pacifique, depuis son QG de Pearl Harbor, auprès du commandant supérieur à la mer, a été sévèrement critiquée, en ce qu'elle a seulement permis aux éclopés de la flotte du vice-amiral Ozawa d'échapper à une destruction imminente. Certains sont allés jusqu'à la rapprocher de celle de l'amiral de la Flotte Dudley Pound, Premier Lord de la Mer, entrainant la dislocation du convoi de Russie PQ 17 à l'été 1942.

##### ...et les cuirassés américains se retirent sans combattre
À midi, la TF 34 est dissoute en tant que commandement autonome. Dans un premier temps, pour se porter au secours de la VIIe Flotte, l'amiral Halsey choisit d'emmener les six cuirassés modernes, le TG 38.2 du contre-amiral Bogan, avec les porte-avions USS Intrepid, Cabot et Independence pour la couverture aérienne, trois grands croiseurs légers et huit destroyers. Mais ces petits bâtiments qui devaient assurer la sécurité contre les sous-marins, allaient avoir à soutenir une vitesse élevée pendant sept à huit heures, il fallait avant de filer vers le sud, en refaire les pleins auprès des cuirassés, ce qui a conduit à réduire la vitesse à 16 nœuds.

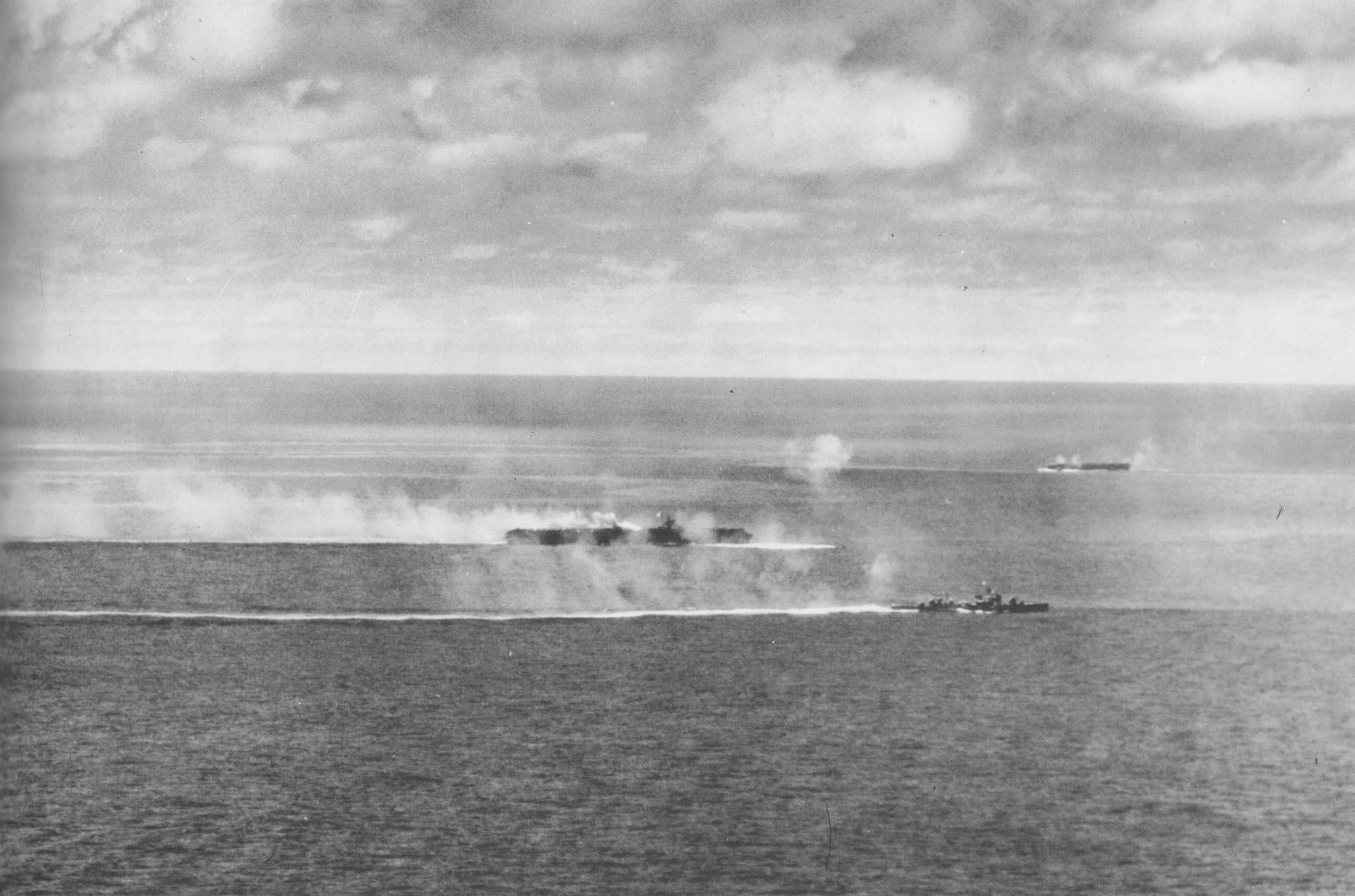
Le porte-avions Zuikaku, en début d'après-midi, le 25 octobre 1944, à la bataille du cap Engaño.

Il appartenait aussi dès lors au vice-amiral Mitscher, ne disposant plus que des deux Task Groups TG 38.3 et 38.4, d'en finir avec les navires du vice-amiral Ozawa et les croiseurs USS Wichita, New Orleans, Santa Fe, Mobile et dix destroyers ont été remis à sa disposition.
Sans attendre, le vice-amiral Mitscher avait fait décoller vers midi la troisième vague d'assaut aérien, forte de 160 appareils, aussitôt que les avions de la première vague eurent été ravitaillés en carburant et réarmés. Vers 13 h 30, le Zuikaku, le Zuihō et un cuirassé hybride ont été repérés semblant peu endommagés, marchant cap au nord à 20 nœuds. Douze Helldivers de l'USS Lexington et neuf de l'USS Essex ont lancé des bombes perforantes d'une demi tonne sur le Zuikaku, qui en a encaissé plusieurs, provoquant des incendies.

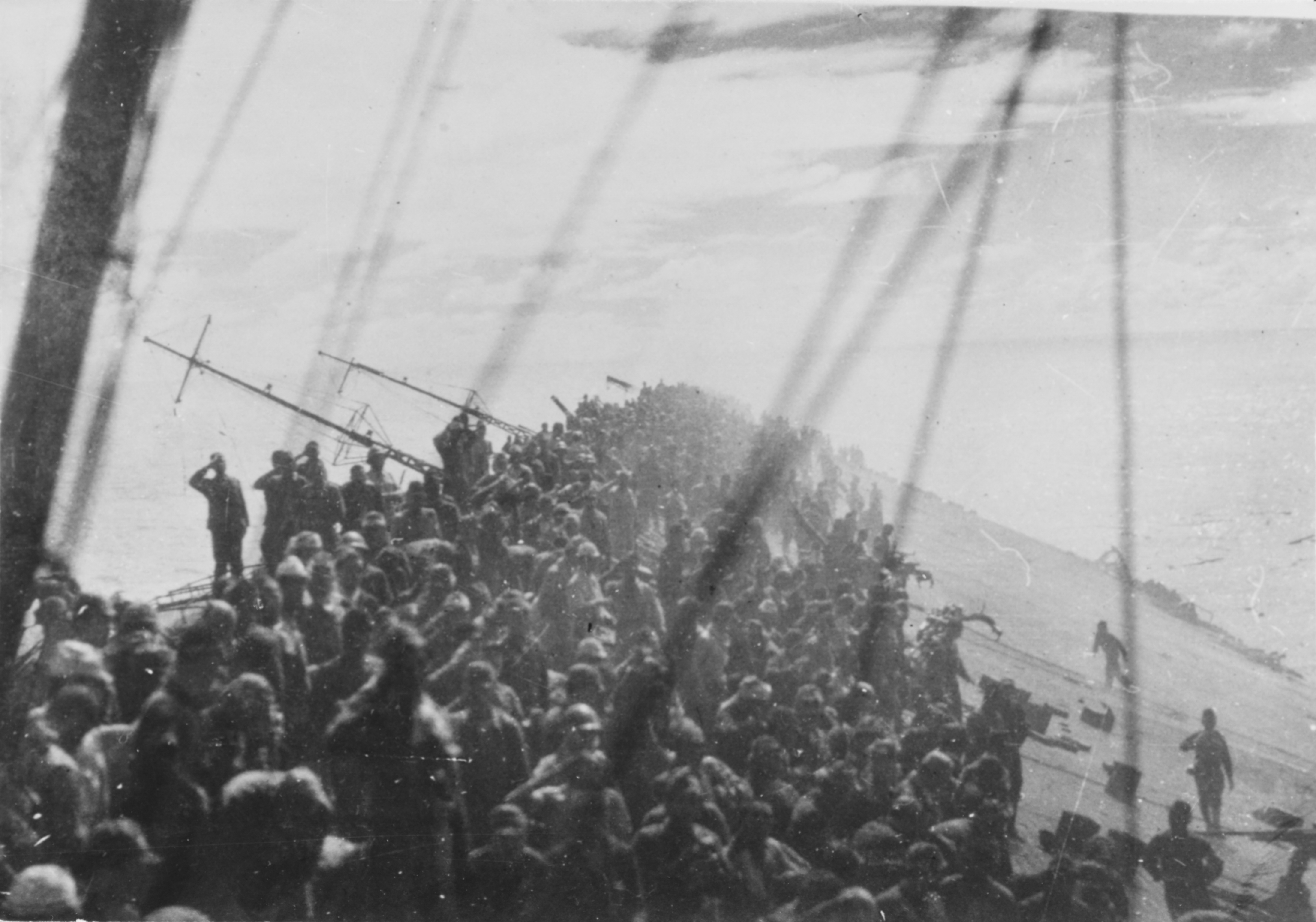
L'équipage du Zuikaku salue le pavillon avant d'abandonner le porte-avions dans l'après midi du 25 octobre

Le Zuiho a été également endommagé, mais il a semblé en mesure de maîtriser ses incendies. Une nouvelle attaque de l'aviation embarquée sur les USS Enterprise, Franklin et San Jacinto l'ont endommagé de nouveau. Vers 14 h 30, le Zuikaku qui gîtait fortement sur bâbord, a commencé à chavirer et s'est englouti,.

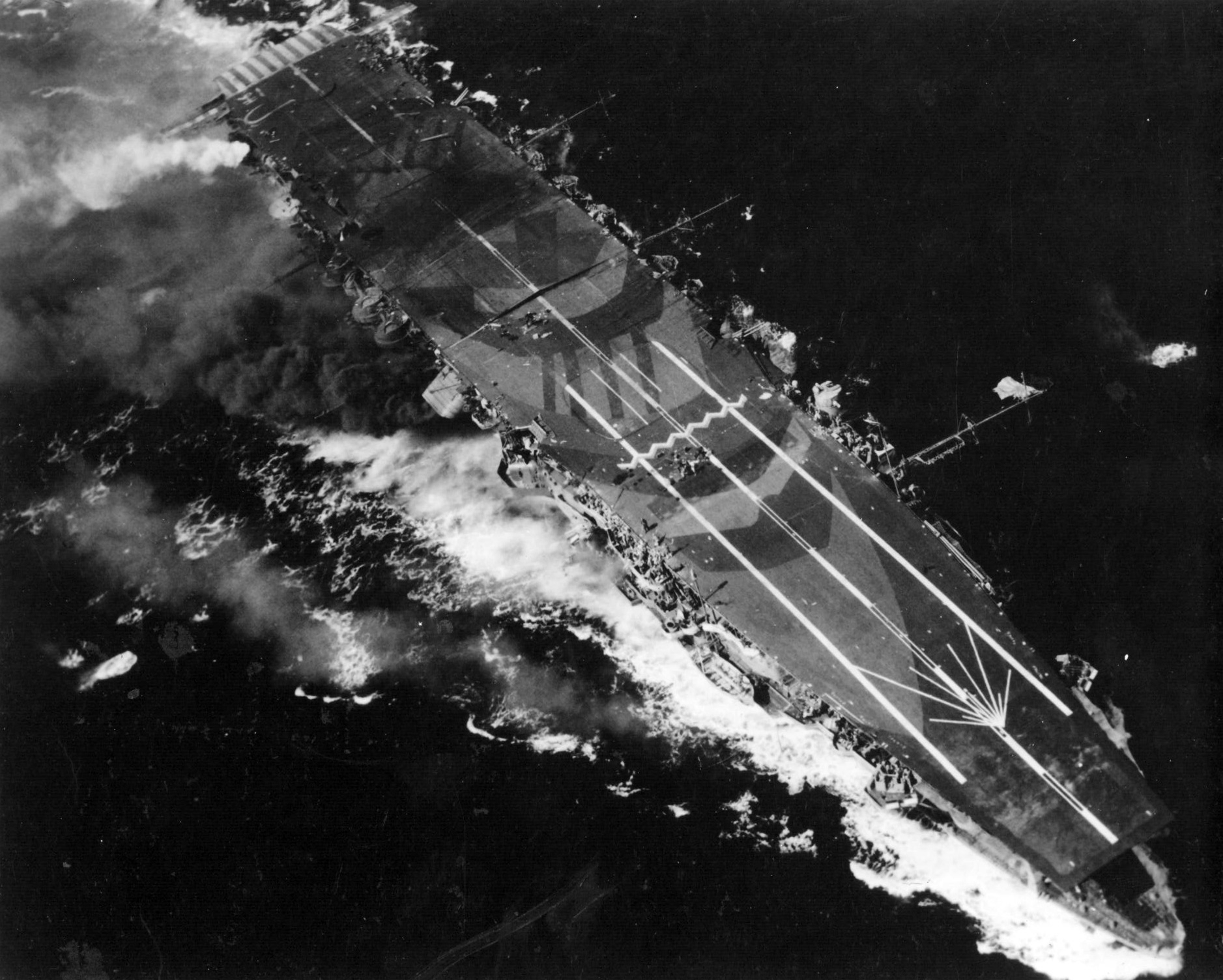
Le porte-avions léger japonais Zuiho durant la bataille, vu depuis un avion de l'USS Enterprise.

Lorsque le ravitaillement des destroyers s'est achevé vers 16 h, l'amiral Halsey a changé une nouvelle fois son dispositif, et décidé de ne partir qu'avec l'USS New Jersey qui portait sa marque, l'USS Iowa, les trois grands croiseurs légers et huit destroyers, laissant le TG 38.2 suivre à la vitesse des autres cuirassés dont la vitesse maximale était inférieure de cinq à six nœuds à celle des cuirassés de la classe Iowa.
La quatrième vague d'attaque de l'aviation embarquée américaine est arrivée une demi-heure plus tard. Plusieurs bombes d'une demi tonne et deux torpilles sont venues à bout du Zuiho,,.
Au moment où l'amiral Halsey est enfin parti à grande vitesse vers le sud, il ne restait à flot des porte-avions du vice-amiral Ozawa que le Chiyoda, immobilisé depuis le début de la matinée. Pensant qu'il avait été abandonné, le contre-amiral Sherman a proposé au vice-amiral Mitscher de le prendre en remorque pour le ramener comme prise de guerre. Mitscher a refusé, ordonnant que les porte-avions américains ne s'approchent pas à moins de 100 km des navires japonais. Il a donné ordre au contre-amiral DuBose à qui avait été confié le commandement d'un Task Group 30.3, dont les croiseurs récupérés lors de la dissolution de la TF 34 formaient le noyau, d'aller achever ce porte-avions au canon. Le contre-amiral DuBose a exprimé sa préoccupation de devoir affronter les cuirassés hybrides qui portaient huit pièces de 14 pouces (356 mm) ; mais ceux-ci ayant été signalés s'éloignant vers le nord, le TG 30.3 s'est rapproché du porte-avions et a ouvert le feu vers 16 h 25. Le porte-avions qui n'avait pas été abandonné, a riposté, mais à 16 h 40, il était en flammes, et il a coulé quelques minutes plus tard. Aucun rescapé n'a été récupéré,.
Une cinquième et dernière attaque aérienne avant le coucher du soleil a rassemblé 96 appareils des USS Essex, Lexington, Langley, et Enterprise. Peu après 17 h, elle a pris pour cibles les Ise et Hyūga, mais malgré les rapports optimistes des aviateurs américains, ne leur a infligé que de « très légers dommages » selon le chef d'état-major du vice-amiral Ozawa.
Les croiseurs américains ont ensuite recherché d'autres cibles vers le nord et ont ainsi échangé des tirs jusqu'après 19 h avec des destroyers qui ont réussi à se mettre hors de portée. Vers 19 h 30, pensant avoir affaire à deux cuirassés, le vice-amiral Ozawa a décidé de faire demi-tour, et a marché avec ses deux cuirassés à la rencontre des bâtiments américains. Mais la nuit étant tombée, et ses destroyers commençant à être à court de mazout, le contre-amiral DuBose a fait demi-tour vers 21 h 50. Ne rencontrant personne, l'amiral japonais a remis cap au nord, vers le Japon.
Le vice-amiral Lockwood, commandant les sous-marins de la Flotte du Pacifique, avait déployé plusieurs meutes de sous-marins sur les routes de retour des bâtiments japonais, faisant miroiter à ses sous-mariniers « la chance de leur vie ». Vers 23 h 10, l'USS Jallao qui faisait partie de la meute des « Clarey's Crushers » (en français : Les Concasseurs de Clarey car le commander B. A. Clarey y était l'officier le plus gradé), a coulé de trois torpilles un des trois croiseurs légers de la « Force du Nord » japonaise, le Tama de la classe Kuma.

### Bataille au large de Samar

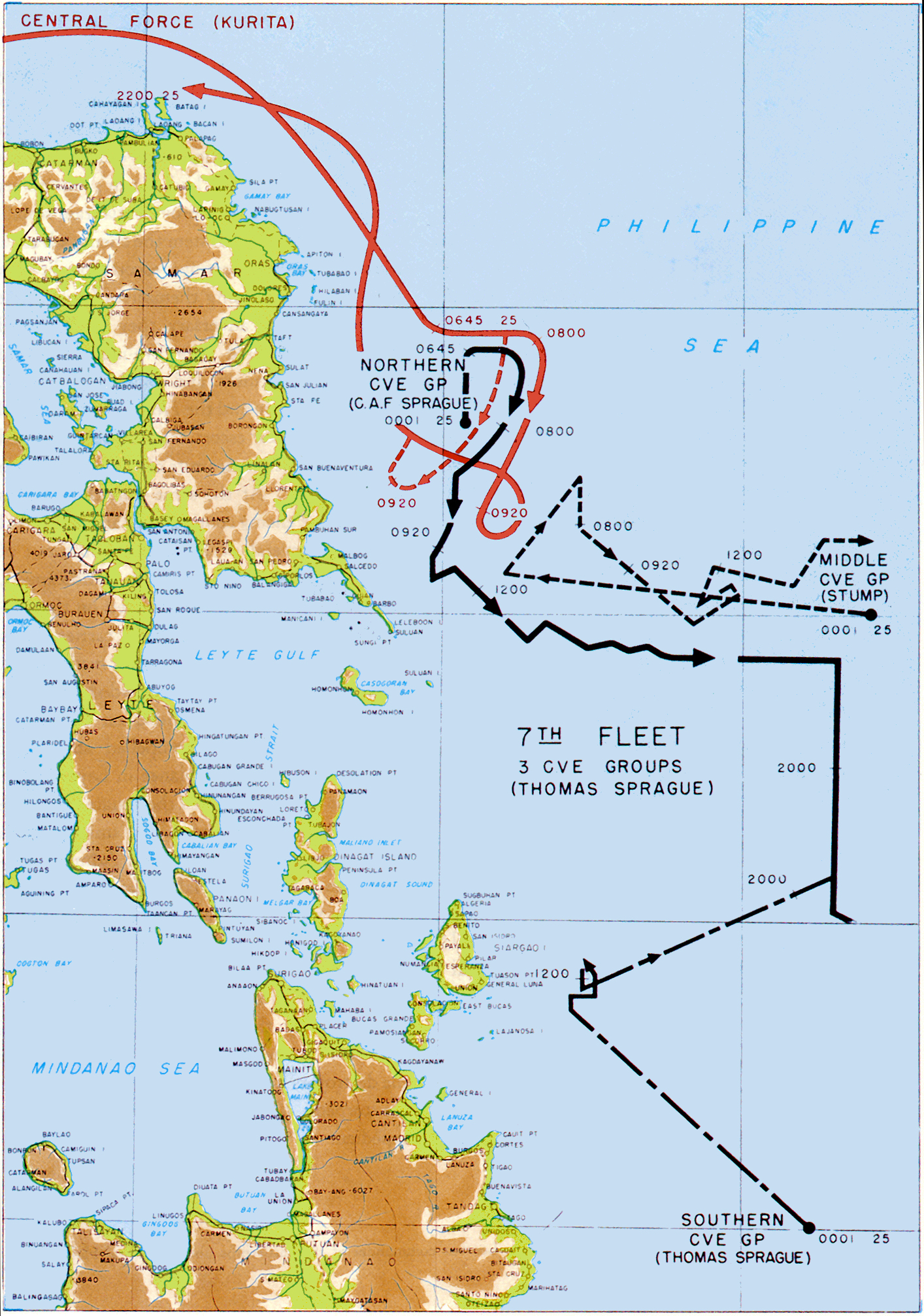
Carte des mouvements des navires japonais (en rouge) et américains (en noir) durant la bataille au large de Samar.

Le 25 octobre au petit matin, seize des dix-huit porte-avions du Groupe d'appui aérien de la VIIe Flotte (TG 77.4) que commandait le contre-amiral Thomas L. Sprague, allaient prendre position à l'est de l'archipel philippin, pour la journée.
Le Task Group comprenait trois unités :
- l'unité TU 77.4.1 commandée directement par le commandant du TG, au sud, à 145 km au sud-est de l'île de Suluan (en) qui se trouve à l'extrémité sud-est de l'île de Samar, était constituée des 22e et 28e Divisions de Porte-avions (CarDiv22 et CarDiv28);
- l'unité TU 77.4.2 commandée par le contre-amiral Felix Stump, à hauteur du détroit de Surigao, à 80 km au nord-est, était constituée des 24e et 27e Divisions de Porte-avions (CarDiv24 et CarDiv27);
- l'unité TU 77.4.3 commandée par le contre-amiral Clifton Sprague, à 100 km au nord-nord-est de Suluan, à l'est de l'île de Samar, dont la côte sud constituait la côte nord du golfe de Leyte, était constituée des 25e et 26e Divisions de Porte-avions (CarDiv25 et CarDiv26). Son indicatif radio par lequel elle était souvent désignée était Taffy 3.

La mission du TG 77.4 était le soutien aérien des forces amphibies débarquées sur la côte orientale du golfe de Leyte. La 22e division de porte-avions était constituée de quatre porte-avions de la classe Sangamon, les quatorze autres porte-avions appartenaient à la classe Casablanca, mais les USS Chenango et USS Saginaw Bay ont été détachés vers Morotai. Ces porte-avions d'escorte avaient été conçus pour la lutte anti-sous marine, leur déplacement à pleine charge était de l'ordre de 24 000 tonnes pour la classe Sangamon et de 10 000 tonnes pour la classe Casablanca, leur vitesse maximale de 17-18 nœuds, leur artillerie principale une pièce unique de 127 mm pour la classe Casablanca, deux sur la classe Sangamon, leur groupe aérien de 30 ou 28 appareils sensiblement des mêmes types que sur les porte-avions d'escadre (mais les chasseurs y étaient des Wildcats au lieu de Hellcats), avec des bombes semi-perforantes ou hautement explosives d'un quart de tonne plutôt que des bombes perforantes d'une demi tonne, des charges anti-sous marines, et une dotation totale d'une douzaine de torpilles par bâtiment. Ces porte-avions avaient « fait le job » en 1943 dans la bataille de l'Atlantique, mais avaient aussi rendu les plus grands services, dès la fin de 1942 dans le débarquement en Afrique du Nord, en 1943 dans les débarquements en Italie, et en 1943-1944 dans le Pacifique central, ce qui leur avait valu le surnom de « jeep carriers » qu'on peut traduire en français :  « porte-avions à tout faire » . Pour autant, il n'était aucunement prévu que ces bâtiments aient à affronter les plus puissants cuirassés du monde.

#### Les porte-avions d'escorte de laVIIeFlotte face aux cuirassés japonais

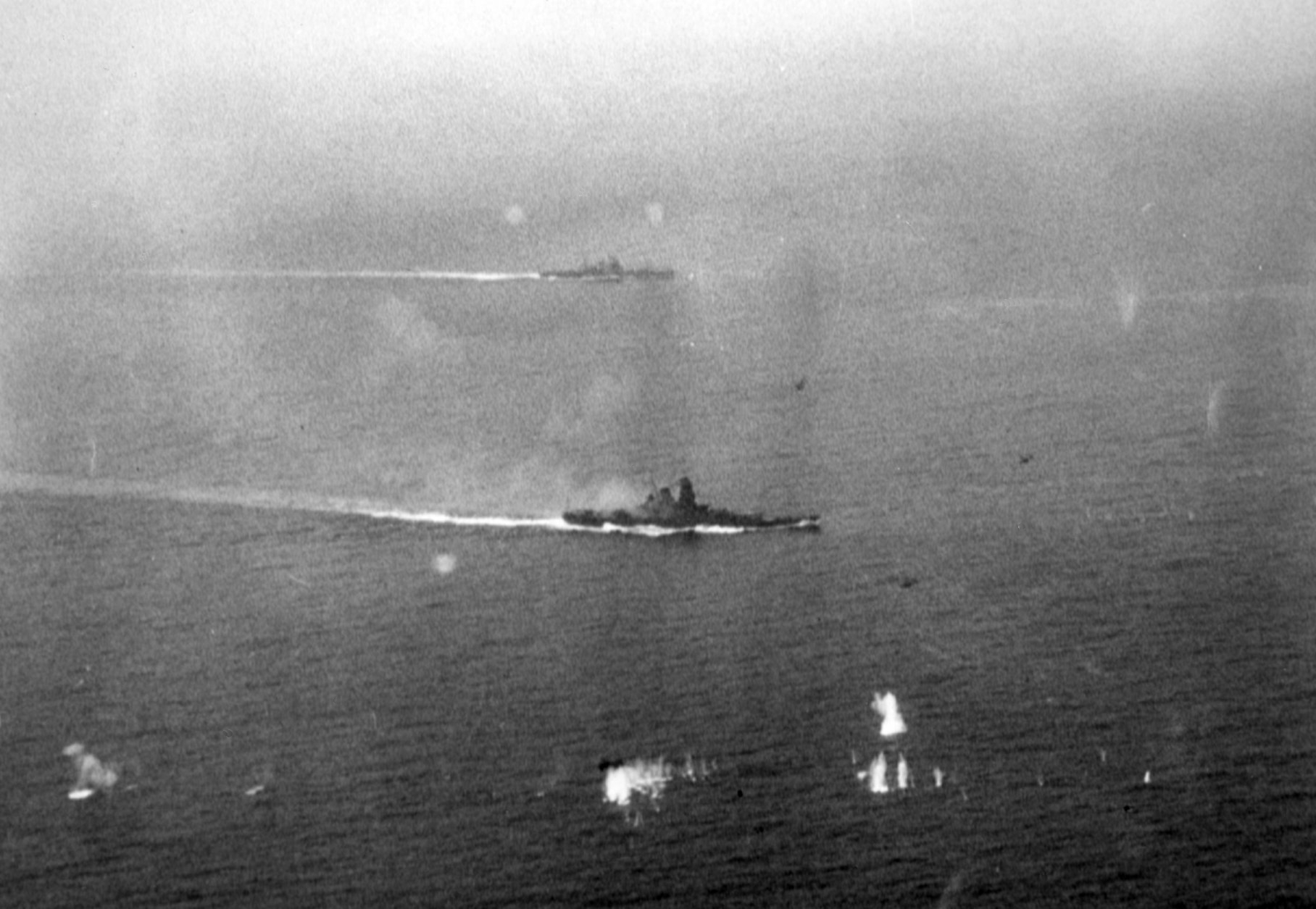
Le cuirassé géant et un croiseur de la à l'attaque, le 25 octobre au matin, au large de Samar.

À 5 h 30, les reconnaissances aériennes et anti-sous marines ont décollé de la TU 77.4.3 qui se trouvait au nord du dispositif américain, marchant au nord en zigzag à 14 nœuds. Un peu après 6 h 30, quelques signaux prémonitoires (interférences de conversations radio en japonais, échos radar non identifiés dans l'ouest-nord-ouest) ont fait mettre le cap au sud-ouest. À 6 h 45, une importante force navale, composée de plusieurs cuirassés aux mâts en pagode et de nombreux croiseurs et destroyers est apparue à l'horizon, dans l'ouest-nord-ouest. Les équipages ont été rappelés aux postes de combat, le cap mis plein est pour pouvoir décoller avec le vent soufflant du nord-est, tout en s'éloignant de l'ennemi, la vitesse poussée à 16 nœuds, et les préparatifs de décollage activés.

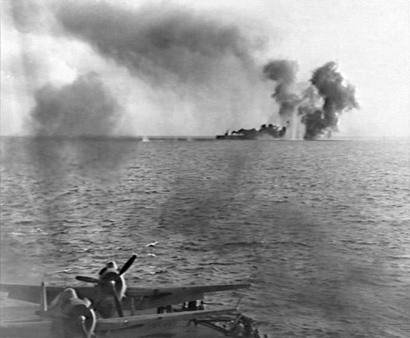
L', sous le feu japonais, vu depuis l'USS Kitkun Bay, le 25 octobre 1944 au large de Samar

La surprise était grande sur les navires américains, car pour le commandement de la VIIe Flotte, la conviction était acquise que la IIIe Flotte contrôlait le débouché en mer des Philippines par le détroit de San-Bernardino. Mais les marins japonais n'étaient pas moins surpris, car aucun compte-rendu de l'aviation basée à terre n'avait signalé aux forces à la mer la présence des porte-avions d'escorte. La surestimation des forces rencontrées, assez habituelle en pareilles circonstances, qui fait prendre des croiseurs pour des cuirassés et des destroyers pour des croiseurs, a fait penser à l'état-major de la force japonaise qu'il se trouvait en face de porte-avions rapides de la IIIe Flotte,, le vice-amiral Kurita a ordonné « Attaque générale ! » et à 6 h 58, les canons de 460 mm du Yamato ont ouvert le feu à 25 000 mètres environ,.

##### La supériorité japonaise est manifeste

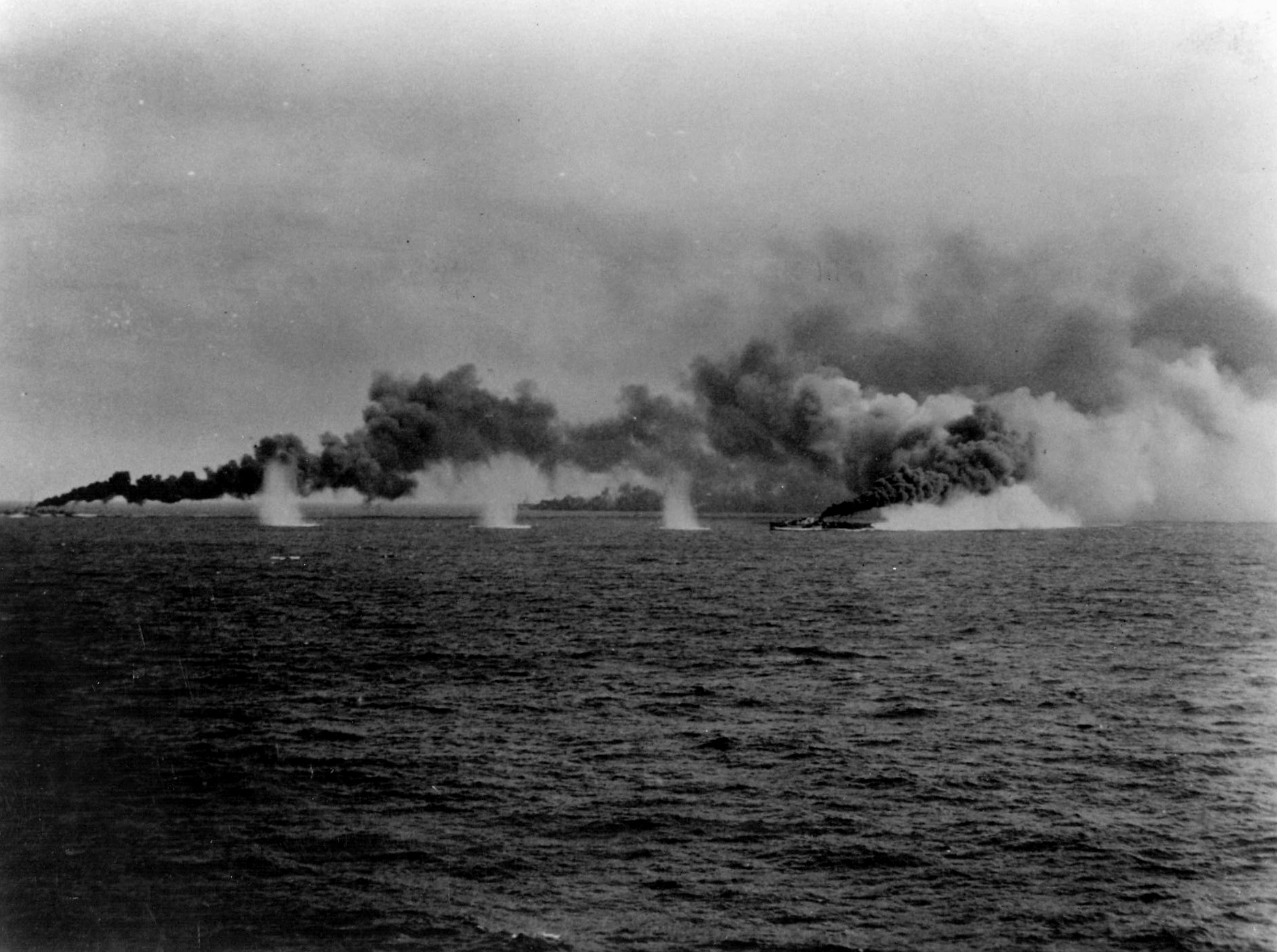
Les destroyers de Taffy 3 tendent un rideau de fumée pour masquer les porte-avions.

D'énormes gerbes colorées, jaunes, rouges, vertes ou bleues, se sont élevées dangereusement près des petits porte-avions, manquant de peu l'USS White Plains, puis l'USS St. Lo. Le contre-amiral Clifton Sprague a alors demandé au commander W. Thomas de faire tendre un rideau de fumée par les bâtiments d'escorte qu'il commandait, trois destroyers de la classe Fletcher, et quatre destroyers d'escorte. Mais marchant à une vitesse supérieure sur une route convergente, à 20° au sud de l'est, la force japonaise se rapprochait rapidement et allait mettre les porte-avions en très grande difficulté, . Un grain de pluie réduisant considérablement la visibilité a, vers 7 h 20, opportunément permis aux porte-avions de mettre cap au sud, pour se rapprocher des autres unités du Task Group. Aussitôt qu'ils ont été de nouveau visibles des navires japonais, ceux-ci ont repris la chasse, cap au sud, les destroyers sur le flanc droit, les croiseurs de la classe Tone sur le flanc gauche, les cuirassés et les autres croiseurs talonnant les porte-avions,.
Le vice-amiral Kinkaid, commandant de la VIIe Flotte, qui avait la responsabilité de la couverture rapprochée du débarquement de Leyte, était extrêmement inquiet de cette irruption de puissants navires de surface japonais, auxquels il était bien en peine de faire face, alors qu'ils ne menaçaient pas seulement les porte-avions du Groupe d'appui aérien, mais toutes les forces amphibies et les troupes à terre qui en dépendaient. Le Groupe d'Appui Feu et de Bombardement du contre-amiral Oldendorf qui venait de repousser victorieusement l'attaque japonaise dans le détroit de Surigao comptait des cuirassés anciens bien moins puissants que le Yamato et qui se trouvaient très à court de munitions et de mazout. Et la réponse que le vice-amiral Kinkaid a reçue de l'amiral Halsey à un message qu'il avait envoyé dans la nuit, indiquant que les cuirassés modernes étaient à plusieurs centaines de kilomètres au nord, c'est-à-dire pratiquement à une demi journée de mer, ne pouvait que l'accabler. Il a alors envoyé à l'amiral Halsey message sur message, parfois à quelques minutes d'intervalle, parfois aussi sans être chiffrés, d'abord signalant l'attaque, ensuite demandant l'intervention des cuirassés rapides, donnant la composition de la force ennemie ou signalant la faiblesse des bâtiments de ligne dont il disposait.
Dans le même temps, le contre-amiral Clifton Sprague a demandé à sa force d'escorte de lancer une attaque à la torpille, et le contre-amiral Thomas Sprague a demandé aux autres unités du Task Group d'envoyer tous les avions disponibles soutenir Taffy 3.

##### La pugnacité américaine n'empêche pas la perte de l'USSGambier Bay

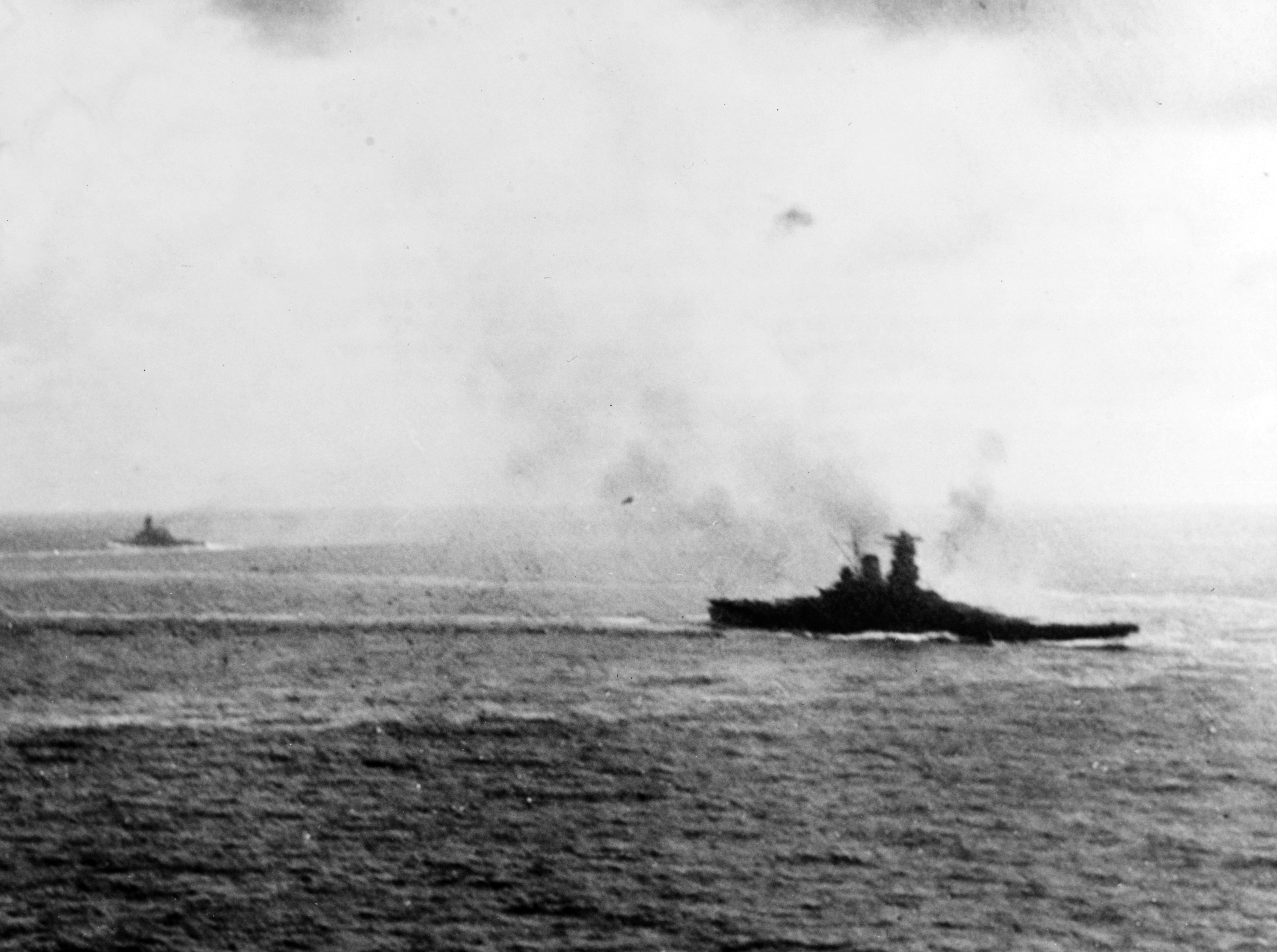
En manœuvrant pour éviter des torpilles qui avaient manqué le Haruna, le Yamato se retrouve dans la contre marche d'un autre cuirassé japonais.

Sans en attendre l'ordre, avant 7 h 30, le commander Evans avait lancé le destroyer qu'il commandait, l'USS Johnston, à l'attaque des grands bâtiments japonais. Il a torpillé le Kumano endommageant sa proue, ce qui a contraint ce croiseur lourd à quitter le champ de bataille, le contre-amiral Shiraishi transférant sa marque sur le Suzuya. Puis l'USS Johnston a soutenu d'un tir très nourri de ses pièces de 127 mm les destroyers USS Hoel et USS Heermann dont les attaques à la torpille des cuirassés rapides Haruna et Kongō ont désorganisé la ligne de bataille japonaise. Le destroyer d'escorte USS Samuel B. Roberts qui suivait les deux destroyers et dont la vitesse maximale prévue était de 23 nœuds a réussi à atteindre 28 nœuds pour se rapprocher à moins de 5 km du croiseur lourd Chōkai, lui lancer trois torpilles qui l'ont atteint à la poupe, et lui tirer plusieurs centaines de coups de 127 mm dans les superstructures.

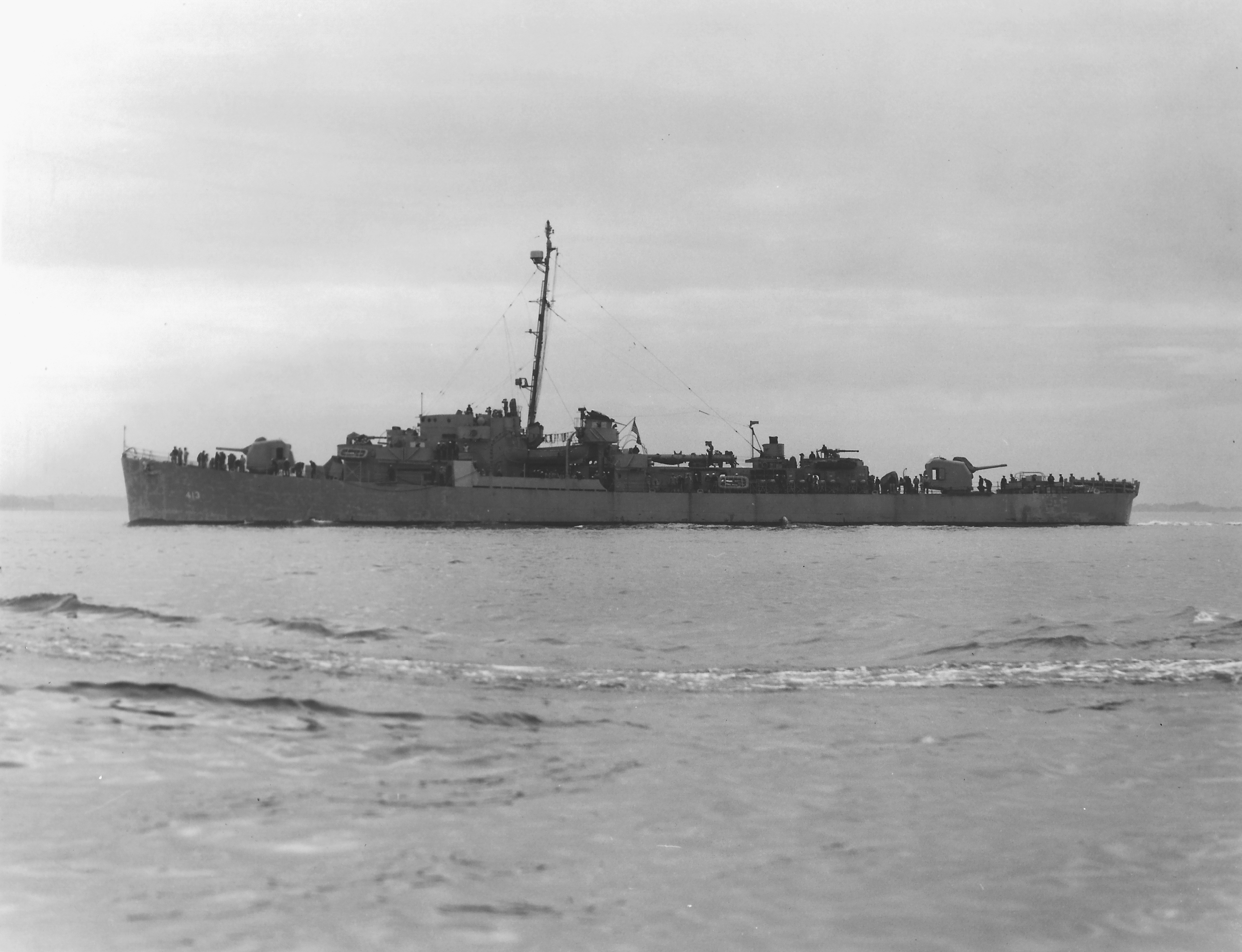
Le destroyer d'escorte USS Samuel B. Roberts a été coulé au large de Samar le 25 octobre 1944.

Mais tous ces bâtiments légers ont beaucoup souffert de leur engagement contre des cuirassés et des croiseurs lourds. Certes, la conduite de tir de la batterie de 127 mm des destroyers était excellente, le tir japonais était relativement lent et plus chanceux que précis (les tirs encadrants ont été fréquents et les coups au but proportionnellement plus rares), les obus perforants de gros calibre trouaient les tôles minces des destroyers sans exploser, mais finalement, le combat était trop inégal. Les marins américains en étaient parfaitement conscients. Ainsi, le lieutenant commander Robert W. Copeland a lancé par haut parleur à l'équipage de l'USS Samuel B. Roberts qu'il commandait « Ce sera un combat avec des difficultés considérables auquel il ne faut pas s'attendre à survivre »,,.
L'USS Hoel, après avoir attaqué à la torpille à 12 500 m les deux colonnes de grands bâtiments japonais, a été pris en étau entre les deux colonnes ennemies ; il a reçu plusieurs obus de 14 pouces (356 mm), à l'effet dévastateur, a dû être abandonné, et a coulé vers 8 h 30. L'USS Samuel B. Roberts qui avait engagé le Chikuma qui tirait sur l'USS Gambier Bay, a été accablé par les croiseurs qui assaillaient le porte-avions, l'équipage a combattu jusqu'à la dernière extrémité, comme le chef canonnier de la tourelle arrière de 127 mm, Paul H. Carr,, et le destroyer d'escorte a coulé vers 9 h. L'USS Johnston, zigzagant entre les porte-avions et les destroyers américains au risque de les aborder ou de se faire éperonner, ne cessant pas de tirer sur les têtes de colonnes japonaises qui l'accablaient d'une « avalanche d'obus », a été très sévèrement endommagé, et a coulé en fin de matinée.
La charge des bâtiments légers du commander Thomas n'a pas fait cesser la canonnade des cuirassés et croiseurs japonais contre les porte-avions d'escorte américains, qui marchaient cap au sud-ouest, en deux groupes, les USS Fanshaw Bay, USS White Plains et USS Kitkun Bay, en avant, USS Gambier Bay, Kalinin Bay et St. Lo en arrière. C'est ce dernier groupe qui a été le plus touché. L'USS Fanshaw Bay, sur lequel le contre-amiral Clifton Sprague avait sa marque, a reçu six coups de 8 pouces (203 mm) et l'USS Kalinin Bay en a reçu quinze. Les croiseurs japonais sur le flanc gauche contrariaient la mise en œuvre des appareils embarqués, et la centaine d'appareils qui se trouvaient en l'air ou qui ont réussi à décoller, ont dû aller se poser sur les porte-avions d'autres unités du Task Group (l'USS Manila Bay de la TU 77.4.2 a ainsi accueilli jusqu'à onze appareils des porte-avions USS Sangamon, White Plains, Kitkun Bay et Gambier Bay) ou sur les pistes de fortune établies sur la côte de Leyte. Mais la distance se réduisant à moins de 15 000 m, les porte-avions ont pu utiliser leur unique pièce de 127 mm. L'USS Kalinin Bay aurait ainsi atteint le Haguroet l'USS White Plains a endommagé les plates formes lance-torpilles du Chōkai. Leur explosion va forcer le croiseur lourd à quitter la ligne.

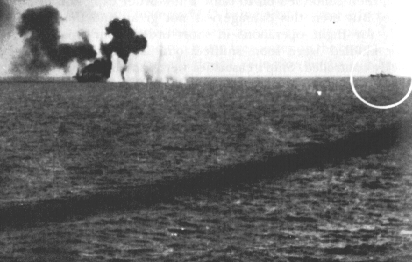
Le porte-avions sous le feu de bâtiments japonais, dont un croiseur lourd est visible à l'horizon à droite.

Vers 8 h 20, pris sous le feu de trois croiseurs, l'USS Gambier Bay a été endommagé par des obus qui l'ont manqué de peu ou n'ont pas explosé mais qui ont provoqué des déchirures dans le bordé en dessous de la ligne de flottaison. L'eau a envahi les machines, l'USS Gambier Bay s'est immobilisé et a pris de la gîte sur bâbord, avant de chavirer et de couler peu après 9 h.
À partir de 8 h 30, l'aviation embarquée de la TU 77.4.2 du contre-amiral Stump a attaqué les grands navires japonais avec 28 chasseurs et 31 Avengers, mais en ayant mis le cap au nord-est pour lancer leurs avions, les porte-avions s'étaient rapprochés de l'unité du contre-amiral Clifton Sprague qui marchait au sud-ouest et donc des croiseurs japonais qui la talonnaient. Le Chōkai déjà avarié, a été bombardé par des Avengers de l'USS Kitkun Bay. Il a reçu sur l'arrière une bombe semi perforante d'une demi-tonne qui l'a immobilisé et le destroyer Fujinami a été détaché pour en recueillir l'équipage. Cependant les croiseurs japonais sur le flanc gauche gagnaient encore sur les porte-avions et semblaient près de leur couper la route et de les acculer sous les canons des cuirassés. Mais à 9 h 25, le vice-amiral Kurita a signalé « À tous les navires, ma route au nord, vitesse 20 nœuds. »
Le contre-amiral Clifton Sprague, qui aura des propos très critiques à l'égard de l'amiral Halsey, a vu dans ce signal aussi surprenant que salvateur pour ses navires, la conséquence du sacrifice des bâtiments d'escorte et des aviateurs des porte-avions, mais a aussi mentionné dans son rapport d'opérations « la partialité bien arrêtée de Dieu Tout-Puissant ».

##### Tergiversations du vice-amiral Kurita
Les raisons pour lesquelles le vice-amiral Kurita a mis fin à l'attaque des porte-avions d'escorte de la VIIe Flotte n'ont jamais été totalement élucidées,, l'amiral japonais n'ayant jamais été prolixe ni précis sur ce sujet. Il lui paraissait nécessaire, en prévision des attaques aériennes qu'il anticipait, de remettre de l'ordre au sein de sa formation dispersée après deux heures et demie de combats où, en raison de la pugnacité des Américains, les manœuvres individuelles l'avaient emporté sur les mouvements d'escadre, a-t-il indiqué lors de son interrogatoire par des officiers américains après la guerre,. Son chef d'état-major, le contre-amiral Koyanagi a indiqué que l'ordre d'arrêt de l'attaque générale avait été donné sans que l'on ait eu, sur le Yamato, pleinement conscience, en raison de la fumée et des grains que les croiseurs les plus avancés n'étaient qu'à environ 8 km des porte-avions d'escorte américains,.
Aussitôt que les porte-avions du contre-amiral Clifton Sprague ont mis cap au sud, à 15 nœuds, pour aller panser leurs plaies, douze Avengers et huit chasseurs de l'unité du contre-amiral Stump ont décollé vers 9 h 35, sans encombre malgré un vent de travers. Seize Avengers et vingt-huit chasseurs avaient décollé, vers 7 h 30, des porte-avions de l'unité sud, celle du contre-amiral Thomas Sprague, pour couvrir le débarquement sur Leyte, mais avaient été redirigés pour soutenir les porte-avions attaqués. Après trois heures en l'air, ils se sont retrouvés à court de carburant et certains ont dû aller se poser sur les pistes à peine praticables proches de Tacloban ou de Dulag, tandis que d'autres se sont posés en mer.

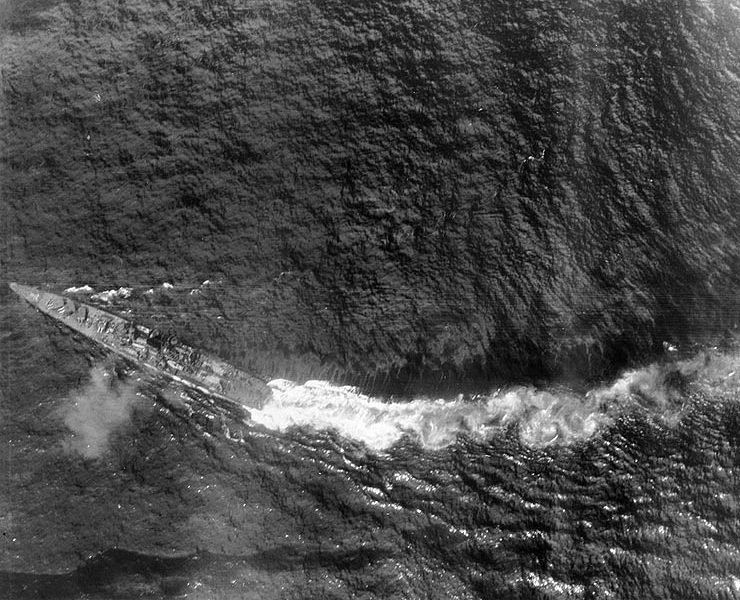
Le utilise ses hélices pour manœuvrer au large de Samar, après qu'une torpille a endommagé son gouvernail.

Au cours des attaques menées alors par l'aviation embarquée américaine, le Chikuma a été attaqué vers 9 h 50 par quatre Avengers. Il a reçu une torpille à l'arrière bâbord qui a endommagé une hélice et le gouvernail, rendant le croiseur ingouvernable.
Avant de repartir à l'attaque, car telle était alors l'intention du vice-amiral Kurita, il lui est apparu nécessaire de faire le point avec l'état-major de la Force d'attaque de diversion japonaise, sur la situation des navires avariés et des autres forces japonaises. Mais à ce moment, le vice-amiral Ozawa était dans l'incapacité de communiquer correctement depuis le Zuikaku et aucune information n'était encore parvenue sur le sort de la force du vice-amiral Nishimura, le commandant du Shigure n'enverra un message que vers midi. Pendant deux heures, les navires japonais eurent une course assez erratique et ont été signalés marchant au nord, mais aussi par deux fois au sud, et toujours à quelques heures de marche du golfe de Leyte, ce qui ne manquait pas d'inquiéter considérablement le vice-amiral Kinkaid, surtout dans la seconde situation, d'autant que l'aviation terrestre japonaise ne manquait pas de profiter de l'engagement des porte-avions d'escorte au large, pour bombarder les troupes à terre jusqu'à Tacloban. Le commandant de la VIIe Flotte n'a donc pas cessé d'envoyer des messages à tonalité très alarmiste à l'amiral Halsey, qui a répondu qu'il avait demandé au vice-amiral McCain dont le TG 38.1 était la grande unité la plus proche du golfe de Leyte, de lancer au plus vite une attaque contre la Force centrale japonaise.
Au vu des éléments dont il disposait, c'est-à-dire avec une aviation de reconnaissance très faible (les hydravions d'observation avaient été débarqués et envoyés à San Jose (en) (Mindoro)), sauf ceux du Yamato), il est apparu au vice-amiral Kurita que, compte tenu du retard pris depuis la veille en mer de Sibuyan et au large de Samar, il y avait de bonnes raisons de penser que les transports américains auraient quitté la proximité des plages de débarquement. Se présenter en début d'après midi dans le golfe de Leyte n'aurait donc plus bénéficié de l'avantage de la surprise, et s'y aventurer dans l'ignorance de la position des porte-avions d'escadre américains revenait à « sauter dans un piège de l'ennemi ». Le vice-amiral Kurita qui disposait encore de quatre cuirassés, en bonne condition de combat, et de deux croiseurs lourds, deux croiseurs légers et dix destroyers, a alors estimé que la priorité n'était plus l'attaque des forces amphibies mais la recherche du contact avec les autres porte-avions d'escadre américains, car les dégâts infligés à quatre de ses croiseurs l'avaient confirmé dans l'idée que les bâtiments qu'il venait d'affronter en faisaient partie. Au demeurant l'abandon de l'objectif d'attaque des forces amphibies allait dans le sens souhaité par certains officiers de marine, comme son chef d'état-major, le contre-amiral Koyanagi.
Sans disposer de forces de reconnaissance tant navales qu'aériennes, il a estimé que les bâtiments qu'il recherchait se trouvaient au large de Luçon, à peu près là où avait coulé la veille le porte-avions que l'aviation navale japonaise basée à terre avait attaqué. Or les porte-avions rapides américains se trouvaient en réalité 300 km plus au nord, au contact des porte-avions du vice-amiral Ozawa, comme le prévoyait le Plan-Sho, mais cela le vice-amiral Kurita ne le savait pas.
Sensiblement à l'heure même où l'amiral Halsey, sur l'USS New Jersey, s'est résigné à mettre cap au sud avec ses cuirassés rapides, au large du cap Engaño, le vice-amiral Kurita, sur le Yamato, a mis cap au nord, au large de Samar. Dans quelle mesure sa décision a aussi été déterminée par la succession d'attaques venant de porte-avions d'escorte de la VIIe Flotte n'est pas établi. Néanmoins, la quatrième et plus importante attaque de la TU 77.4.2 du contre-amiral Stump, avec 37 avions torpilleurs et 19 chasseurs, a porté des coups décisifs à deux croiseurs lourds déjà endommagés, on le verra plus loin. Elle a commencé, à 11 h 40 par l'attaque des navires japonais qui se dirigeaient vers le golfe de Leyte, cap au sud-ouest, mais, plus tard, selon les pilotes, ils ont viré au nord, à grande vitesse, et ils n'en ont plus dévié.

#### Les attaques deskamikazecoulent l'USSSt. Lo

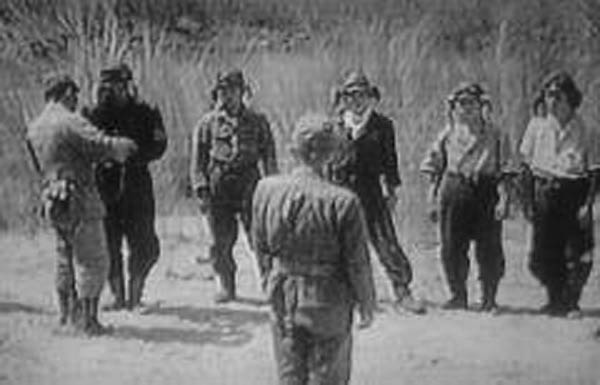
Les hommes de l'unité « Shikishima », avec le vice-amiral Onishi, pendant le toast cérémonial, peu avant leur départ pour la première attaque-suicide

Les vice-amiraux Onishi et Fukudome, commandants en chef des 1re et 2e Flottes aériennes, basées à Luçon, sachant la mission de sacrifice de la Flotte, ont pensé qu'il leur fallait agir avec autant de détermination et d'esprit de sacrifice et ils ont décidé d'engager la Force Spéciale d'Attaque, plus connue sous l'appellation de Kamikaze. Même si auparavant des pilotes japonais avaient écrasé leur avion dans le feu du combat sur des navires américains ou alliés, avec l'attaque du HMAS Australia, le 21 octobre, ce fut la première fois qu'une telle attaque a été conduite de façon coordonnée et délibérée par une formation constituée dans ce but. Preuve de l'insuffisante coordination entre les forces japonaises, pourtant appelées à coopérer, la décision de mise en œuvre de cette nouvelle méthode de combat a été prise sans concertation entre l'aviation basée à terre et les forces à la mer.
C'est la TU 77.4.1 du contre-amiral Thomas Sprague, la plus au sud du dispositif, qui a subi la première attaque, vers 7 h 40, menée par quatre chasseurs « Zero ». Le premier a piqué sur l'USS Santee, et s'est écrasé sur le pont d'envol à bâbord avant, tuant seize marins et provoquant un incendie qui a contraint à jeter à la mer des bombes de 450 kg que le feu menaçait. Le second a plongé vers l'USS Sangamon mais, atteint par la DCA, il a dévié et est tombé devant la proue à bâbord. Le troisième a plongé sur l'USS Suwannee et s'est écrasé sur le pont d'envol en avant de l'ascenseur arrière, le moteur explosant dans le hangar, mettant l'appareil de direction du navire temporairement hors service, alors que l'USS Santee était victime d'une attaque sous-marine concomitante du sous-marin I-56.
Les porte-avions d'escorte de la VIIe Flotte n'ont pas cessé leurs attaques après que le combat au canon eut pris fin. La quatrième attaque menée par la TU 77.4.2 du contre-amiral Stump a commencé vers 11 h 40. Au cours de celle-ci, vers 12 h 5, le Chikuma, attaqué par cinq Avengers de l'USS Kitkun Bay a reçu deux torpilles à bâbord qui ont noyé les machines, immobilisant ce croiseur : le destroyer Nowaki a été dépêché pour l'assister. Au même moment, le Suzuya a été endommagé par une bombe qui l'a manqué de peu, avariant une plate-forme lance-torpilles tribord dont les torpilles Longues Lances à propulsion par oxygène comprimé ont explosé peu après, endommageant la salle des machines tribord. À midi et demi, le contre-amiral Shirahishi a transféré pour la seconde fois sa marque, cette fois sur le Tone. Le destroyer Okinami a reçu l'ordre d'aller assister le Suzuya, dont il a recueilli l'équipage.

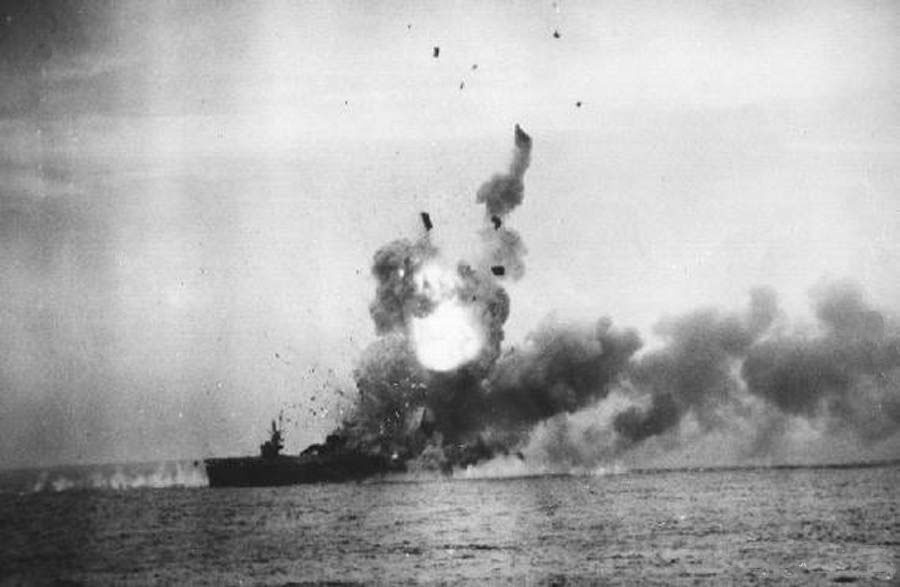
L' a été le premier grand bâtiment de l'US Navy coulé par une attaque de kamikaze.

À 10 h 50, alors que les porte-avions de la TU.77.4.3 du contre-amiral Clifton Sprague récupéraient leurs appareils, les vigies ont vu surgir six « Zero » qui n'avaient pas été repérés au radar. Le premier a plongé vers l'USS Kitkun Bay, mais est tombé à la mer à 20 mètres de l'avant sur bâbord, un deuxième a voulu mitrailler en enfilade le pont d'envol de l'USS White Plains mais le porte-avions a viré brutalement à gauche, l'avion est tombé à la mer et a explosé. Un autre, avec une bombe sous chaque aile, s'est écrasé au centre du pont d'envol de l'USS St. Lo, avec un éclair terrifiant quand les bombes ont explosé. Le pont s'est déchiré sur une partie de sa longueur et sur toute sa largeur, l'ascenseur a été projeté en l'air dans un nuage de fumée. L'équipement de lutte contre l'incendie devenu inopérant, le navire a gîté sur bâbord, puis après une explosion interne, fortement, de 30°, sur tribord. À 11 h, l'ordre d'abandon été donné et le porte-avions a coulé par l'arrière à 11 h 25. Le destroyer USS Heermann a recueilli les rescapés, dont quatre cents blessés. Deux avions-suicides se sont encore écrasés sur l'USS Kalinin Bay, puis vers 11 h 10, un groupe de bombardiers en piqué Judys s'est présenté par l'arrière, dont un seul a plongé, et touché par l'artillerie anti-aérienne, est tombé en mer sur l'avant de l'USS Kitkun Bay.
Les porte-avions de la TU 77.4.1, qui n'avaient plus subi d'attaques depuis 8 h, ont, vers 11 h 15, envoyé leurs chasseurs prêter assistance à la TU 77.4.3, mais vers 11 h 55, trois ou quatre chasseurs monoplaces les ont attaqués en mitraillage à basse altitude. Ceux-ci ont été repoussés et une bombe a manqué l'USS Petrof Bay. Enfin, vingt minutes plus tard, l'artillerie contre avions a repoussé une attaque aérienne, après qu'une attaque en piqué suicide a manqué l'USS Santee.

#### Retour de laIIIeFlotte
La bataille du golfe de Leyte est caractéristique en ce qu'elle montre l'inexactitude des convictions les plus arrêtées du haut commandement dans chaque camp. L'amiral Halsey se fonde sur des informations erronées de son service de renseignement militaire sur les résultats qu'il a obtenus en mer de Sibuyan, et sur l'exagération de la menace que représentent les porte-avions japonais au nord de Luçon. Le vice-amiral Kurita exagère la force des navires qu'il attaque au large de Samar et se replie alors qu'il les a bousculés. L'aviation japonaise basée à terre s'acharne sur un porte-avions léger le 24 octobre et assaille des porte-avions d'escorte le 25, plutôt que les porte-avions d'escadre. Les derniers développements de la bataille, le 25 après-midi et le 26, n'ont pas permis de corriger les choses.

##### Le Task Group 38.1 du vice-amiral McCain passe à l'attaque, en vain
En route, à grande vitesse, vers Samar, le Task Group 38.1, le plus puissant de la Task Force 38, était encore à 340 nautiques (soit 630 km) à l'est, lorsqu'à 10 h 30, le vice-amiral McCain a fait préparer une vague d'attaque pour répondre à l'injonction de l'amiral Halsey d'attaquer les cuirassés et croiseurs japonais au large de Samar. Cette vague comportait 98 avions (46 chasseurs, 33 Helldivers, et 19 avions torpilleurs) des USS Hancock, Hornet et Wasp, mais elle avait relativement peu de bombes : la distance à parcourir était considérable et il fallait économiser du poids pour emporter suffisamment de carburant pour revenir, au cas où il ne serait pas possible de se poser sur Leyte ou sur un porte-avions au large de Samar (le temps avait manqué pour installer des réservoirs supplémentaires). Ces bombes étaient aussi prévues pour attaquer les porte-avions du vice-amiral Ozawa, et donc assez inopérantes contre des cuirassés.
Les bâtiments japonais ont été en vue vers 13 h 10, marchant au nord à 24 nœuds. Leur défense contre-avions a été particulièrement violente. Six chasseurs japonais ont essayé de s'interposer, deux ont été abattus et les autres repoussés. L'attaque a été conduite séparément par les groupes aériens de chaque porte-avions, peu de résultats ont été revendiqués pour une attaque de cette importance, avec aucun dégât sérieux sur les cuirassés. Le retour a été cauchemardesque, avec les indicateurs de carburant en chute accélérée. Sur douze Helldivers de l'escadrille de bombardement de l'USS Hancock, seuls trois ont regagné le porte-avions avant la nuit, un a été abattu par la flak japonaise, deux ont dû amerrir, leur carburant épuisé, à 54 km et 77 km du porte-avions, quatre ont apponté sur un porte-avions d'escorte américain et deux ont atterri avec difficulté à Tacloban.
Une seconde attaque a été lancée depuis les USS Hancock et Hornet, à 12 h 45, après que les porte-avions eurent avancé pendant deux heures à grande vitesse, avec 20 chasseurs, 20 bombardiers et 13 avions torpilleurs, qui ont mené vers 15 h une attaque pas très bien coordonnée. Au total, pour les deux attaques, quatre bombes ont fait but sur le Yamato, autant sur un Kongō, une sur le Nagato et cinq sur des bâtiments non identifiés. Dans l'après-midi, les porte-avions d'escorte de la VIIe Flotte ont aussi continué leurs attaques. L'unité du contre-amiral Stump en a ainsi mené deux, soit six au total pour la journée du 25 octobre. Selon le vice-amiral Kurita, les dégâts ont surtout résulté d'éclats d'obus perforant les coques et n'ont eu d'autres effets que de laisser des trainées de mazout se répandre dans les sillages. La dernière attaque des porte-avions d'escorte a eu lieu vers 17 h 20, au nord-est de Samar. La force japonaise, cap au nord-ouest (au 300), à petite vitesse, comptait alors quatre cuirassés, trois croiseurs lourds (seuls le Haguro et le Tone étaient encore opérationnels, le Suzuya et le Chikuma avaient fini par couler,, le Chōkai a été sabordé au début de la nuit) deux croiseurs légers et sept destroyers.

##### Les cuirassés japonais échappent aux cuirassés rapides américains
Finalement, le vice-amiral Kurita n'est pas allé plus au nord que le nord de Samar. Persuadé qu'il lui fallait se porter le plus loin possible des porte-avions rapides américains qui, il en était persuadé, tenteraient de le bombarder le lendemain, et vers 17 h 30, après avoir eu confirmation du résultat de la bataille du cap Engaño, il a forcé la vitesse à 24 nœuds, et a signalé qu'il mettrait, au crépuscule, le cap sur le détroit de San-Bernardino, afin de le franchir vers minuit. Mais dès 21 h 45, une reconnaissance aérienne de nuit a repéré la flotte japonaise à l'entrée du détroit.
À partir de 16 h 30, l'amiral Halsey avec ses deux cuirassés les plus rapides, trois grands croiseurs légers et huit destroyers (constituant un Task Group 34.5) a marché vers le détroit de San-Bernardino, à 28 nœuds, espérant intercepter les cuirassés japonais. Il se trouvait mutatis mutandis dans la situation des amiraux Cunningham, à la bataille du cap Matapan poursuivant le Vittorio Veneto, ou Tovey poursuivant le Bismarck. Mais le vice-amiral McCain, malgré les moyens dont il disposait, n'a pas eu la réussite qu'ont eue la douzaine d'antiques Fairey Swordfishes du vice-amiral Somerville, qui ont immobilisé le Bismarck le 26 mai 1941 au soir.
Lorsque les navires de l'amiral Halsey se sont trouvés vers minuit à 60 km du détroit, la force du vice-amiral Kurita l'avait franchi depuis deux heures environ, et le troisième combat de cuirassés de la guerre du Pacifique n'a pas eu lieu. Quel en aurait été le résultat ? Le Yamato était le plus fortement armé, et avait la cuirasse la plus épaisse, les cuirassés américains étaient plus rapides, ce qui est important pour avoir le choix du moment du combat, de la position et de la distance, leur système de direction de tir était sans doute supérieur, les deux cuirassés rapides de la classe Kongō étaient surclassés par les cuirassés modernes américains, la bataille navale de Guadalcanal l'avait montré, le Nagato était d'une conception ancienne. Mais les Japonais avaient l'avantage du nombre, car le principe de concentration si cher à l'amiral Halsey, le soir du 24 octobre avait, le lendemain, été jeté par-dessus bord, en raison des exigences de la bataille. Enfin quel aurait été, dans un combat de jour, le rôle de l'aviation embarquée américaine, alors que les porte-avions du contre-amiral Bogan n'étaient qu'à une quarantaine de nautiques en arrière et celui de l'aviation japonaise basée à Luçon, l'Histoire ne l'aura pas dit.
Pour conclure dans son style laconique, le vice-amiral Lee, dans son rapport d'opérations de commandant des cuirassés de la Flotte du Pacifique a écrit :
« Aucun dommage en bataille n'a été subi, ni n'a été infligé à l'ennemi, par les navires opérant en tant que Task Force Trente-Quatre. »

#### Derniers combats, le 26 octobre
L'amiral Halsey a interrompu la poursuite en mettant le cap au sud-est à 0 h 25. Il a alors lancé les trois grands croiseurs légers, USS Vincennes, USS Miami et Biloxi, et trois destroyers, aux ordres du contre-amiral F. F. M. Whiting, aux trousses d'un contact radar, dans le sud, à un peu plus de 30 km, route à l'ouest à 20 nœuds. Partis vers le sud, les croiseurs ont mis au bout d'une demi-heure le cap à l'ouest et ont ouvert le feu avec leur artillerie principale à 15 500 mètres. Vers 1 h, la cible s'est révélée être un grand destroyer, bientôt immobilisé en flammes de la proue à la poupe. Deux destroyers se sont approchés jusqu'à 4 000 m pour le mitrailler et l'ont torpillé. Il a explosé vers 1 h 35. Il s'agissait du Nowaki qui s'était attardé à recueillir les rescapés du Chikuma, qui ont disparu avec lui. Les croiseurs ont recherché ensuite d'autres navires avariés, ils n'ont trouvé que des débris et des flaques de mazout, mais ont recueilli des rescapés de groupes aériens des porte-avions d'escorte, tombés à la mer. Une reconnaissance aérienne de nuit de l'USS Independence a repéré la flotte japonaise, mais au milieu de la nuit, un orage a fait perdre le contact.
Le lendemain matin, les TG 38.1 et 38.2 se sont rejoints, vers 6 h, et dès 8 h, deux avions de reconnaissance de l'USS Wasp ont repéré le gros de la force japonaise, à 15 km au nord-ouest de l'extrémité nord de l'île de Panay, dans le détroit de Tablas, à la sortie de la mer de Sibuyan. Des groupes d'attaque des deux task groups, qui avaient décollé vers 6 h, attendaient que les navires japonais aient été localisés. Le temps nuageux a gêné la désignation des objectifs, la défense contre avions était puissante. 16 bombardiers, 7 avions torpilleurs, et 12 chasseurs, de l'USS Intrepid et trois avions torpilleurs de l'USS Cabot ont revendiqué des impacts sur les cuirassés, mais ne les ont pas ralentis.

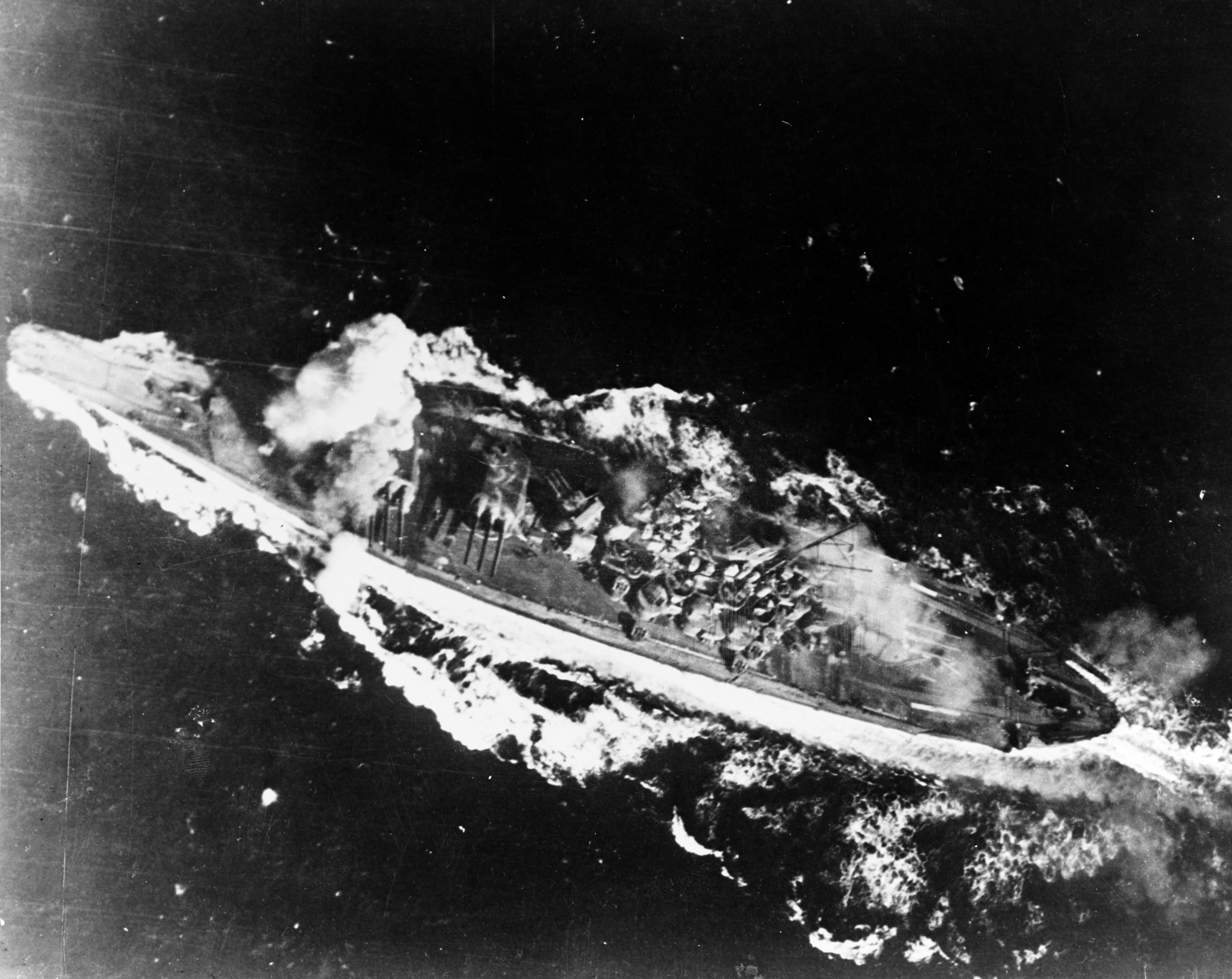
Le touché par une bombe qui ne fait pas de gros dégâts à la tourelle no 1, le 26 octobre 1944 guerre mondiale.

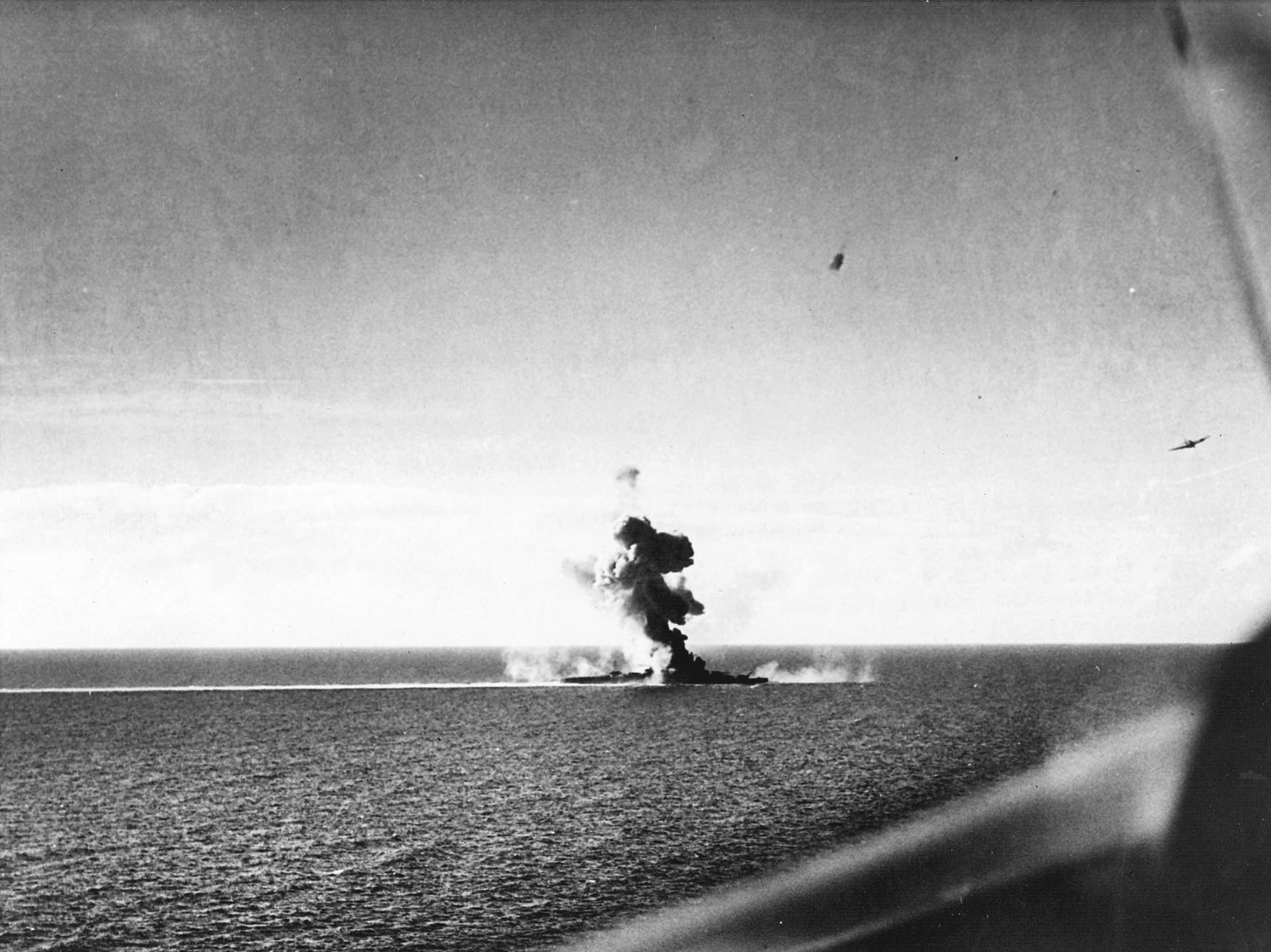
Le Kumano attaqué par l'aviation embarquée américaine, le 26 octobre 1944- guerre mondiale.

Survolant le détroit de Tablas cap au sud à haute altitude, un grand groupe de 83 appareils du Task Group du vice-amiral McCain a repéré un navire isolé, croiseur ou grand destroyer, l'a attaqué, et l'a touché d'une bombe. Plus loin, ce groupe d'avions a repéré au travers des nuages un croiseur lourd de la classe Mogami, au large de la pointe sud de Mindoro, cap à l'ouest. Un groupe de 4 bombardiers, 7 avions torpilleurs et 12 chasseurs de l'USS Hancock l'ont attaqué. C'était le Kumano qui a reçu une bombe de 450 kg et peut-être deux torpilles. Il en a été immobilisé un moment, mais il a pu finalement se trainer jusqu'à Manille,. Peu après, le gros de la force japonaise a été repérée, mais seuls 13 avions torpilleurs, 3 bombardiers et 4 chasseurs des USS Wasp et Cowpens ont pu attaquer. Une bombe a touché la tourelle no 1 du Yamato, et une le Nagato. Le croiseur léger Noshiro a reçu deux torpilles, qui l'ont immobilisé. Il a coulé peu après 11 h, sous les coups de nouvelles attaques de l'aviation embarquée du TG 38.1. Celle-ci ne pouvait plus atteindre les cuirassés, désormais hors de portée des porte-avions américains restés en mer des Philippines, et a dû se contenter d'attaquer les trainards et d'affronter l'aviation de chasse japonaise basée à terre.
Les kamikaze, quant à eux, pouvaient encore frapper les porte-avions d'escorte américains. Vers midi, l'USS Suwannee, déjà touché la veille, a été atteint par un “Zero” qui s'est écrasé sur le pont d'envol, déclenchant un incendie, ce qui a provoqué de lourdes pertes (71 tués et 92 blessés), tandis qu'un autre avion-suicide, mis en pièces par l'artillerie anti-aérienne, manquait de peu l'USS Petrof Bay. Ce fut la dernière attaque kamikaze de la bataille.
Au début de la matinée du 26 octobre, des avions de reconnaissance de la VIIe Flotte avaient repéré un croiseur léger et quatre ou cinq destroyers, en mer des Camotes à l'ouest de Leyte. Ce n'étaient pas des rescapés de la bataille du détroit de Surigao, comme les Américains l'ont pensé d'abord, mais l'escorte d'un transport de troupes qui avaient été débarquées en baie d'Ormoc. Ils ont été attaqués par l'aviation embarquée des porte-avions d'escorte du contre-amiral Stump, qui était par ailleurs engagée contre les attaques aériennes japonaises dans le golfe de Leyte. Le destroyer Uranami a été coulé en début d'après-midi, près de l'île de Masbate, et le Kinu, dans les mêmes eaux, vers 17 h 30. Ce fut le 26e et dernier bâtiment perdu par la Flotte impériale à la bataille du golfe de Leyte.
Le 27 octobre, l'aviation embarquée américaine a encore attaqué des trainards japonais, comme le destroyer Fujinami, qui a été coulé alors qu'il avait à son bord les survivants du Chōkai. Dans le même temps, les survivants de plusieurs navires américains ont été recueillis après avoir passé jusqu'à 50 heures à la mer.
Le 30 octobre, la TF 38 a rejoint Ulithi, où le vice-amiral Mitscher en a passé le commandement au vice-amiral McCain, le TG 38.1 étant confié au contre-amiral Montgomery.

### Bilan des quatre batailles
Le 25 octobre au soir, l'amiral Halsey avait signalé à l'amiral Nimitz, au vice-amiral Kinkaid et au général MacArthur :

« On peut annoncer avec assurance que la Marine japonaise a été battue, mise en déroute et brisée par les Troisième et Septième Flottes »

#### Une victoire écrasante
Au vu du tableau des pertes, l'assertion de l'amiral Halsey était indiscutable.
Pertes de l'US Navy
- 1 porte-avions léger : USS Princeton (CVL-23)
- 2 porte-avions d'escorte : USS Gambier Bay (CVE-73), USS St. Lo (CVE-63) (le premier grand navire coulé par une attaque kamikaze)
- 2 destroyers : USS Hoel (DD-533), USS Johnston (DD-557)
- 1 destroyer d'escorte : USS Samuel B. Roberts (DE-413)[250].
- 4 autres navires bâtiments d'escorte américains et le croiseur lourd HMAS Australia ont été endommagés.

Pertes de la Marine impériale japonaise
- 1 porte-avions d'escadre : Zuikaku
- 3 porte-avions légers : Zuihō, Chiyoda, Chitose
- 3 cuirassés : Musashi, Yamashiro, Fusō
- 6 croiseurs lourds : Atago, Maya, Mogami, Suzuya, Chōkai, Chikuma
- 4 croiseurs légers : Abukuma, Tama, Noshiro, Kinu
- 9 destroyers : Wakaba, Yamagumo, Asagumo, Michishio, Hatsuzuki, Akizuki, Nowaki, Hayashimo, Uranami[250].

La Marine impériale japonaise a ainsi vu disparaître 26 bâtiments déplaçant au total 305 710 t, soit 45 % du tonnage engagé, sans compter les avions détruits de l'aviation navale basée à terre (les 1re et 2e Flottes aériennes), et de l'aviation de l'Armée impériale, mais un décompte précis est difficile à établir comme l'a montré l'interrogatoire du vice-amiral Fukudome après la guerre. Ce tableau, qui ne recense que les navires coulés du 23 octobre au 26 octobre 1944, ne fait pas non plus apparaître que trois croiseurs lourds, les Takao, Myōkō et Aoba, ont été si endommagés qu'ils n'ont jamais plus été envoyés en opérations, et que deux autres croiseurs lourds, les Nachi et Kumano, et le cuirassé rapide Kongō ont été coulés après la bataille, en rentrant au Japon.
L’US Navy, quant à elle, a eu six navires coulés, totalisant 36 600 tonnes, soit 2,8 % de son tonnage engagé, et 12 % des pertes japonaises, ce qui montre bien l'ampleur de la victoire américaine. Par catégories de navires, la Marine impériale a perdu un tiers de ses cuirassés, la totalité de ses porte-avions, 70 % de ses croiseurs lourds (mais 85 % d'entre eux ont été mis hors de combat) et 60 % des croiseurs légers, contre aucun cuirassé, trois de ses trente-quatre porte-avions (9 % en nombre) et aucun croiseur, du côté de l'US Navy.

#### Des pertes élevées, très inégalement réparties
En termes de pertes en vies humaines, celles de la Marine impériale s'établissent à 11 500, soit un peu moins de 27 % des effectifs engagés, et celles de l’US Navy sont de l'ordre de 1 500, soit un peu plus de 1 % environ. On rappelle qu'au Jutland, le pourcentage de pertes subies par rapport aux effectifs engagés a été de 11 % pour les Britanniques et de 6,8 % pour les Allemands.
Il y eut, dans l'histoire contemporaine, des victoires écrasantes, où le vainqueur n'a subi que très peu de pertes, au cours de la guerre hispano-américaine ou en 1914, à Coronel ou aux Falklands. Dans la Seconde Guerre mondiale, on peut citer la bataille de Ko Chang, le combat final contre le Bismarck ou la destruction du Yamato. Dans le golfe de Leyte, la bataille du détroit de Surigao et la bataille du cap Engaño entrent dans cette catégorie.
Le premier combat, l'attaque des sous-marins américains à l'ouest de Palawan, a eu lieu l'avant-veille du début de la bataille du golfe de Leyte proprement dite, mais y est intimement lié. Deux croiseurs lourds japonais y ont été coulés, l'Atago avec 369 de ses 1060 marins, et le Maya avec 470 de ses 1105 marins. Il n'y a aucune perte du côté américain, même si un sous-marin a dû être abandonné.
Pour ce qui est de la bataille du détroit de Surigao, les pertes de deux cuirassés japonais pèsent lourdement (plus de 30 % du total du nombre des tués de la Marine impériale dans le golfe de Leyte), d'abord parce que ce sont les navires qui ont les équipages les plus nombreux, mais aussi parce que le taux de pertes en bataille est très élevé, soit lorsque la destruction du cuirassé résulte d'une explosion de soutes, constaté dès la Première Guerre mondiale sur le Bouvet aux Dardanelles, sur les croiseurs de bataille britanniques au Jutland, puis depuis 1940, sur la Bretagne à Mers el-Kébir, sur le HMS Hood, le HMS Barham, l'USS Arizona à Pearl Harbor et le Roma, ce qui se vérifiera encore sur le Yamato, soit lorsque le recueil des rescapés est rendu difficile par la poursuite de la bataille, ce fut le cas pour le Bismarck ou le Scharnhorst. Or ces circonstances se sont trouvées réunies lors de la destruction des Fusō et Yamashiro, sur lesquels il n'y a donc eu, au total, que moins de quinze rescapés. Deux des croiseurs japonais qui ont pris part à la bataille ont coulé avec 350 hommes sur 1 300.
Pour ce qui est de la bataille du cap Engaño, on notera d'abord que dans les batailles de porte-avions, l'évacuation des équipages des navires avariés par des attaques aériennes est facilitée, parce que les navires ennemis sont « au-delà de l'horizon ». Le taux de pertes sur les neuf porte-avions japonais coulés en mer de Corail, à Midway, aux îles Santa Cruz, ou en mer des Philippines, varie de 15 % à 35 % (avec l'exception du Sōryū, sur lequel il atteint 65 %). Ces taux se situent entre le double et le quintuple du taux de pertes qu'a connu la marine américaine (7 % en moyenne) sur les cinq navires qu'elle a perdus dans les batailles aéronavales de la même période. Au cap Engaño, seul le taux du Zuihō (à 22 %) est dans cette fourchette. Il est plus élevé pour le Zuikaku et le Chitose, respectivement 49 % avec presque 850 tués, et 54 % avec un peu plus de 900 tués. Le cas du Chiyoda est exceptionnel, il est coulé au canon par des croiseurs et l'encadrement a interdit le recueil des rescapés qui aurait été constitutif d'une reddition, c'est-à-dire une désertion, et tout l'équipage a disparu,.
Au total, dans le passage de Palawan, dans le détroit de Surigao et au cap Engaño, ce sont plus de 8 000 marins japonais qui ont été tués contre quelques dizaines de pertes américaines.
En mer de Sibuyan, la situation est à peu près identique, le Musashi focalise les attaques de l'aviation embarquée de la IIIe Flotte et coule avec un peu plus de 1 000 de ses 2 400 hommes d'équipage. Les pertes américaines se limitent à 18 avions abattus. Mais au large de la côte orientale de Luçon (Philippines), le TG 38.3 subit des attaques acharnées contre l'USS Princeton, qui a eu 108 tués sur un équipage de 1 469 marins, donc un taux de pertes faible, 7,4 %, mais il y a eu plus de 200 morts et le double de blessés, sur le croiseur Birmingham qui portait assistance au porte-avions léger. En contrepartie, l'aviation japonaise, avec plus d'une centaine d'avions abattus, a eu des pertes équivalentes à la moyenne de celles subies au cours des batailles aéronavales de 1942, de la mer de Corail aux îles Santa Cruz.
La bataille la plus disputée a été celle au large de Samar. Dans sa première partie, trois bâtiments d'escorte américains ont été coulés. Sur le destroyer USS Johnston, pour un équipage de 327 hommes, environ 50 ont été tués à bord, 45 sont morts sur les radeaux et canots de sauvetage, et 95 ont été portés disparus en mer. Sur le destroyer Hoel, sur un équipage de 333 marins, 253 sont morts, dont une quarantaine en mer, en attendant les secours pendant deux jours. Le destroyer d'escorte Samuel B. Roberts, sur un équipage de 210 marins, en a perdu 90. Le porte-avions d'escorte USS Gambier Bay, coulé au canon par les croiseurs lourds, avait un équipage de 860 hommes. Il n'a eu que 80 tués, mais les survivants n'ont été recueillis qu'après avoir passé deux jours en mer. Dans la seconde partie de la bataille, trois croiseurs lourds japonais, avariés dans des combats au canon, ont été achevés par l'aviation embarquée des porte-avions d'escorte, des destroyers ont recueilli une partie des équipages, mais deux d'entre eux ont été détruits dans la suite des combats, le Nowaki avec les rescapés du Chikuma, et le Fujinami avec ceux du Chōkai, de sorte que plus de 2 150 hommes ont ainsi été tués. Les attaques des kamikaze ont réussi à couler l'USS St. Lo, mais ses navires d'escorte restant à flot ont pu recueillir plusieurs centaines de blessés et il n'y eut qu'une centaine de tués.
Pour la Marine des États-Unis, avec quinze cents tués, la bataille du golfe de Leyte a été, au moment où elle a eu lieu, une des plus meurtrières des batailles navales de la guerre du Pacifique, dépassée seulement par celle de l'île de Savo, avec 1 700 tués. En tout cas la bataille au large de Samar fut la seule au cours de laquelle l'US Navy a perdu plusieurs porte-avions dans la même journée. Ce n'était arrivé ni en mer de Corail, ni à Midway, ni au large de Guadalcanal, ni aux îles Santa-Cruz, ni au large des îles Marshall, et ce ne sera pas non plus le cas au large des Philippines, ou d'Iwo Jima. Mais les destructions de porte-avions américains, à partir de 1944, n'y ont pas été le fait de porte-avions, elles ont résulté de l'action de croiseurs ou de l'aviation basée à terre, puisque l'aviation embarquée japonaise avait été détruite en mer des Philippines.

#### Des décisions improbables
Le plan conçu par l'amiral Toyoda était hétérodoxe et compliqué. Il résultait pour une large part de la situation d'extrême faiblesse dans laquelle se trouvait le service aérien de la Marine impériale japonaise, incapable d'assurer la mission de force de frappe de la flotte, ni celle de couverture aérienne, ce qui a conduit à recourir à la ligne de bataille des cuirassés pour ce qui était de la force de frappe, et à ne pas hésiter à sacrifier des porte-avions avec une aviation embarquée réduite au minimum comme leurre pour attirer l'aviation embarquée américaine loin des objectifs des cuirassés. Ce sacrifice des porte-avions qui a conduit à leur annihilation au cap Engaño a suscité ce commentaire du chef d'état-major du vice-amiral Ozawa : « Nous devions faire quelque chose (pour empêcher la perte des Philippines), et nous avons fait de notre mieux. Ce fut la dernière chance que nous ayons eue, mais ce n'en était pas une très bonne,. »
Ce plan de bataille, mis en œuvre avec l'énergie du désespoir en mer de Sibuyan, dans le détroit de Surigao et au cap Engaño, a été très près de réussir.
En ce qui concerne les cuirassés, ce fut la seconde fois de la guerre du Pacifique que ceux de la Marine japonaise sont parvenus au contact de leurs rivaux, mais l'engagement entre cuirassés américains et cuirassés japonais n'a concerné que des navires anciens, dans le détroit de Surigao, et il n'y a pas eu de rencontre entre les principales forces de cuirassés qui comptaient les unités les plus modernes. La force principale des cuirassés japonais, appuyée par un nombre important de croiseurs lourds, a supporté des attaques de la Task Force des porte-avions rapides, dans des conditions très difficiles, sans couverture aérienne, mais avec une artillerie anti-aérienne particulièrement fournie, et elle y a perdu un des deux plus puissants cuirassés du monde.
Desservi par les insuffisances de son service de renseignement militaire quant aux dégâts que les cuirassés et croiseurs lourds japonais avaient subis et quant à la force réelle de l'aviation embarquée japonaise, l'amiral Halsey, trop attaché à ses convictions, a laissé le vice-amiral Kurita déboucher sans combat en mer des Philippines. La disposition du détroit de San-Bernardino qui a conduit l'amiral japonais à y faire naviguer la Force d'attaque de diversion no 1 en ligne de file, aurait offert aux cuirassés américains une occasion de « barrer le T » dans des conditions aussi favorables que dans le détroit de Surigao. C'était sans doute une autre « opportunité en or » que l'amiral Halsey n'a pas voulu saisir, au grand regret du vice-amiral Lee. Celui-ci, à la tête de cuirassés rapides de la IIIe Flotte, se serait contenté, selon l'amiral Morison, de la couverture aérienne des porte-avions d'escorte de la VIIe Flotte. Encore eût-il fallu que l'organisation du commandement permît une telle coordination entre la IIIe et la VIIe Flotte, ce qui n'était pas le cas. C'est donc incontestablement la décision de ne pas garder le débouché du détroit de San-Bernardino qui a été « la plus grosse bourde » de l'amiral Halsey, pour reprendre l'expression du vice-amiral Lee. L'inefficacité du retour des cuirassés à grande vitesse le lendemain n'en est qu'une conséquence,.
Mais en matière de bévues les Japonais n'ont pas été en reste. On rappellera d'abord l'absence de coordination qui a abouti à priver les forces à la mer de couverture aérienne, encore qu'il semble que le vice-amiral Kurita n'en ait pas été particulièrement surpris, à moins qu'il ait préféré faire croire qu'il en comprenait les raisons. On n'aura garde d'oublier ensuite les erreurs d'identification des forces à affronter, l'absence de renseignement militaire, faute de forces d'éclairage, l'incapacité à communiquer le résultat des engagements. Mais surtout, l'aveuglement à poursuivre des objectifs dans des conditions insurmontables (dans le détroit de Surigao) et le manque de détermination à atteindre un objectif assigné déjà presque à portée de main (au large de Samar) ont été caractéristiques du comportement erratique du commandement japonais au cours de cette bataille.
Lorsque la Force du vice-amiral Kurita, le 25 octobre au matin, a attaqué au canon de petits porte-avions, ceux-ci n'ont été défendus que par des bâtiments légers, car les croiseurs qui avaient nommément en charge la couverture rapprochée avaient été engagés, la nuit précédente, dans un combat statique en appui des cuirassés anciens, tandis que les cuirassés rapides américains se trouvaient à 400 km au nord. L'attaque du vice-amiral Nishimura a pu être jugée suicidaire, mais il a, inconsciemment peut-être, mais très réellement, atteint son objectif : en fixant au sud le Task Group d'Appui Feu et de Bombardement du contre-amiral Oldendorf, tandis que le vice-amiral Ozawa fixait au nord la Task Force des Porte-avions rapides, il avait rendu possible l'irruption dans le golfe de Leyte de la Force d'attaque de diversion no 1, ce dont, au demeurant, le vice-amiral Kinkaid avait parfaitement conscience.
Le vice-amiral Kurita pensait que le Plan Sho-Gô entrainerait la perte d'au moins la moitié des bâtiments engagés. Il a réussi avec beaucoup de difficultés, et une bonne part de chance, à quitter le champ de bataille avec plus de la moitié des cuirassés (quatre sur sept) avec lesquels il avait appareillé le 18 octobre, mais sans avoir réussi à empêcher le débarquement de Leyte. Or, sauf le Yamato envoyé quelques mois plus tard en mission suicide dans le cadre de l'opération Ten-Go de défense d'Okinawa, aucun de ces cuirassés n'a repris la mer, faute de carburant. L'amiral Toyoda avait vu juste : « Sauver la flotte au prix de la perte des Philippines n'aurait aucun sens ». Gagner une bataille ne se mesure pas seulement en nombre de navires coulés ou ramenés, mais par rapport au résultat attendu sur le plan stratégique. En supportant des pertes terribles, les vice-amiraux Ozawa mais aussi Nishimura ont atteint les objectifs qui leur avaient été assignés, ce que le vice-amiral Kurita n'a pas fait, et ce sont ses choix de la matinée du 25 octobre qui en sont la cause,.
Il peut être intéressant d'examiner comment la conduite des uns et des autres a été jugée par leur hiérarchie, en observant que le haut commandement de la Marine impériale a parfois répugné à sanctionner certains vaincus.
L'amiral Toyoda a seulement indiqué qu'« il ne critiquerait pas » l'action dans le golfe de Leyte du vice-amiral Kurita. Celui-ci a quitté, le 23 décembre, le commandement de la 2e Flotte. Il y a été remplacé par le vice-amiral Ito, qui avait été Vice-Chef de l'État-Major Général de la Marine, depuis 1941 jusqu'à novembre 1944. Le vice-amiral Kurita a été nommé, le 15 janvier 1945, à la tête de l'Académie navale d'Etajima.
Le vice-amiral Ozawa a pensé à se suicider, il en a été dissuadé par un collègue qui lui a fait observer qu'il avait été, à la bataille du golfe de Leyte, le seul commandant de grande unité à avoir rempli la mission qui lui avait été donnée. Il a refusé une promotion au grade d'amiral. Il a été nommé, le 18 novembre 1944, Vice-Chef de l'État-Major Général de la Marine et directeur de l'École Supérieure de Guerre Navale. Lorsque, à la fin mai 1945, l'amiral Toyoda a été nommé Chef de l'État-Major Général de la Marine, en remplacement de l'amiral Oikawa, démissionnaire, en désaccord avec la stratégie de défense agressive à outrance, le vice-amiral Ozawa a remplacé l'amiral Toyoda comme commandant en chef de la Flotte combinée et commandant en chef de la Marine. Le vice-amiral Onishi l'a remplacé comme Vice-Chef de l'État-Major Général de la Marine, et le vice-amiral Shima a remplacé le vice-amiral Onishi à la tête de la 1re Flotte aérienne.
Les contre-amiraux Inoguchi, Ban et Shinoda, qui ont été tués respectivement sur le Musashi, le Fusō et le Yamashiro, ont été promus vice-amiraux à titre posthume,,. Aucune promotion de ce type n'a été décidée en ce qui concerne le vice-amiral Nishimura.
Pour ce qui est des amiraux américains, le vice-amiral Mitscher, les contre-amiraux Oldendorf, Thomas Sprague, Felix Stump, Clifton Sprague, Ralph Ofstie qui commandait la 26e Division de Porte-avions dont faisait partie l'USS Gambier Bay, ont reçu la Navy Cross, et l'amiral Halsey a, pour sa part, été cité au titre de la Navy Distinguished Service Medal, comme l'avait été Raymond Spruance pour son commandement à Midway et en mer des Philippines ; dans la hiérarchie des décorations américaines une telle récompense se situe à un niveau inférieur à celui de la Navy Cross. Cela n'a cependant pas entamé sa popularité et, à la fin de 1945, il a reçu la cinquième étoile d'amiral de la Flotte. Il a été le seul amiral ayant commandé à la mer pendant la guerre à recevoir cette promotion.
Le vice-amiral Kinkaid n'a pas reçu de décoration de l'US Navy pour la bataille du golfe de Leyte, mais il a été promu amiral au début de 1945, quatrième des cinq amiraux ainsi promus pendant la Guerre du Pacifique, après Chester Nimitz, William Halsey, et Raymond Spruance, et avant Richmond K. Turner. Le général de l'Armée MacArthur lui a obtenu, en 1946, de recevoir, pour sa contribution à la campagne de libération des Philippines, l'Army Distinguished Service Medal, qui avait été attribuée à Halsey, et venait de l'être à Spruance et Turner.

## Bilan global: une victoire décisive, qui ouvre la voie auxkamikaze

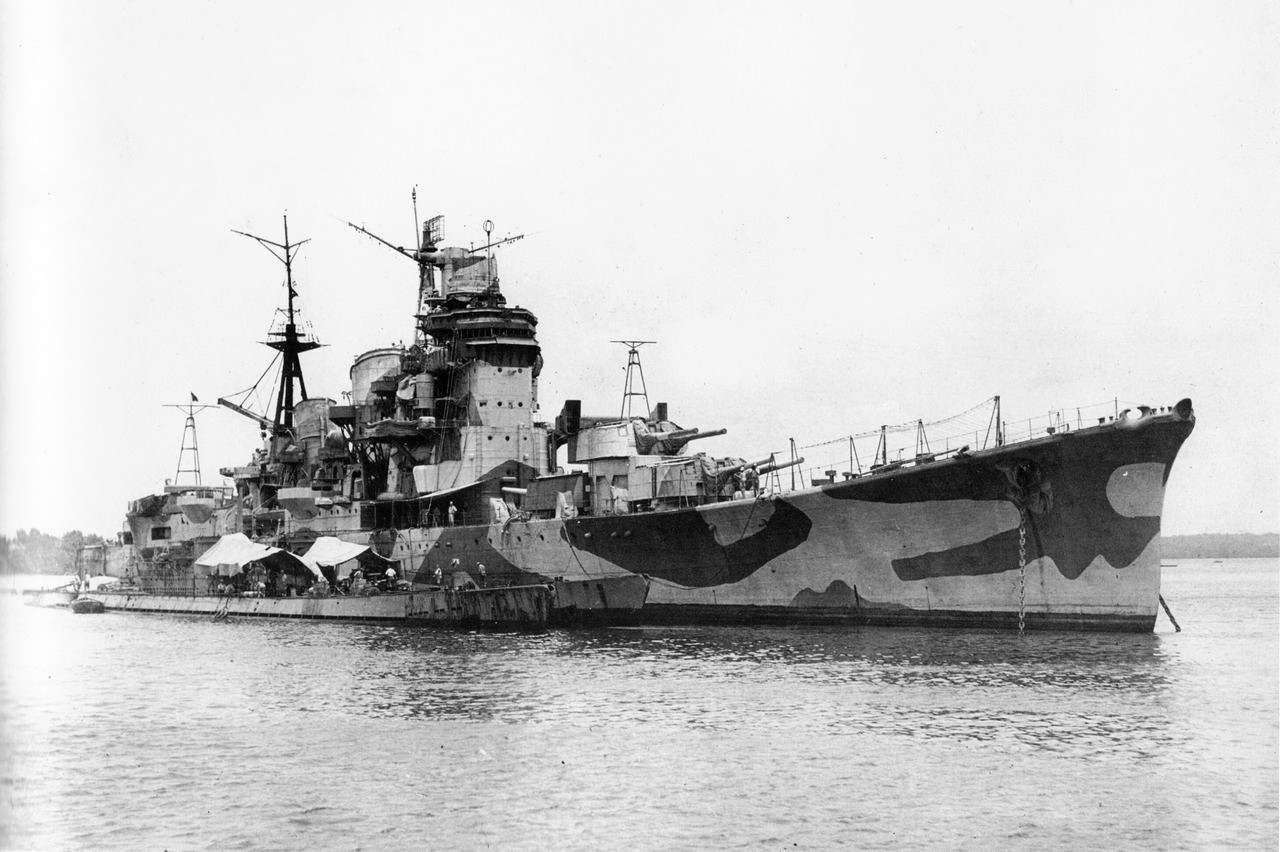
Le Myōkō immobilisé, à Singapour, ici après la capitulation japonaise

La bataille du golfe de Leyte fut, sur le plan stratégique, une victoire américaine décisive, non pas au sens de la doctrine « Kantai kessen », mais dans la mesure où le résultat en a été incontestable et n'a jamais été remis en cause, comme Trafalgar ou Tsushima. L'enjeu y était le débarquement américain sur l'île de Leyte, ce débarquement a eu lieu, et les conséquences de la perte des Philippines ont été celles que craignait l'amiral Toyoda. Plusieurs navires qui ont réussi à rentrer au Japon ont pu être réparés mais n'ont jamais eu le carburant nécessaire pour reprendre la mer. Ceux qui, avariés, se sont réfugiés à Singapour, comme le Myōkō ou le Takao, n'ont jamais été remis en état.
Après cette bataille, il restait encore au Japon quelques porte-avions presque opérationnels, principalement des bâtiments tout juste achevés ou en voie d'achèvement, comme les Unryū et Shinano. Mais il n'y avait plus d'aviateurs navals expérimentés ni de navires d’escorte en état d'assurer leur protection. Ils seraient l'un et l'autre torpillés et coulés avant le 31 décembre 1944.
Pour acheminer des produits nécessaires à l'économie de guerre du Japon, les deux cuirassés hybrides de porte-avions Ise et Hyūga, rentrés au Japon avec le vice-amiral Ozawa, furent envoyés à Singapour en novembre, toujours sous les ordres du contre-amiral Matsuda, acheminant des munitions. Avec l'Ōyodo et trois destroyers, ils parvinrent à rapporter au Japon dans la seconde moitié de février 1945, au cours de l'opération Kita, 10 000 barils de carburant (soit environ 1 600 tonnes), 1 600 tonnes de caoutchouc et 1 600 tonnes d'étain, malgré les efforts de l'aviation et des sous-marins américains pour les intercepter.
Pour le reste, la flotte américaine avait acquis la maîtrise définitive des mers, mer des Philippines et mer de Chine, où la Task Force 38 allait s’aventurer en janvier, bombardant tous les mouillages japonais des îles Ryūkyū à Saïgon. Lors des débarquements américains aux Philippines, puis à Iwo Jima et Okinawa, ce qui restait de la marine japonaise ne s’interposa pas, en-dehors de la mission de sacrifice du Yamato et de huit destroyers d'escorte, le 7 avril 1945.
Des navires revenus de la bataille de Leyte, seuls les deux croiseurs lourds de la 5e Division, le Haguro, portant la marque du contre-amiral Hashimoto, et l'Ashigara, continuèrent à opérer en soutien des garnisons japonaises en Asie du Sud-Est, le premier à l'ouest et le second à l'est de Singapour, jusqu'à ce qu'ils soient coulés par la Royal Navy, en mai et juin 1945.

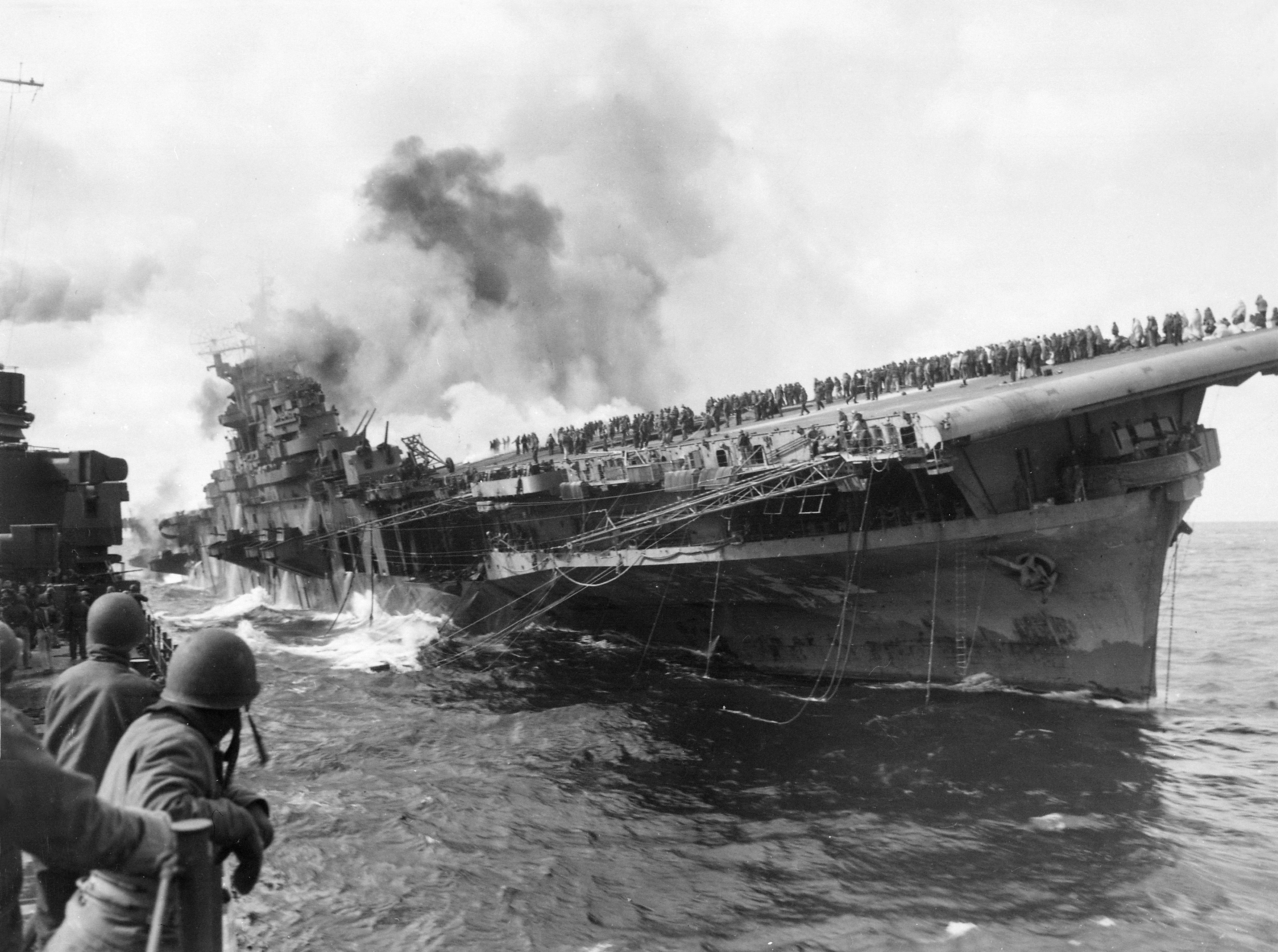
En proie à l’incendie, gîtant fortement, avec des pertes et des dégâts considérables, l' est définitivement mis hors de combat le 19 mars 1945 guerre mondiale.

L'amiral Yonai, ministre de la Marine, avait raison lorsqu'il déclara après la bataille du golfe de Leyte « J'ai senti que c'était la fin ». Mais le vice-amiral Ozawa, interrogé après la guerre, a considéré pour sa part que c'était un nouveau combat qui avait commencé sur mer : « Après (la) bataille (du Golfe de Leyte), les forces de surface sont devenues strictement des forces auxiliaires, et nous nous sommes appuyés sur les forces terrestres, les forces spéciales d'attaque (les kamikaze) et les forces aériennes ». L'amiral Toyoda était partisan de cette stratégie de défense agressive, utilisant les kamikaze, et c'est ce qui a été fait lors des débarquements à Luçon et plus tard à Iwo Jima et Okinawa. Les vice-amiraux Onishi, à la tête de la 1re Flotte Aérienne, et Ugaki, qui a commandé la 5e Flotte Aérienne à partir du début de février, ont porté des coups très durs à l'US Navy. Deux porte-avions d'escorte ont été coulés, les USS Ommaney Bay et USS Bismarck Sea. Même si aucun des plus grands bâtiments de la flotte américaine n'a été coulé, l'USS Saratoga a été très gravement endommagé en février, et deux porte-avions de la classe Essex, l'USS Franklin en mars,, et l'USS Bunker Hill en mai ont subi des dégâts considérables et des pertes terribles, environ 800 tués sur le premier et 400 tués sur le second, de sorte qu'ils n'ont ensuite plus jamais été envoyés en opérations.

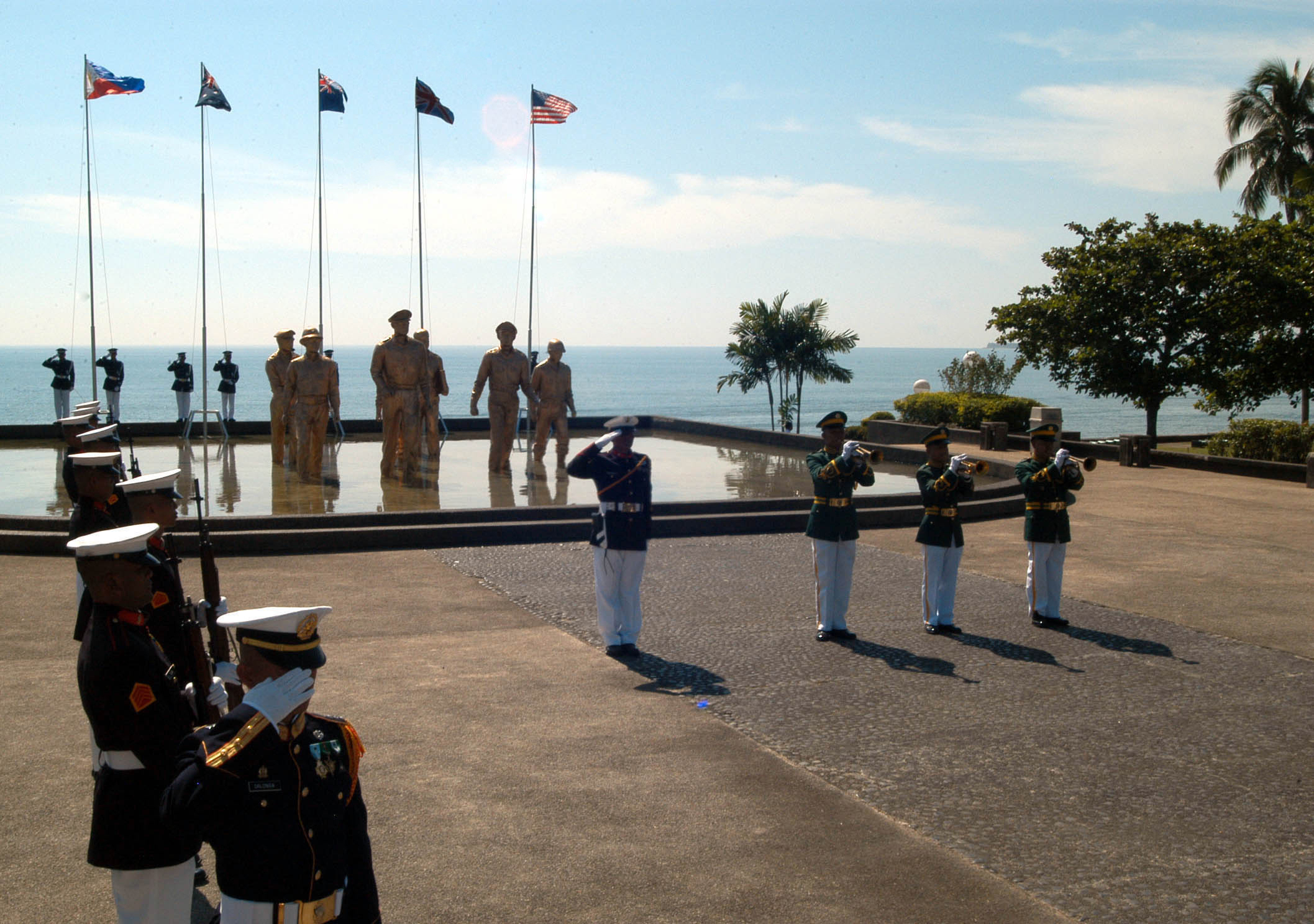
Cérémonie pour le de la bataille à Tacloban, Philippines, le 20 octobre 2004.

L'amiral de la Flotte Nimitz a reconnu après la guerre « Rien de ce qui est arrivé durant la guerre n'a été une surprise — absolument rien — à l'exception des tactiques des kamikaze vers la fin de la guerre. Ceux-là, nous ne les avons pas vu venir. ». Si l'histoire de la guerre navale a connu plus d'un épisode qui relevait de la « guerre dissymétrique », comme les combats de Jean Bart, Robert Surcouf, voire Karl Dönitz ou les théories, en leur temps, de la « Jeune École » de l'amiral Aube, jamais la méthode de combat n'avait eu un caractère aussi dramatique et désespéréLe destin des amiraux Ugaki et Onishi le montre assez : ils ont choisi de ne pas survivre aux hommes qu'ils avaient envoyé à la mort, le premier s'est fait tuer dans une dernière mission kamikaze qu'il a organisée après que l'Empereur du Japon eut annoncé qu'il acceptait la capitulation, et le second s'est suicidé dans des conditions atroces, le 16 août 1945.